# Architektur in der Deutschen Demokratischen Republik

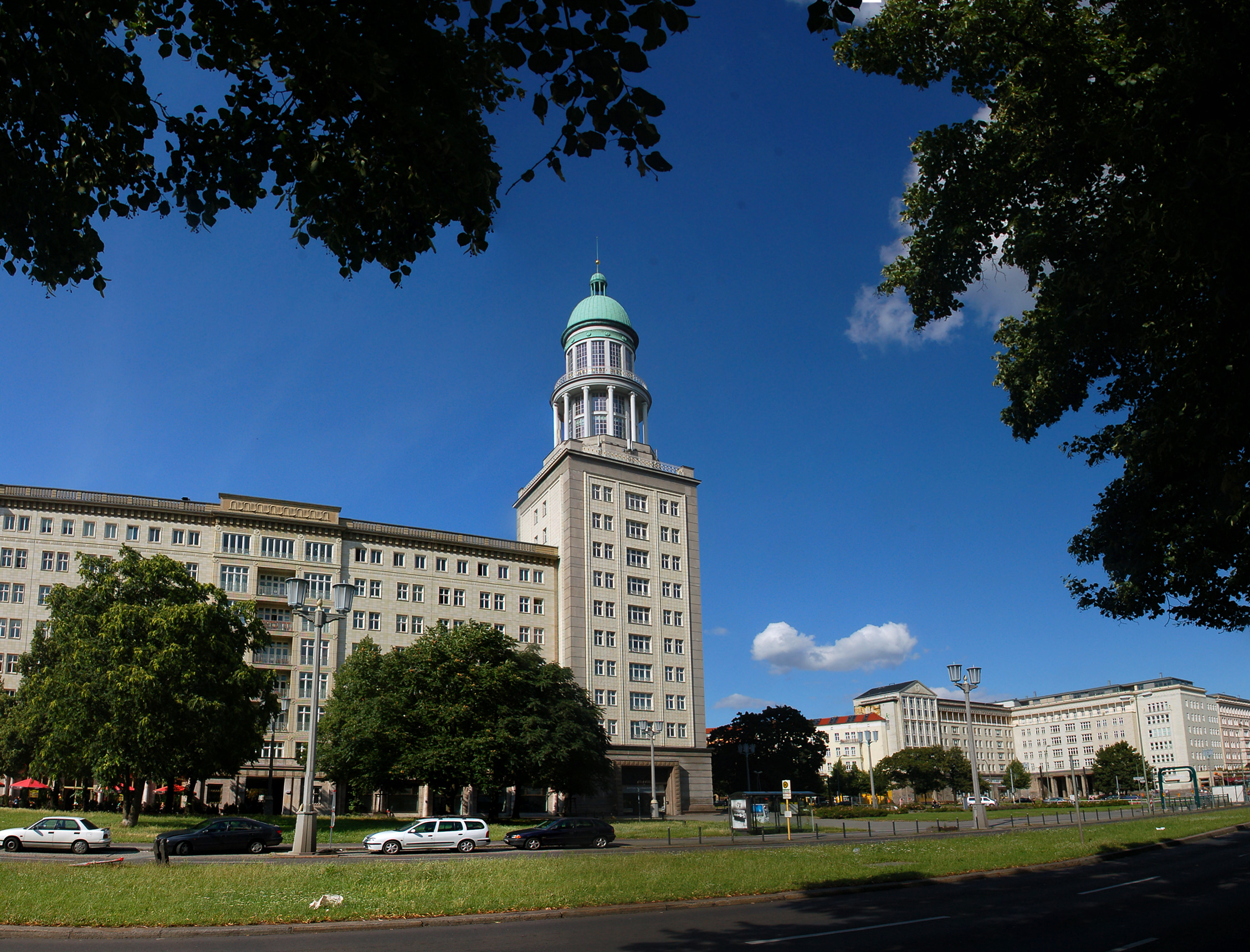
Typische Architektur der 1950er Jahre am Berliner Frankfurter Tor, sozialistischer Klassizismus von Hermann Henselmann

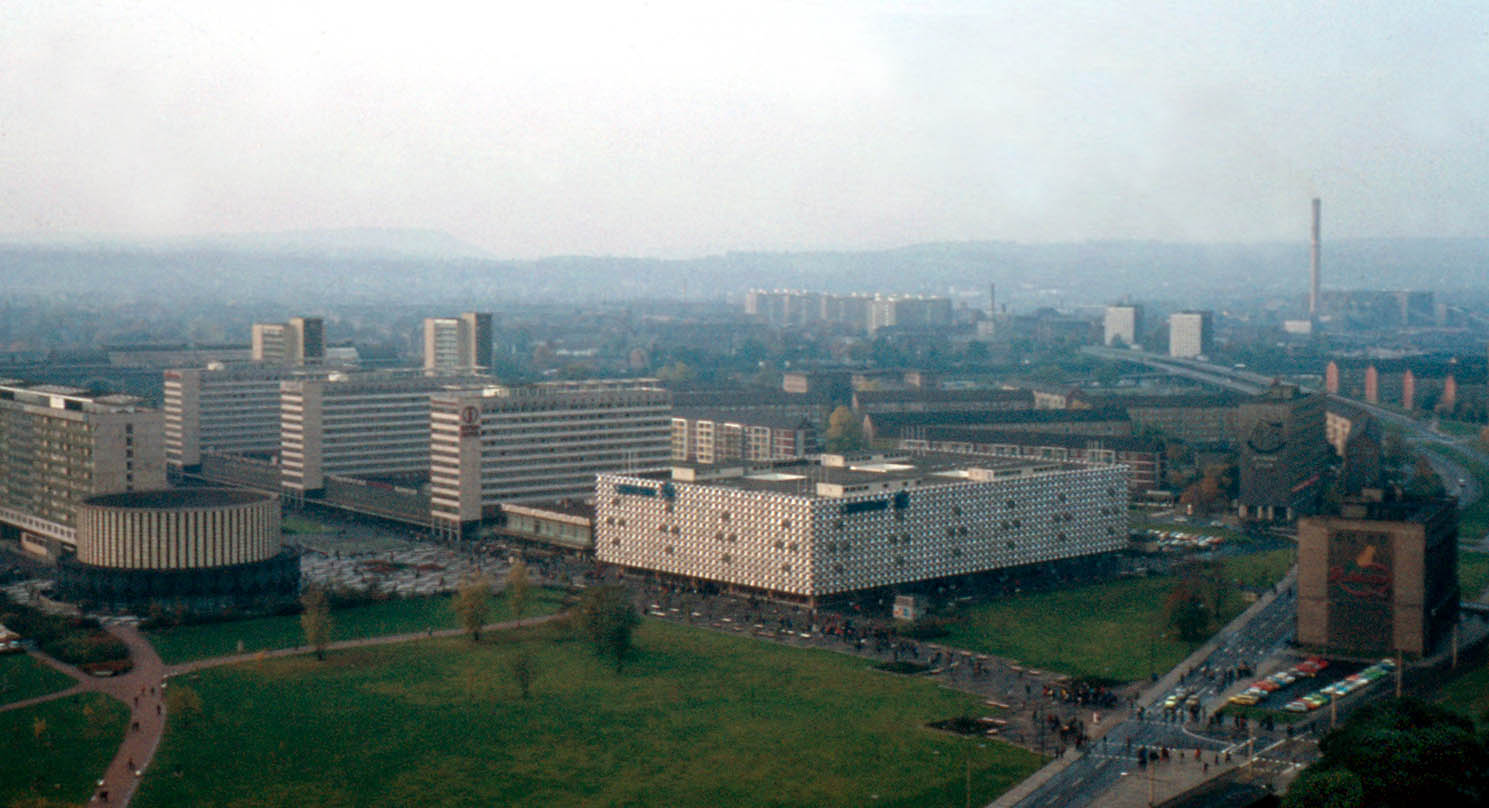
Die modernistische sozialistische Stadt: aufgelockerte Bauweise in der Prager Straße in Dresden

Architektur in der Deutschen Demokratischen Republik beschreibt Bauvorhaben, Architektur und Stadtplanung in der Deutschen Demokratischen Republik.
Die Architektur auf dem Gebiet der DDR nach 1945 wurde von Ideen der Moderne dominiert, welche aber nur geringe politische Unterstützung fanden. Stattdessen setzte sich bis 1955 der Sozialistische Klassizismus oder Zuckerbäckerstil durch, der die sowjetische Architektur unter Josef Stalin prägte. Die Architektur in den Städten folgte dem Leitbild der Sozialistischen Stadt mit breiten Magistralen, Stadtdominanten und einem zentralen Aufmarschplatz. 1953 initiierte Nikita Chruschtschow Sparmaßnahmen im Bauwesen, die letztendlich auch in der DDR zum Abschied vom Sozialistischen Klassizismus und zur Industrialisierung des Bauens sowie zur Dominanz der Großblockbauweise, später zum Plattenbau führte.
Innerhalb der DDR bedingte der bevorzugte Ausbau Ost-Berlins zur Hauptstadt Rivalitäten mit anderen Städten und Bezirken, die sich bei der Zuteilung von Baumaterialien sowie Planungs- und Personalkapazitäten deutlich benachteiligt fühlten. Zur zentralen Repräsentationsarchitektur gehören in Berlin die Stalinallee (heute: Karl-Marx-Allee) und der Alexanderplatz einschließlich des Berliner Fernsehturms sowie das Universitätshochhaus in Jena.
Eine wichtige Stadtneugründung war Eisenhüttenstadt. Andere Städte wurden wesentlich vergrößert, so vergrößerte sich die Bevölkerungszahl von Neubrandenburg zwischen 1945 und 1990 auf das Sechsfache und jene von Schwedt und Hoyerswerda sogar auf das Zehnfache.

## Phasen

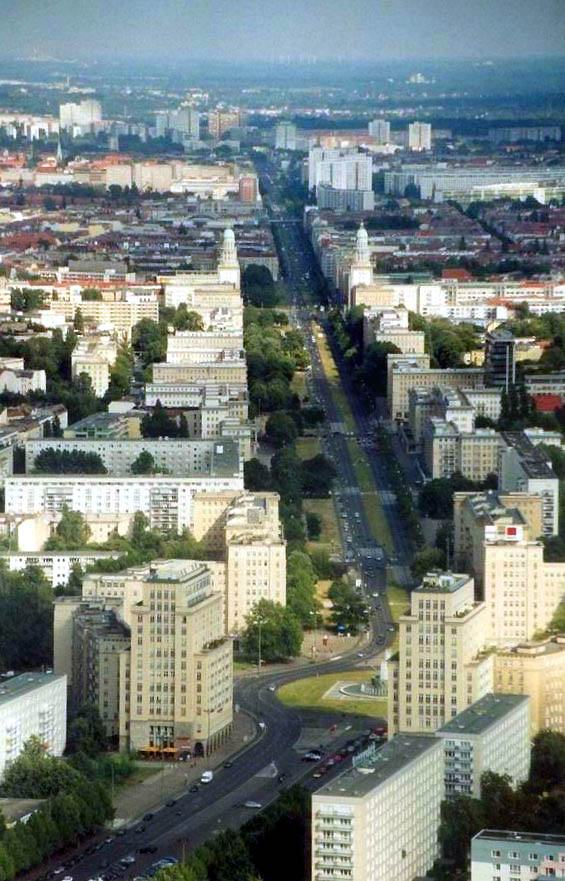
Karl-Marx-Allee in Berlin. In den auf der rechten Seite in der Bildmitte befindlichen von Bäumen bewachsenen Lücken befinden sich die Laubenganghäuser der ersten Bauphase.

Die Architektur in der DDR war über die knapp 41 Jahre ihrer Existenz keineswegs einheitlich. Stile und Schwerpunkte wurden durch politisch-weltanschauliche Umstände, aber auch durch ökonomische Zwänge beeinflusst. Im Vordergrund stand allerdings grundsätzlich die Lösung des Wohnungsproblems.

### Nachkriegs- und Gründerjahre
In der Anfangszeit der DDR herrschten Ideen der Moderne vor. Die Zerstörungen der Städte boten die Gelegenheit, avantgardistische Ansätze, vor allem des Bauhauses, in die Realität umzusetzen. Hans Scharoun entwarf noch vor Gründung der DDR im Auftrag des Alliierten Kontrollrates den Kollektivplan für eine Neuaufteilung und Dezentralisierung der damals noch ungeteilten Stadt Berlin. Wohnzellen, in Form einer lockeren Gartenstadt und von Grün umgeben, sollten einen Kontrast zu den dunklen und engen Wohnungen der Arbeiterviertel darstellen.
Ein bekanntes Beispiel ist der Beginn des Baus der damaligen Stalinallee in Berlin, der heutigen Karl-Marx-Allee und Frankfurter Allee. Die zwei Laubenganghäuser an der Karl-Marx-Allee zwischen der Warschauer Straße und der heutigen Straße der Pariser Kommune von Ludmilla Herzenstein sind typische Beispiele dieser Phase. Nachdem sich in den 1950er Jahren der prunkvolle sowjetische Zuckerbäckerstil durchsetzte, wurden vor die Gebäude Bäume gepflanzt, die sie noch heute fast vollständig verdecken. Die Fassadenfront der Zuckerbäcker-Gebäude der Allee wurde um einige Meter nach vorn versetzt, so dass die Laubenganghäuser heute nicht mehr als Teil des Ensembles wahrgenommen werden. Die funktionalistische Architektur und die Idee der Gartenstadt – die eigentlich mit den frühen Vorstellungen der „sozialistischen Stadt“ zusammenhingen – wurden, ähnlich wie auch in anderen Zweigen der Kunst, mit den in den 1940er und 1950er Jahren verbreiteten Schlagworten des „Formalismus“ und der „kleinbürgerlichen Ideologie“ bekämpft. Gebäude der avantgardistischen Phase der ersten Jahre der DDR sind heute nur selten anzutreffen.

Funktionalistische Architektur der Nachkriegszeit
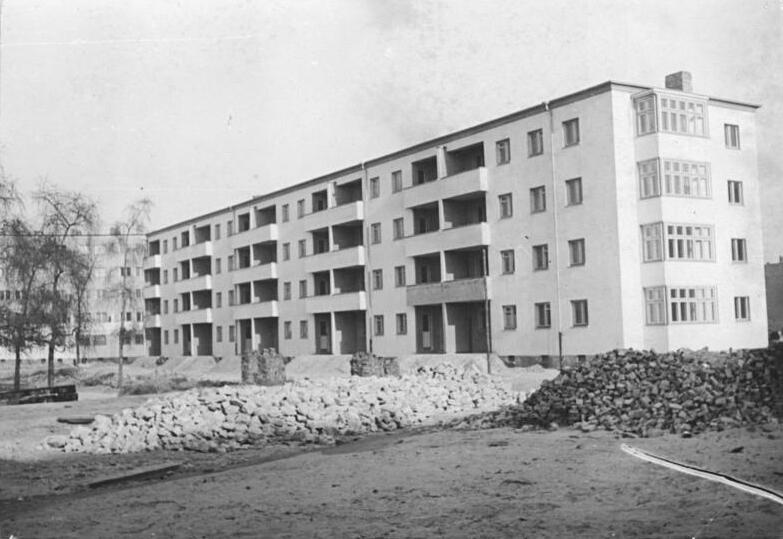
2. Wohnblock der Wohnzelle Stalinallee (heute: Karl-Marx-Allee)
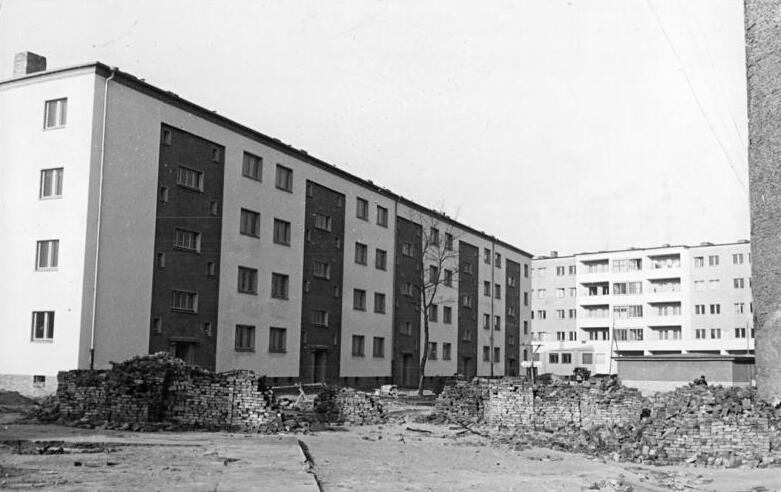
2. Wohnblock der Wohnzelle Stalinallee
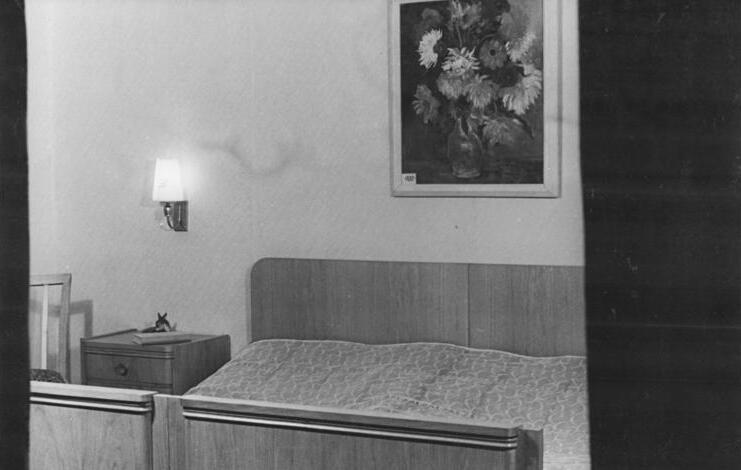
Musterschlafzimmer für die beiden Wohnblocks, 1950
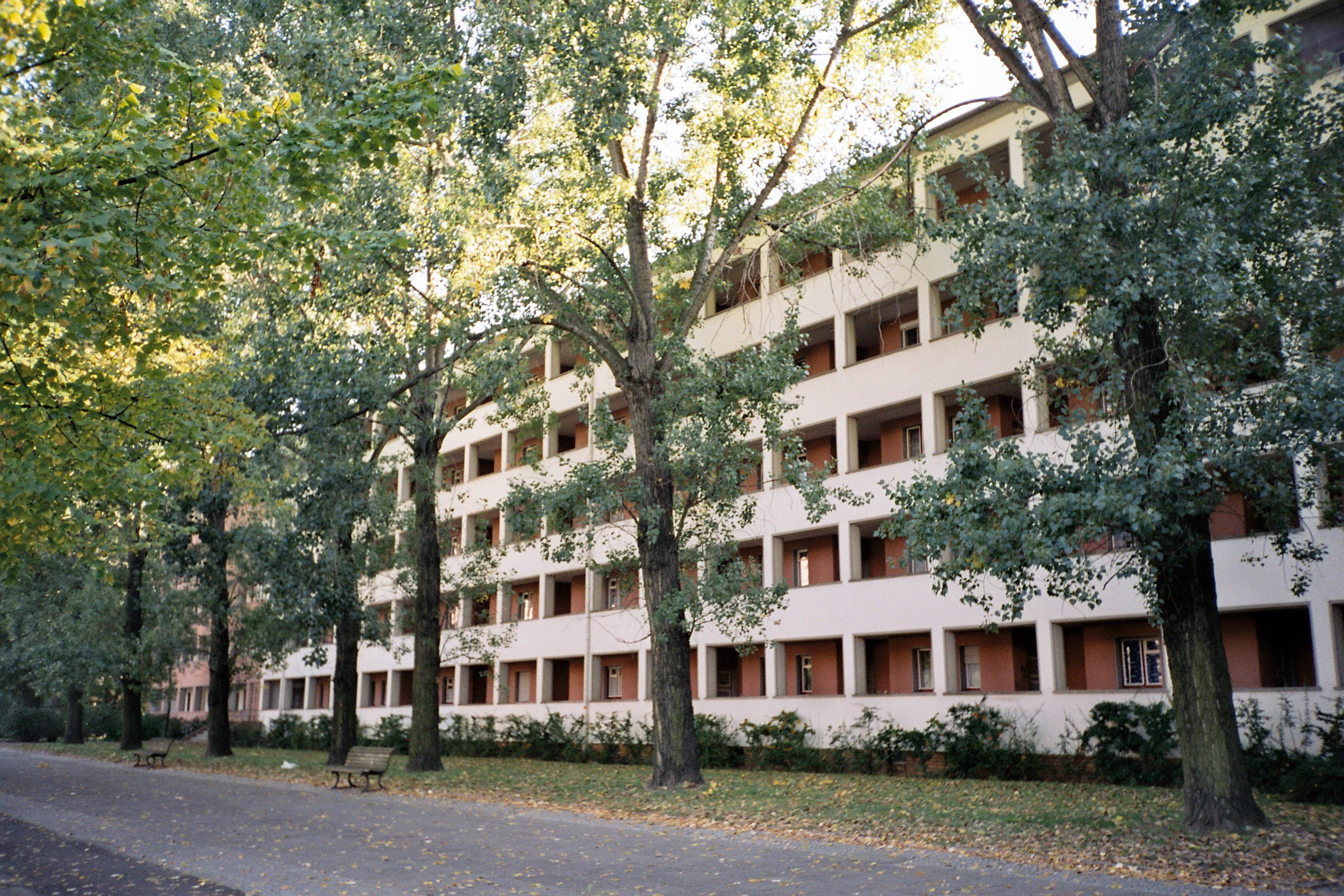
Laubenganghaus an der Stalinallee

### Architektur der nationalen Tradition in den 1950er Jahren

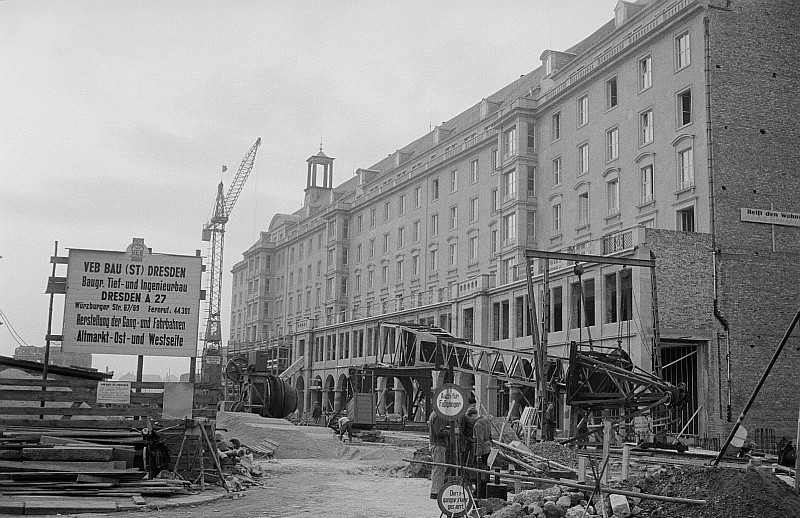
Neubebauung des Dresdner Altmarkts an seiner Westseite, 1954

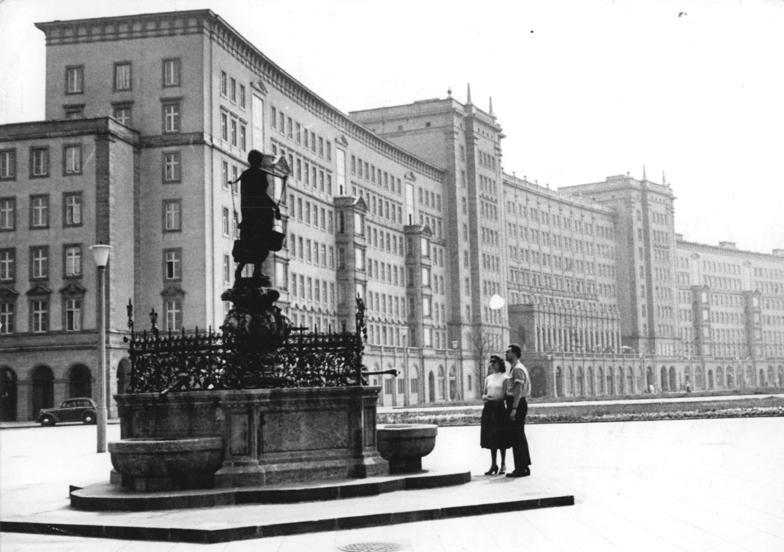
Ringbebauung in Leipzig, 1956

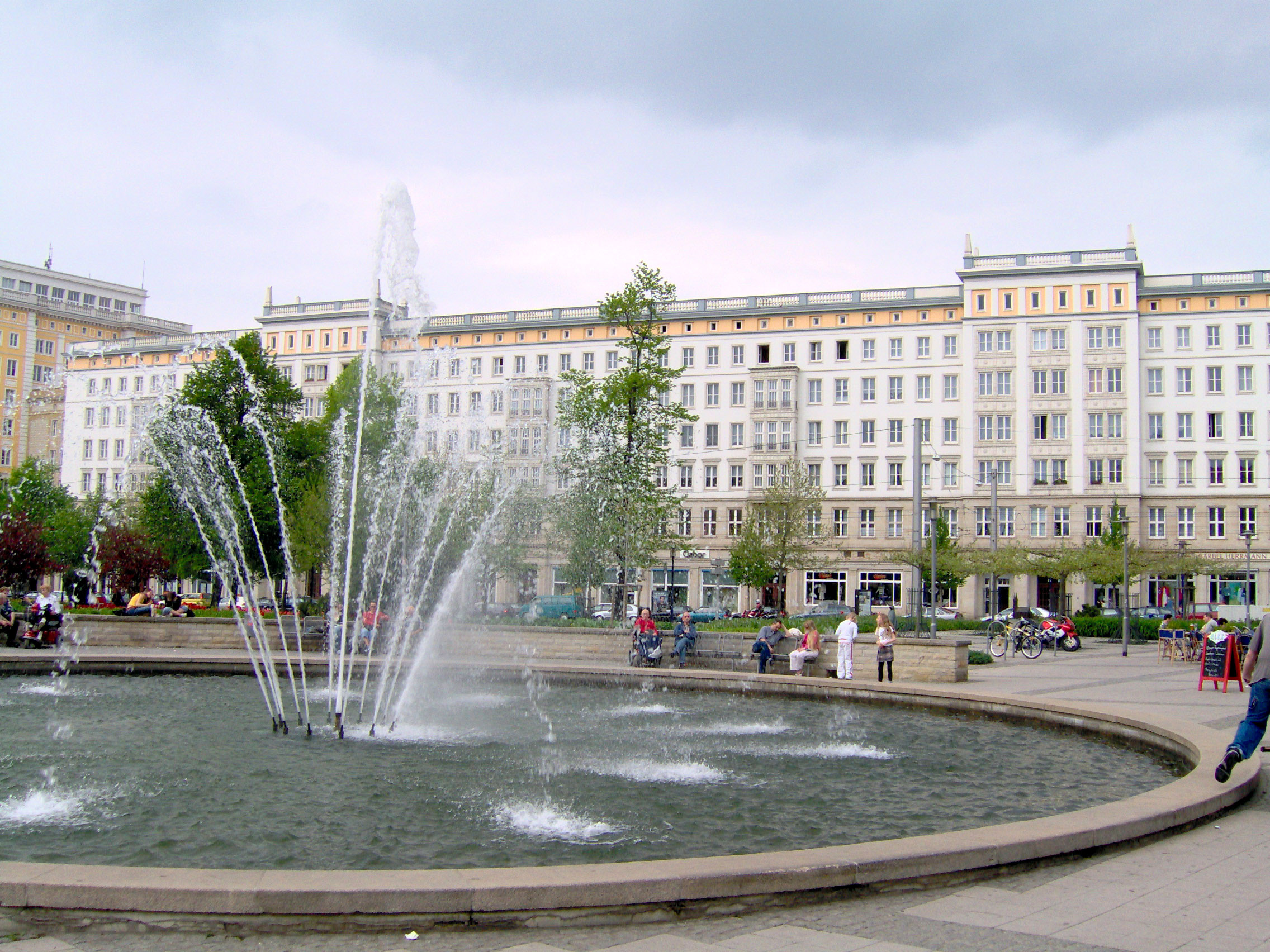
Sozialistischer Klassizismus in Magdeburg

Die Vorstellungen einer lockeren und zurückhaltenden Architektur fanden nicht die politische Zustimmung und wurden bereits 1950 zunehmend aufgekündigt. An deren Stelle sollten repräsentative Bauten in einer dichten Bebauung treten. Im nun entstandenen Sozialistischen Klassizismus (auch „Zuckerbäckerstil“ genannt) wurden historische Bauformen im Sinne einer „nationalen Tradition“ qualifiziert zitiert. Tatsächlich verwendete Elemente und Formen variieren bei den Einzelbauwerken und je nach Ort. Dabei vereinten sich Ornamentik und andere Schmuckelemente der Vergangenheit mit modernem Wohnkomfort. Hintergrund war eine kulturpolitische Ideologie im gesamten sowjetischen Einflussgebiet in Europa, die die Verarbeitung nationaler Elemente in die zeitgenössische Architektur vorsah.
Im Sinne des damaligen Kulturprogramms wurde 1951 gemäß der 16 Grundsätze zum Städtebau in einem das Nationale Kulturerbe fortführenden Baustil gebaut. In der DDR waren dies vorwiegend Anklänge an den Klassizismus. Es gab auch regionalspezifische Neo-Varianten des Barock (etwa in Dresden und Neubrandenburg) oder der Backsteingotik (Lange Straße in Rostock). Die avantgardistischen wie konstruktivistischen Ideen aus dem Bauhaus, die Scharoun und andere noch versuchten, in der DDR umzusetzen, mussten dabei zurückstehen. Stattdessen wollte man repräsentativ wirkende, kleinbürgerliche Geschäfts- und Wohnviertel für die Bevölkerung schaffen. Der spätere Chefarchitekt von Berlin (Ost), Hermann Henselmann, prägte dafür den Begriff der „Arbeiterpaläste“.
In dieser Zeit entstanden eine Reihe von Siedlungen und Quartieren. Bekannte Beispiele sind die Berliner Stalinallee oder die gänzlich neu aufgebaute „erste sozialistische Stadt“ Eisenhüttenstadt. Der 1953 begonnene Wiederaufbau des Dresdner Altmarkts zitiert den Dresdner Barock. Die barocken Stilelemente sind hier zum Beispiel an den geschwungenen Fensterbögen zu erkennen, welche in der Berliner Stalinallee rechteckig gebaut wurden. In derselben Phase wurde auch im Sinne des „nationalen Kulturerbes“ mit einzelnen Rekonstruktionen, wie zum Beispiel bei der Dresdner Kreuzkirche begonnen, die 1955 eingeweiht wurde.
Die Grunaer Straße 7–41 in Dresden war das erste Beispiel für Wohnungsbauten im Stil des Sozialistischen Klassizismus mit Anklängen an den Dresdner Barock. Auf dem Areal der Pirnaischen Vorstadt wurde in den Jahren 1951 bis 1955 von Bernhard Klemm und Wolfgang Hänsch ein neuer Siedlungsbau im Baustil des Sozialistischen Klassizismus errichtet. Es wurde dabei Wert auf eine „handwerklich aufwändige Bauweise“ gelegt. Im Rahmen des Ausbaus des Wismut-Uranbergbaus wurden 1953 bis 1954 von Albert Patitz die Großsiedlung Nürnberger Straße in der Dresdner Südvorstadt errichtet, mit Anklängen an den Dresdner Neobarock wie den Heimatschutzstil.

Bauten des Sozialistischen Klassizismus
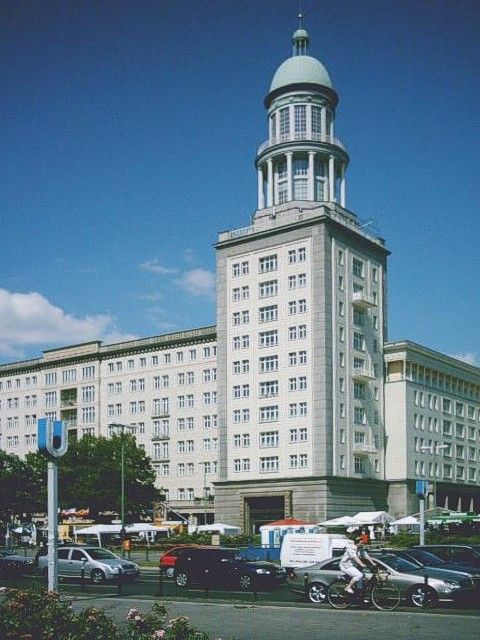
Turm am Frankfurter Tor; Stalin/Karl-Marx-Allee, Berlin
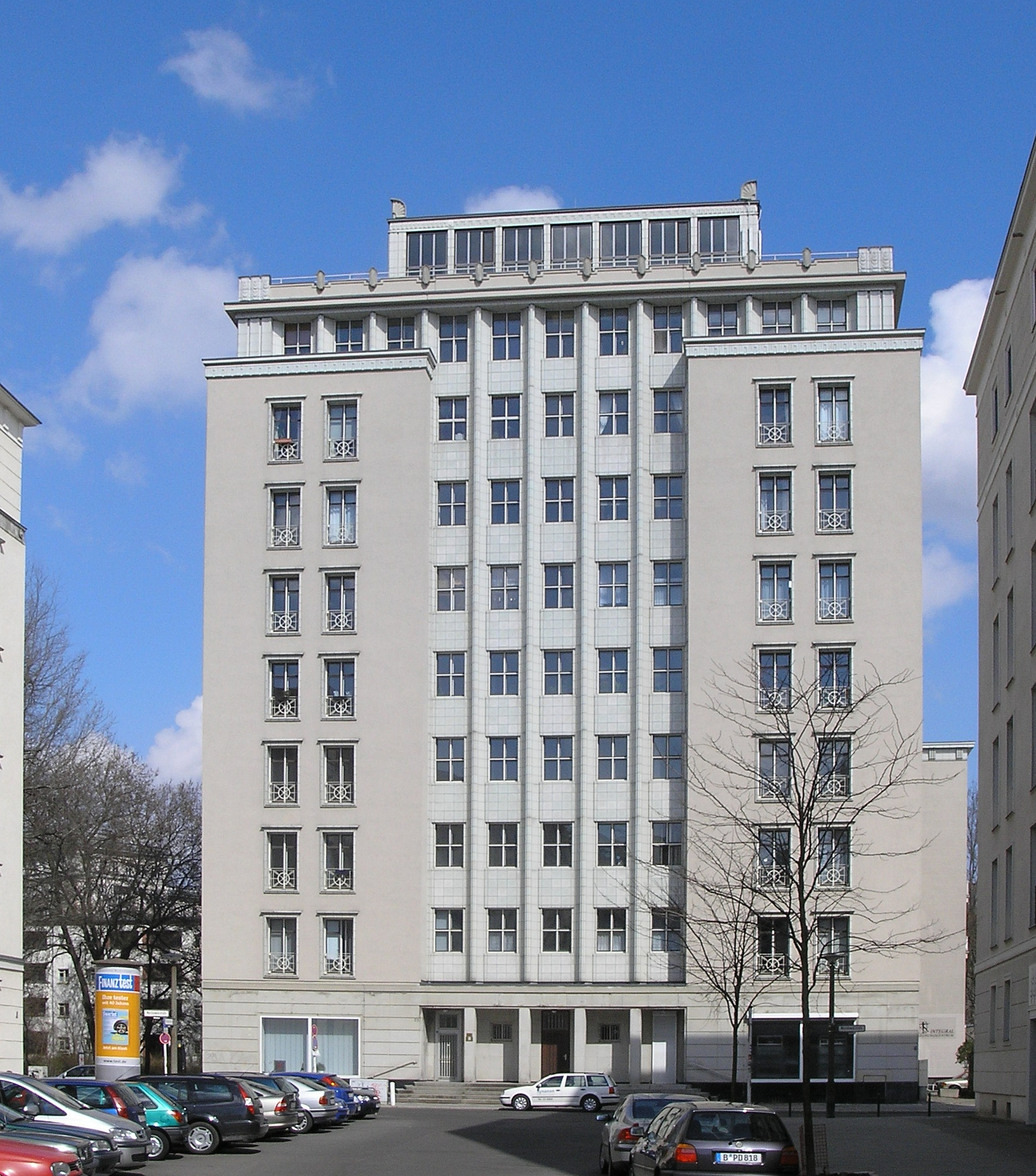
Hochhaus an der Weberwiese, Berlin
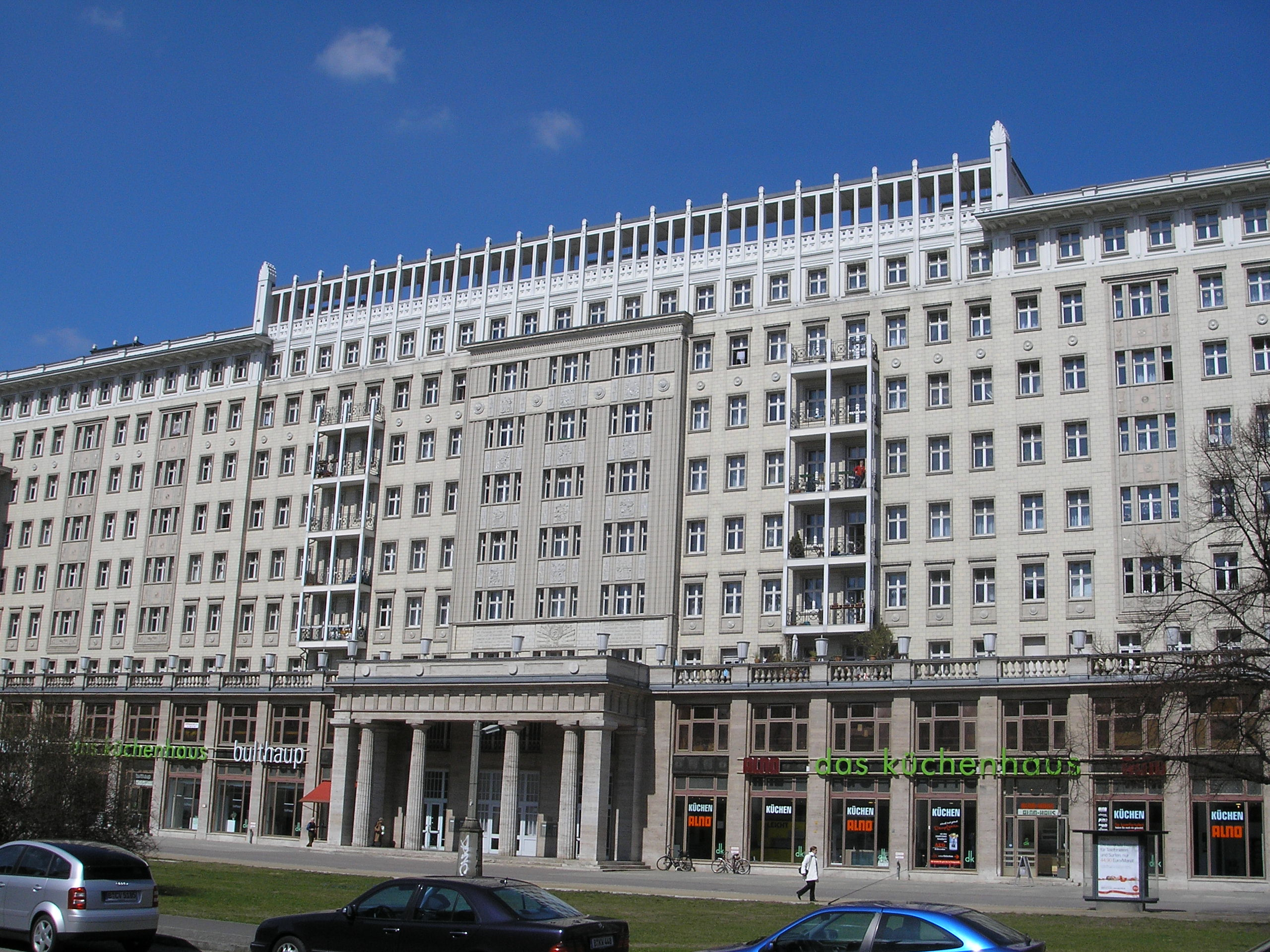
Block C der Karl-Marx-Allee
Strausberger Platz Berlin
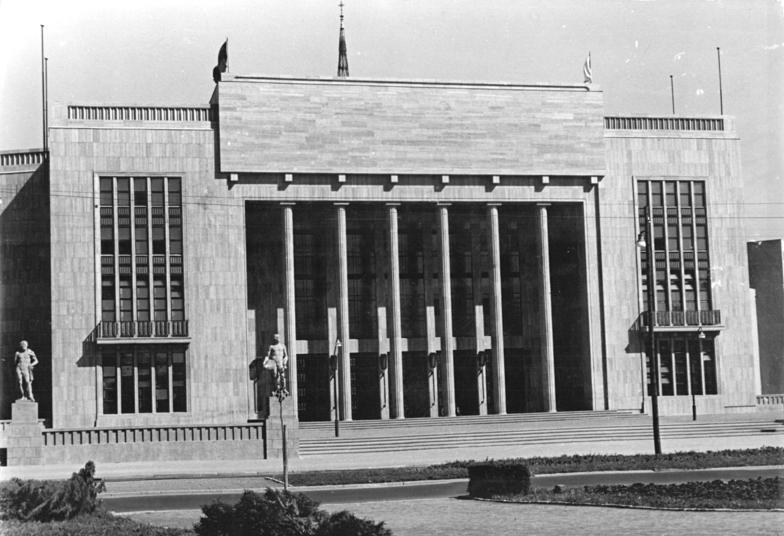
Deutsche Sporthalle
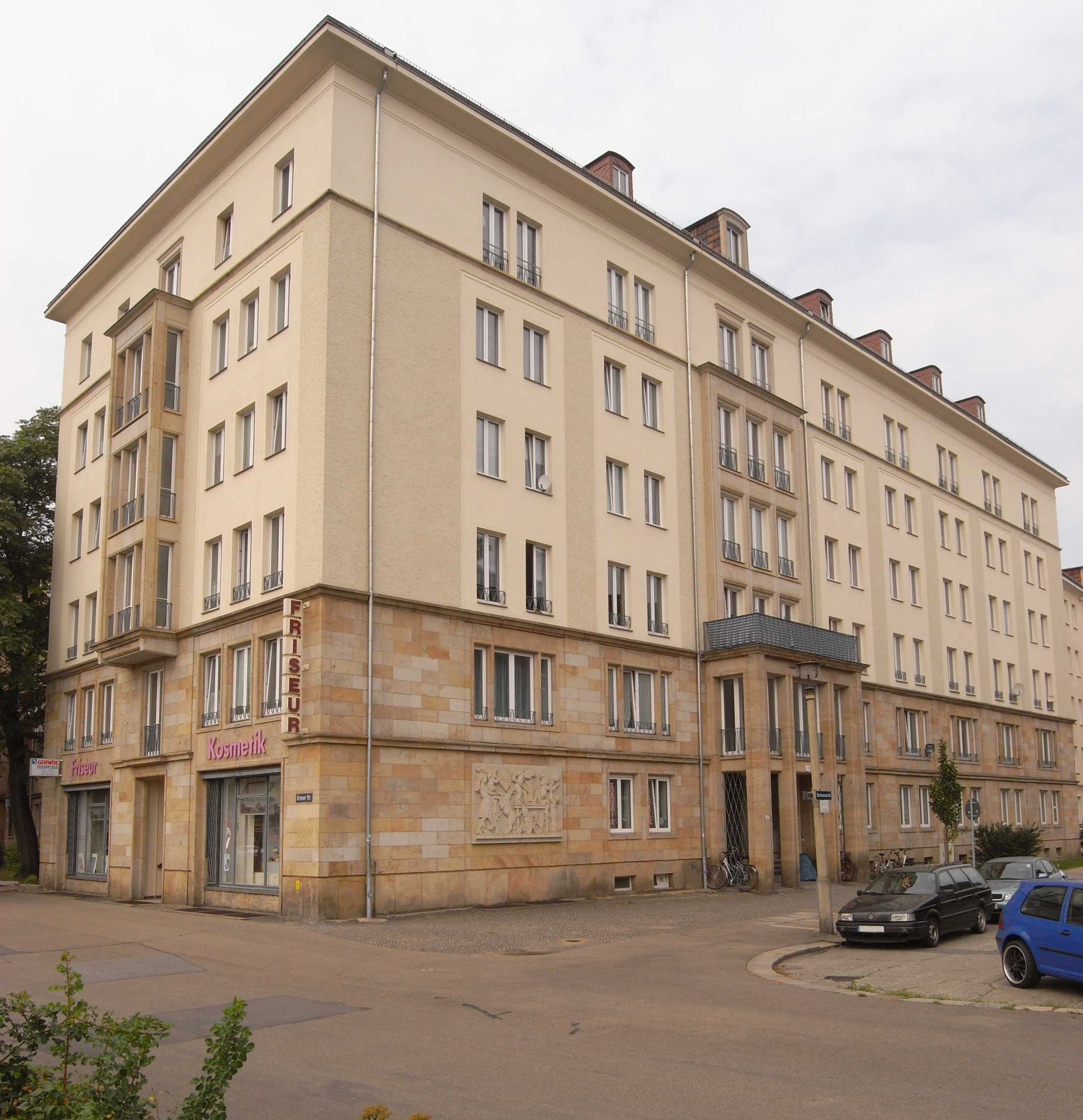
Blochmannstraße 1 in Dresden
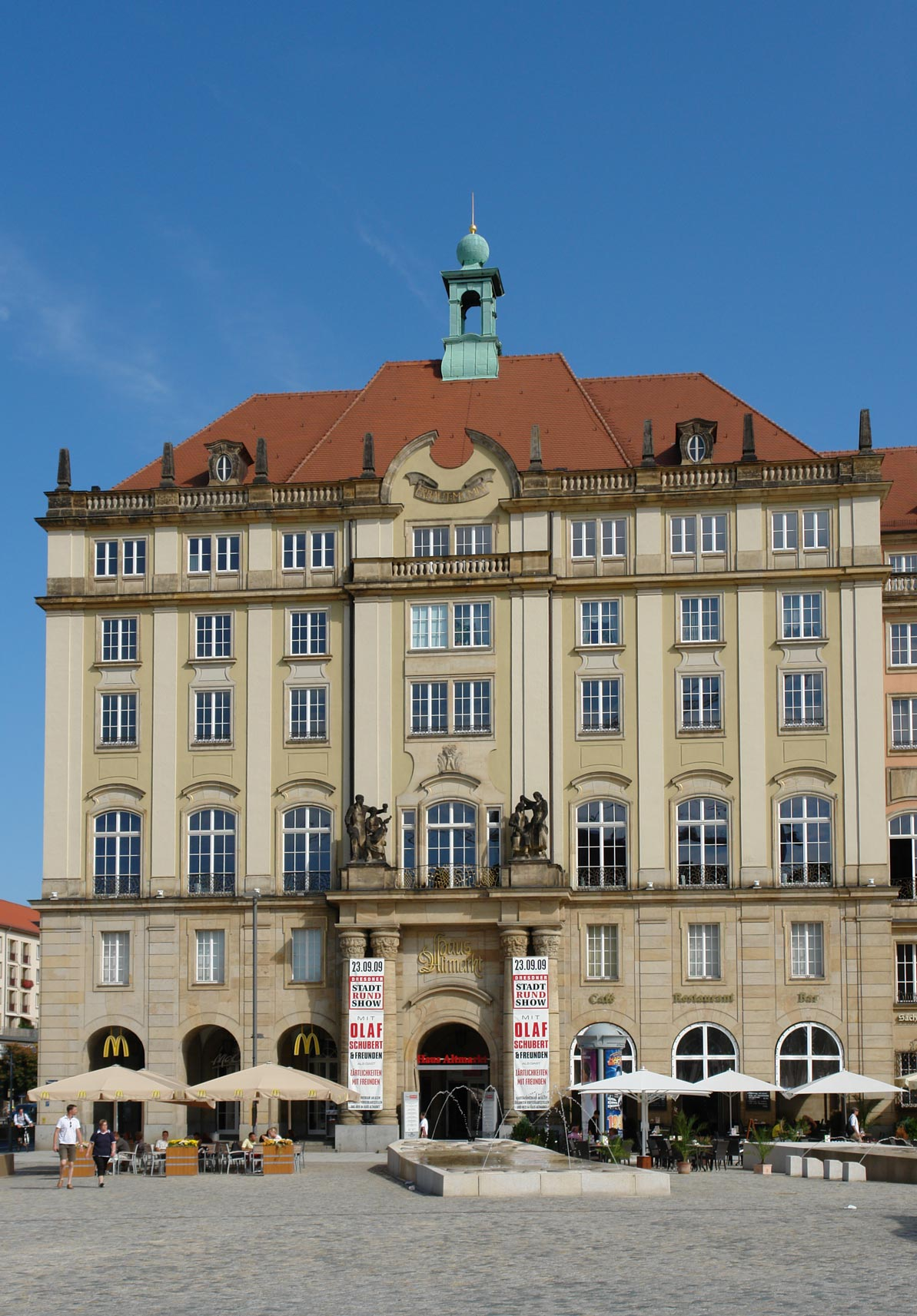
Haus Altmarkt in Dresden
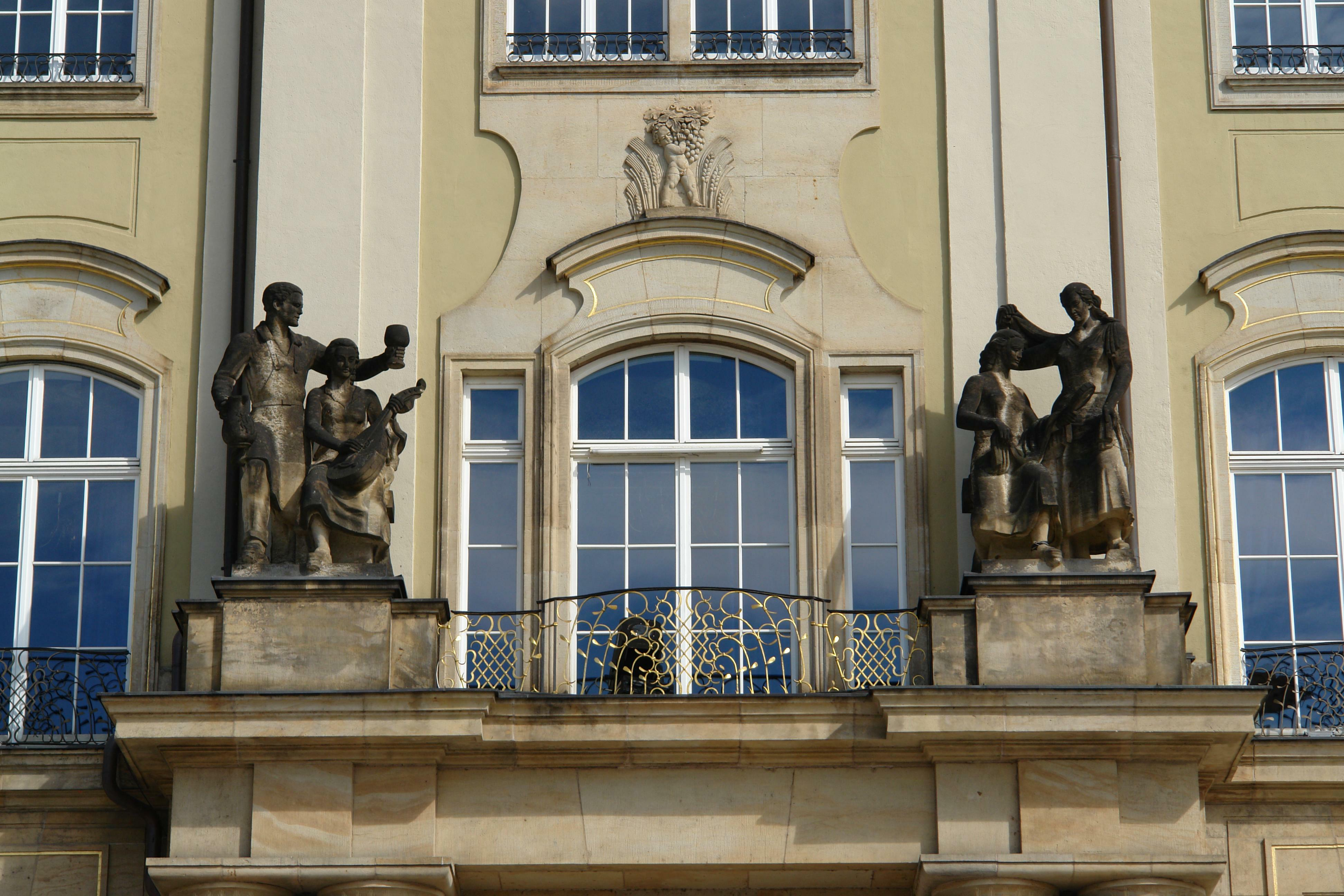
Haus Altmarkt (Dresden), Fassadendetail
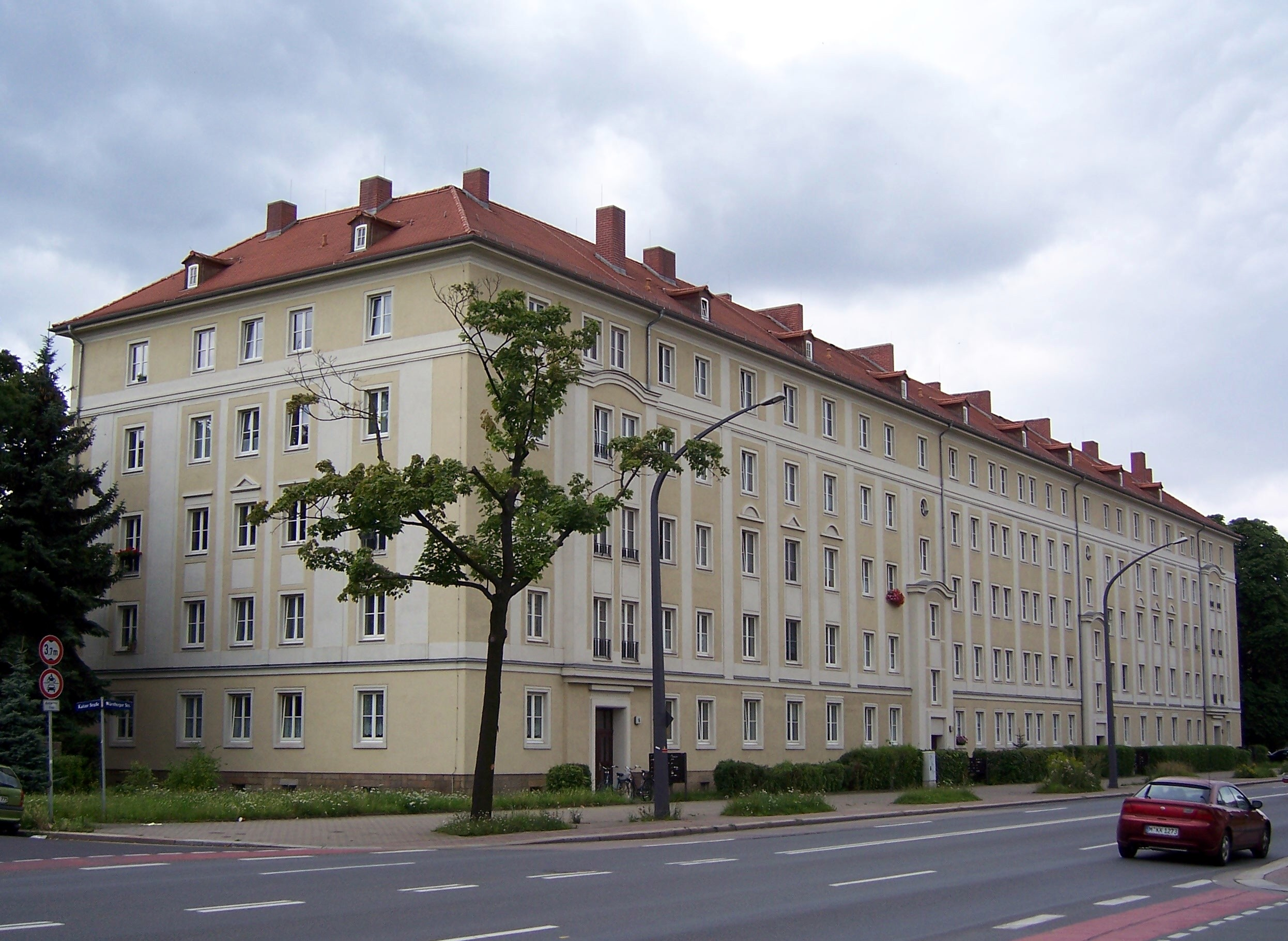
Nürnberger Straße in Dresden mit Anklängen an den Heimatschutzstil

### Materialnot und Typenbau der 1960er und 1970er Jahre

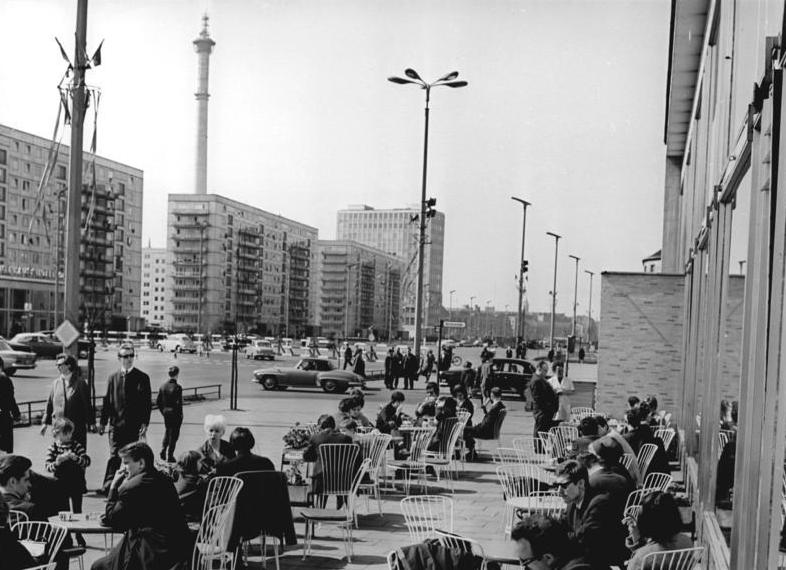
Der westliche Teil der Berliner Karl-Marx-Allee, im Hintergrund der im Bau befindliche Fernsehturm

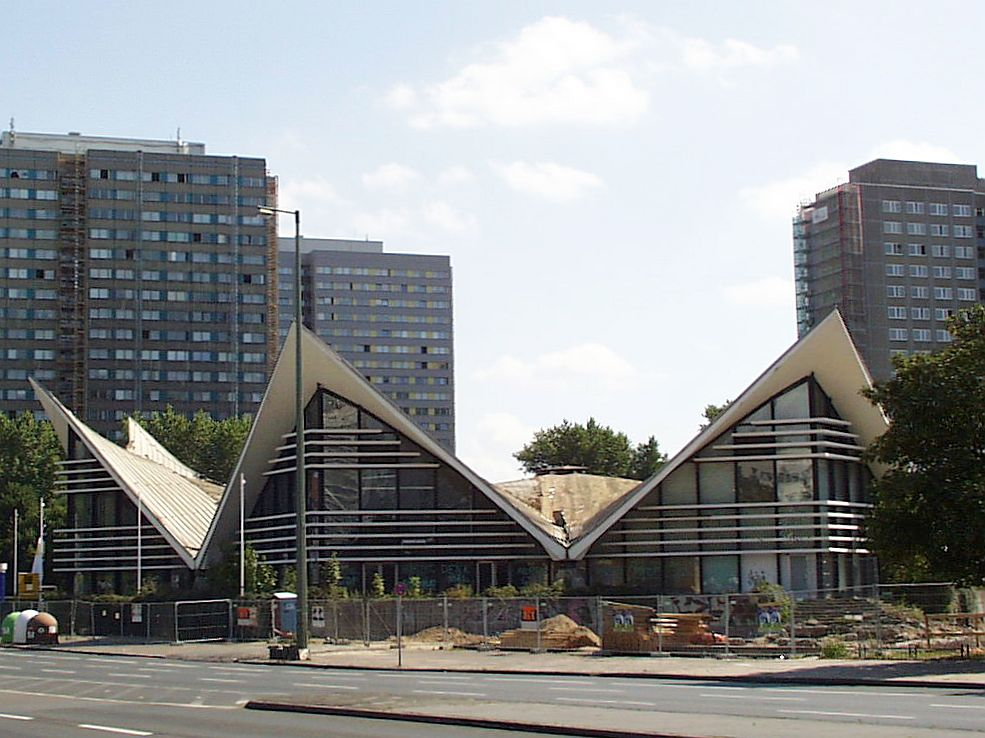
WHH GT 18/21 auf der Berliner Fischerinsel. Das im Vordergrund befindliche „Ahornblatt“, eine Art Mehrzweckhalle, ist heute abgerissen

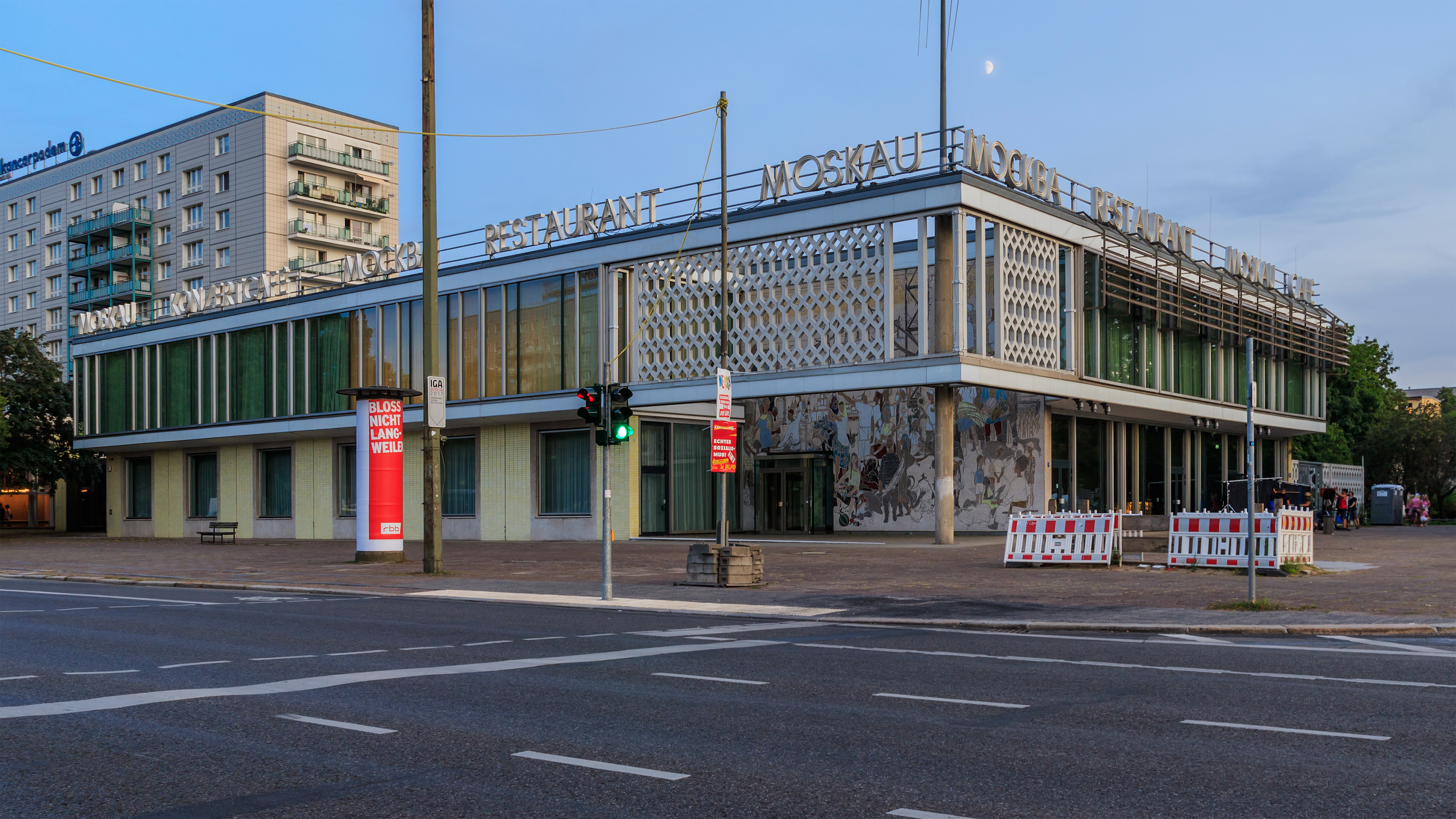
Café Moskau (2017)

Der „prunkvolle“ Stil der 1950er Jahre schuf zwar Wohnungen, deren Wohnkomfort sehr hoch war, diese Stil-Ära fand allerdings bereits ab 1955 ihr allmähliches Ende. Anzuführen sind dabei einerseits ideologische, aber auch andererseits konkrete ökonomische Gründe.
Mit der Entstalinisierung in der Sowjetunion, die sich nach und nach auch auf die anderen Staaten im sowjetischen Einflussgebiet ausbreitete, geriet auch die Architektur der nationalen Tradition in Bedrängnis.
Zudem konnte sich die DDR die gestalterisch aufwendige Bauten in den zentralen Gebieten nicht leisten bzw. wurde durch solch kostenintensive Bauprojekte die Versorgung weiterer Teile der Bevölkerung mit notwendigen Wohnraum in Frage gestellt. Die kostspieligen Bauten mit klassizistischen, barocken und gotischen Anklängen hatten gut ein halbes Jahrzehnt lang verhindert, dass die knappen Ressourcen an Finanzen und Rohstoffen in größerem Umfang für notwendige Wohnungsbaumaßnahmen verfügbar waren. Noch immer lebten Millionen Menschen in notdürftig instandgesetzten Altbauwohnungen oder unter den äußerst schlechten Wohnbedingungen der Arbeiterviertel. Diese Fehlentwicklungen in Architektur und Bauwesen wurden nun anerkannt.
Infolgedessen sollte eine „Industrialisierung des Bauwesens“ erfolgen und der Montagebau wurde eingeführt, in dessen Fokus die Kostenminimierung und damit die Ermöglichung eines schnellen und massenhaften Baus von Wohnungen stand. Die baupolitische Kehrtwende war letztlich eine logische Konsequenz aus der schlechten Ausgangslage und den unzureichenden wirtschaftlichen Möglichkeiten der SBZ/DDR. Im Gegensatz zu den Bauten der nationalen Tradition aus der Phase des Stalinismus rückten Fragen der Fassadengestaltung nun eher in den Hintergrund.
In Berlin kann diese Entwicklung in der Verlängerung der Stalinallee nach Westen, die in dieser Erweiterungsphase schon Karl-Marx-Allee hieß, nachvollzogen werden. Zwischen Strausberger Platz und Alexanderplatz schließt sich ein Bauabschnitt an, der radikal mit den neoklassizistischen Wohnbauten im Geiste der Schinkelschule bricht. Die Straßenfront wird nun von funktionalistischen Wohnbauten in Großblockbauweise geprägt. Diesen Gebäuden vorgelagert befinden sich an der Hauptstraße mehrere flache Pavillons, in denen gesellschaftliche und kulturelle Einrichtungen wie das Café Moskau oder das Kino International untergebracht wurden. Hinter den hohen Wohngebäuden an der Karl-Marx-Allee wurden flachere Gebäude in Plattenbauweise errichtet, die in einer gartenstadtartigen Umgebung angeordnet sind.
Auch wenn die Übernahme einer industrialisierten Bauweise primär den wirtschaftlichen Möglichkeiten der DDR geschuldet war, waren der Städtebau und die Bauwerke bewusste gestalterische Entscheidungen der beteiligten Architekten. Befreit von der ideologischen Fokussierung auf eine Architektur der nationalen Tradition (in Berlin: sozialistischer Klassizismus) entwickelten sie einen sozialistischen Städte- und Wohnungsbau, der stark an die funktionalistischen Traditionen im „neuen Bauen“ der 1920er Jahre und des Bauhauses anschloss.
In dieser Phase wurden die die Großsiedlungen und Teile der Innenstädte prägenden Typenbauten entwickelt. Besonders verbreitet war ab den 1970er Jahren der Typ WBS 70, der erstmals 1961 gebaute P2 und das Punkthochhaus WHH GT 18/21. Diese Typen ermöglichten dank Fertigteilen ein schnelles und äußerst kostengünstiges Bauen. So betrugen 1965 die durchschnittlichen Baukosten für eine Wohnung 20.478 Mark, während eine Wohnung im 1951/52 errichteten Hochhaus an der Weberwiese – dem heute denkmalgeschützten Prototyp für die Stalinallee – noch über 90.000 Mark an Baukosten verlangte.
In den 1960er Jahren beschloss der Ministerrat der DDR, den Aufbau und die Neugestaltung wichtiger Städte des Landes zu beschleunigen. Sogenannte „Stadtdominanten“ sollten historischen Stadtzentren ein neues, „sozialistisches“ Aussehen geben und alle anderen Gebäude überragen, insbesondere die Kirchtürme. So sollte der Berliner Fernsehturm eine „städtebauliche Höhendominante“ werden, eine Stadtkrone, die alles, insbesondere die Marienkirche überragt und von der „Sieghaftigkeit des Sozialismus“ kündet. Für Jena wurde der Staatsarchitekt Hermann Henselmann mit dem Entwurf eines Rundturms beauftragt, der Symbol eines Fernglases sein sollte. Das Gebäude sollte als Forschungszentrum des Kombinates Carl Zeiss Jena genutzt werden. Zwischen Juni und September 1970 entstand der Stahlbetonkern in Gleitschalbauweise. Aus Kostengründen konnte das Gebäude nur in einer reduzierten Variante des ursprünglichen Henselmann-Entwurfs umgesetzt werden.
Darüber hinaus wurden in Schkopau und Leuna Anfang der 1960er Jahre Industriekomplexe aufgebaut. Erik Neutsch verarbeitete den Alltag auf den dortigen Großbaustellen zu einem Roman, Spur der Steine (1964), eine der erfolgreichsten Bucherscheinungen in der DDR, die Verfilmung Spur der Steine von Frank Beyer von 1965 wurde unmittelbar nach dem Kinostart 1966 verboten. Eine Adaption des Themas Bau im Bereich des Theaters der DDR war Heiner Müllers Stück Zement von 1972 nach einer Vorlage von Fjodor Wassiljewitsch Gladkow.

Industrielles Bauen
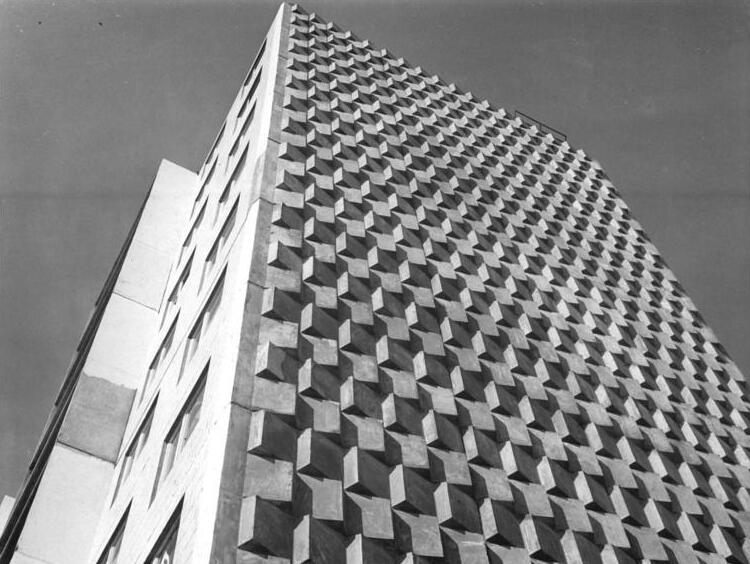
Hochhausfassade, Halle-Neustadt (1967)
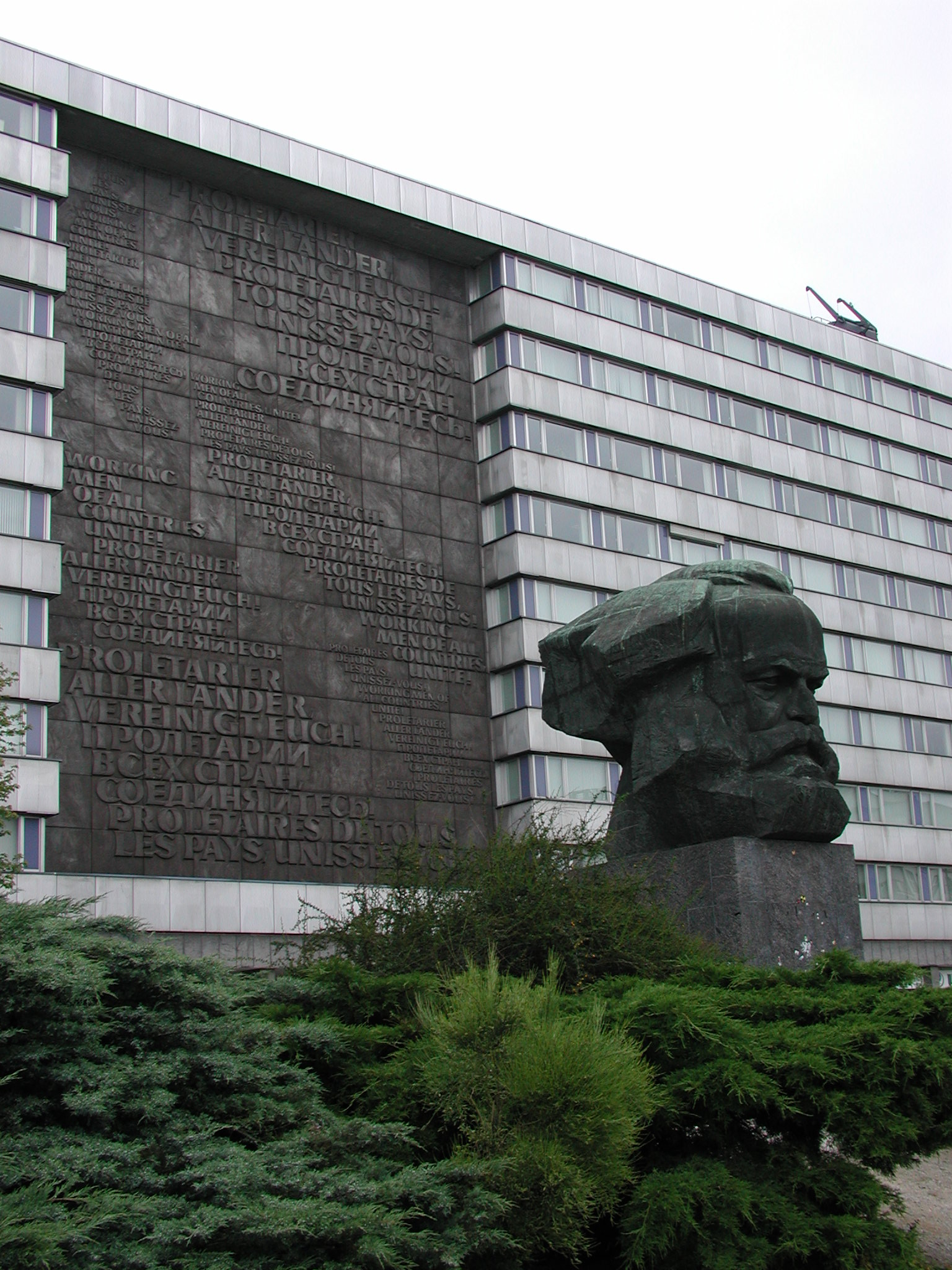
Karl-Marx-Monument, Chemnitz
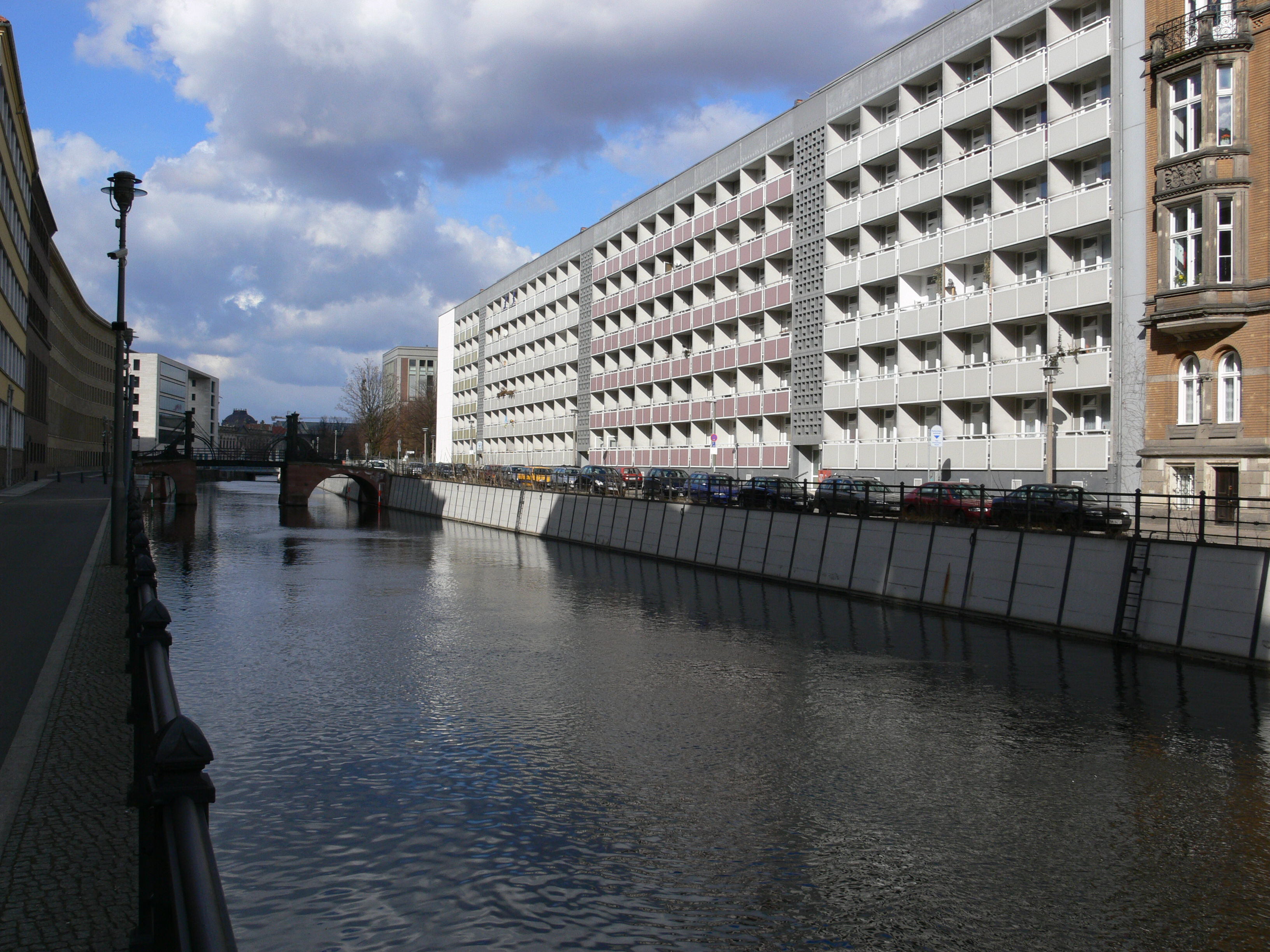
Appartementhäuser an der Friedrichsgracht, 1964–1968
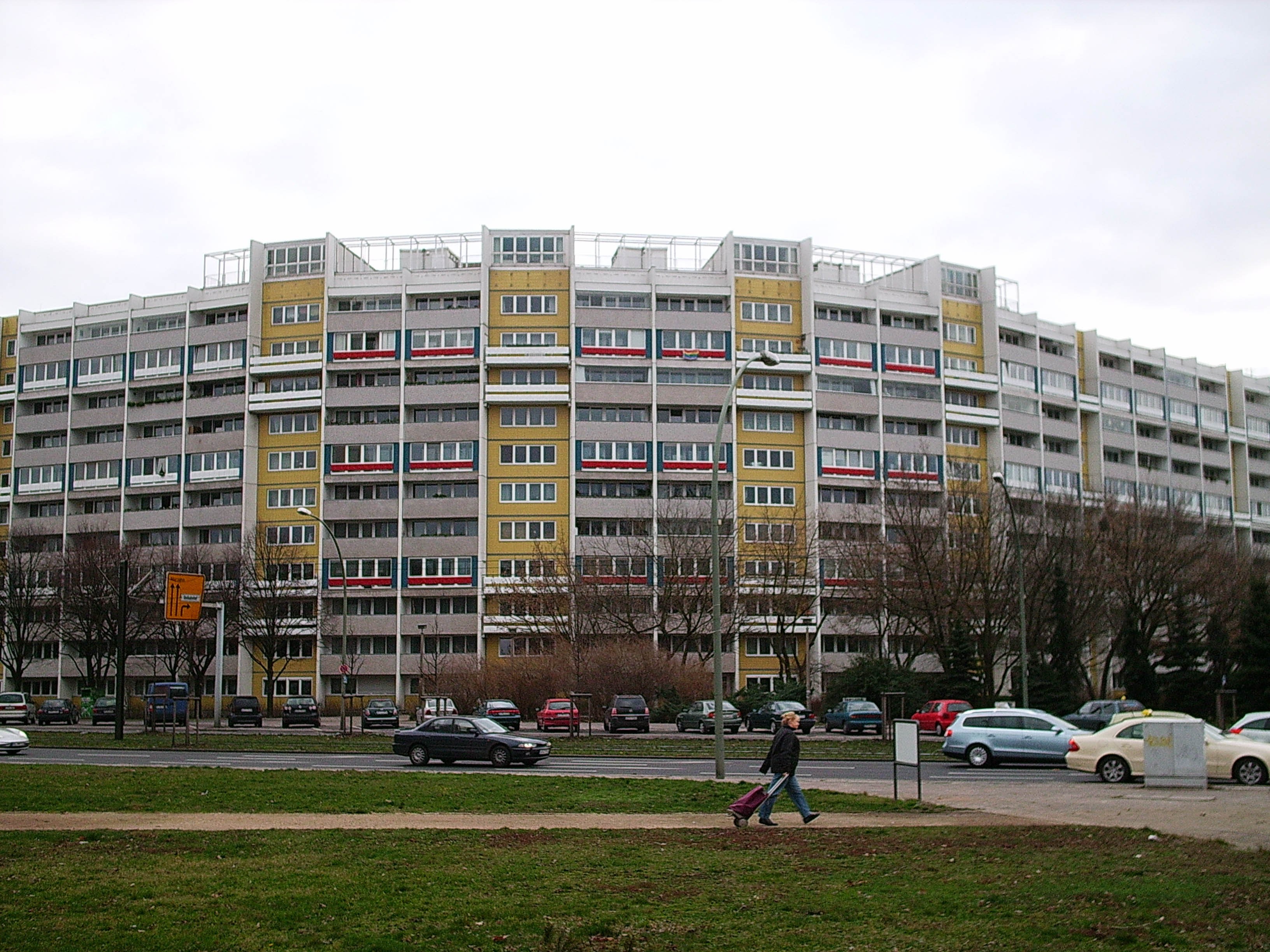
U-förmiger Block am Platz der Vereinten Nationen, 1968
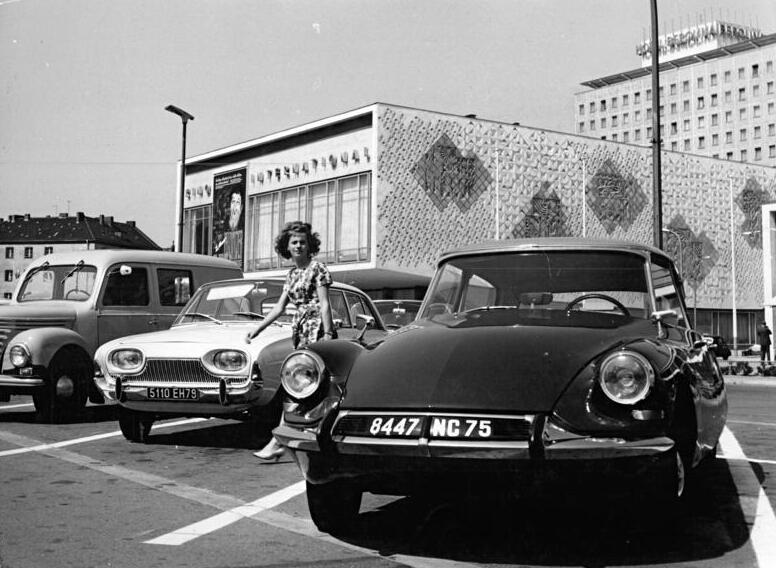
Kino International, 1964
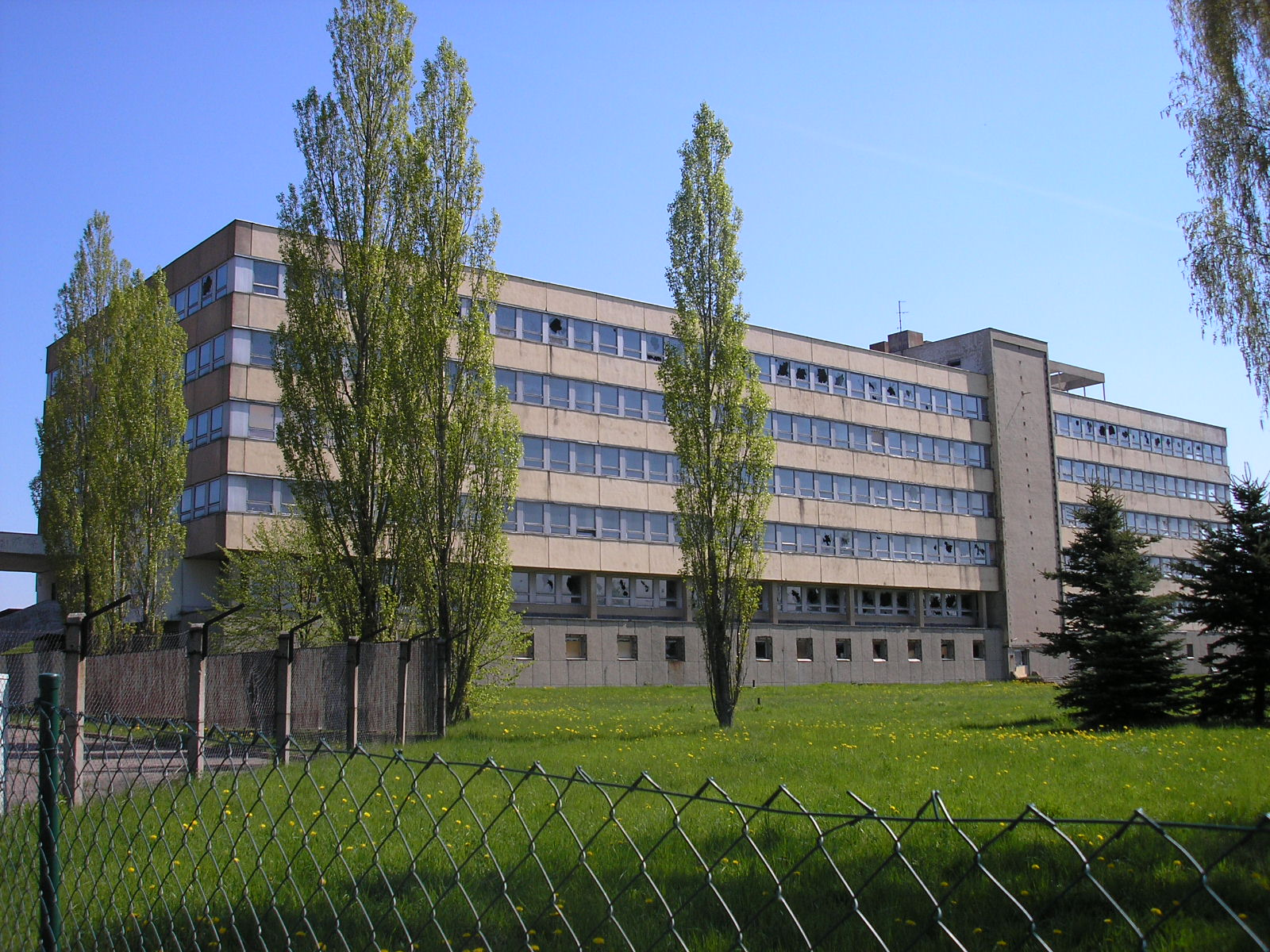
Industriearchitektur, Ilmenau, 1972
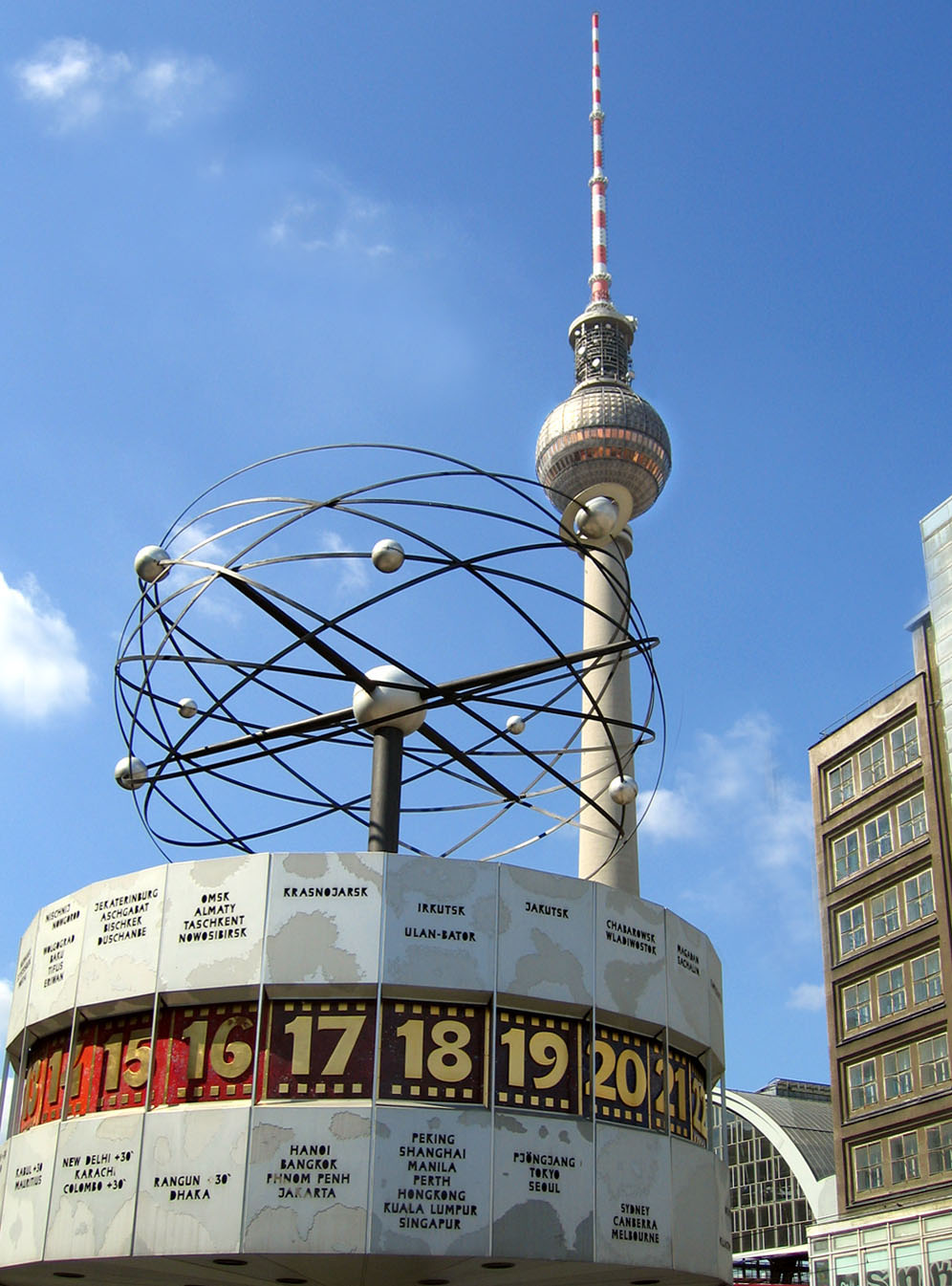
Weltzeituhr und Fernsehturm, Berlin, 1964–1969
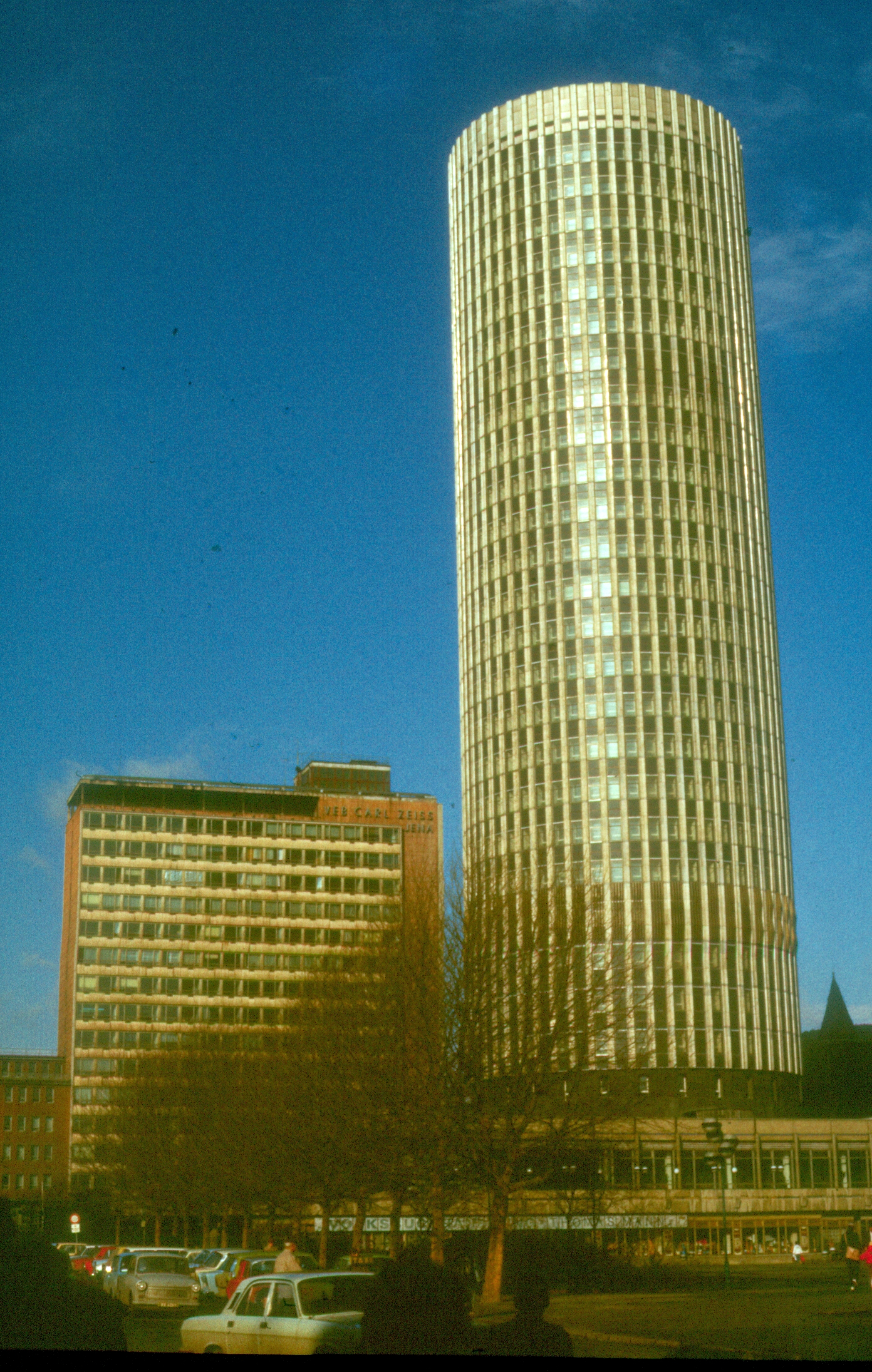
Universitätshochhaus Jena (1972)
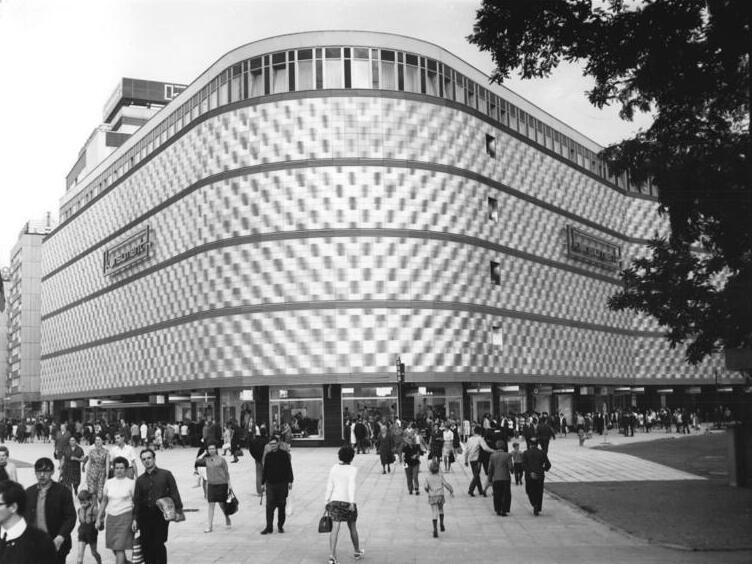
Warenhaus „Blechbüchse“ in Leipzig, 1968
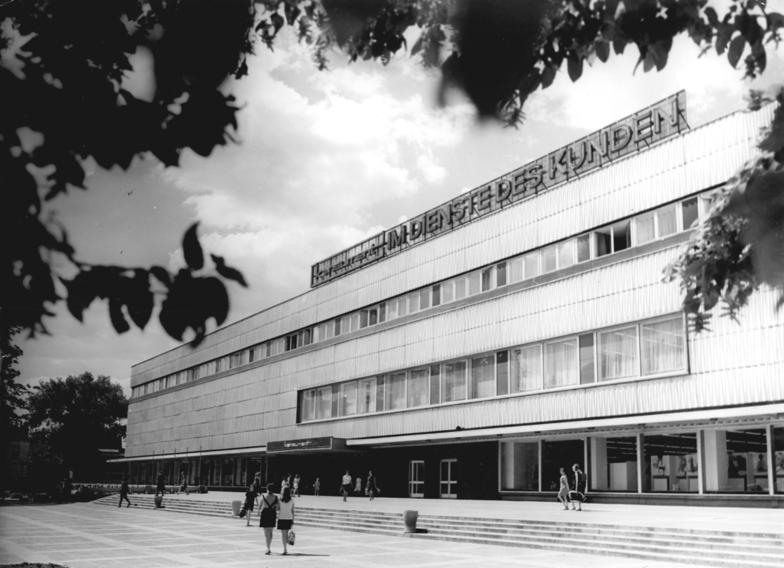
Warenhaus in Cottbus, Entwurf: Klaus Frauendorf (1966–1968)

### Individualisierung und Postmoderne in den 1980er Jahren
Nach dem massenhaften Bauprogramm mittels industrialisierter Bauweise in den 1960er und 1970er Jahren war das Wohnungsproblem zwar noch nicht gelöst, trotzdem ging das Bauen in den 1980er Jahren in eine weitere Phase über. Nun wurde trotz der im Vergleich zum Neubau höheren Kosten mit großflächiger Sanierung des Altbaubestandes begonnen. In Berlin beispielsweise wurden im Rahmen der 750-Jahr-Feier der Stadt rund um den Kollwitzplatz Gründerzeitgebäude saniert und in der Husemannstraße eine Art „Museumsstraße“ eingerichtet, die den Berliner Alltag in den Arbeitervierteln darstellen sollte. Im Neubauwesen ging man nun zweierlei Wege: Der erste war eine Abkehr von der monotonen Typenbauweise in aufgelockerten Ensembles. Stattdessen wurde wieder eine dichtere Bebauung von Städten vorgenommen. Beispiele sind das ebenfalls während der 750-Jahr-Feier neu entstandene beziehungsweise rekonstruierte Berliner Nikolaiviertel, wo mittels Plattenbauweise historische Baustile nachempfunden wurden. Neben diesen industriellen Bauten, die sich deutlich von der Blockbauweise der 1960er und 1970er Jahre unterscheiden, entstanden im selben Viertel auch Gebäude, deren Fassaden detailgetreu vergangenen Jahrhunderten nachempfunden wurden, abgesehen vom Innenleben handelt es sich dabei um exakte Rekonstruktionen an einem teils anderen Ort im Vergleich zum Original.
Andere Beispiele finden sich in den Ostseestädten der DDR, wo eine Melange aus der Plattenbauweise und hanseatischen Giebel-Bügerhäusern entstand. Besonders hervorzuheben ist dabei Rostock, etwa mit dem durch die Backsteingotik inspirierten Fünfgiebelhaus am Universitätsplatz von Peter Baumbach, das 1986 fertiggestellt wurde.
Daneben entstanden aber immer noch großflächige Wohnquartiere, wobei nun aber von den starren Fassaden abgewichen wurde. So wurden etwa Bombenlücken im eng bebauten Berlin-Mitte blockweise mit Neubauten geschlossen. Dabei entstanden auch individuelle Häuser, die keinem der bisherigen Bautypen entsprachen. Auch in Halle (Saale) und Erfurt bemühte man sich, die Platten so zu variieren, dass damit Lücken geschlossen bzw. Ersatzneubauten errichtet werden konnten, die sich der historischen Stadtstruktur anpassten.
Das Hilton Dresden, ehemals Hotel „Dresdner Hof“, am Neumarkt in Dresden ist ein markantes Beispiel in der Dresdner Altstadt für die veränderten städtebaulichen Leitlinien in der Spätphase der DDR der Ost-Postmoderne. Dabei wurde „nicht mehr auf [einem] radikalen Bruch mit der Geschichte [beharrt], sondern […] eine Vermittlung von „historischem Erbe“ und einer modifizierten Postmoderne [gesucht].“ Der Gebäudekomplex stellte die „alte Münzgasse in historischer Breite“ wieder her. Das Gebäude steht für eine Zäsur in der innerstädtischen Baupolitik der DDR.

„Die ‚Postmoderne‘ wird z. Z. aus der Westperspektive definiert: ‚Gegenbewegung zur Moderne, die sich nicht durch strenge Funktionalität, sondern durch ‚Fiktion‘ und ‚Erzählung‘ auszeichnet und diese aus einem historisierenden Eklektizismus gewinnt. Statt dogmatischer Strenge populäre Bildhaftigkeit, Stilpluralismus, bisweilen Ironie.‘ (Zitat: Berlin Architektur. Architekturführer 2003) Die postmodernen Strömungen in der DDR sind bisher so gut wie noch nicht erforscht. Zu sehr ist die bisherige Wahrnehmung der abklingenden Postmoderne auf die Rezeption der Bauwerke in Westdeutschland und Westeuropa/USA konzentriert. Postmodernes Bauen hingegen in Ostdeutschland und Osteuropa ist im Westen kaum bekannt. Doch das Bauen der 1980er-Jahre war im Osten anders als im Westen. Die spezifischen Erscheinungen der ‚reformierten Platte‘ (in Dresden am ehem. ‚Platz der Einheit‘, hinterm Rundkino oder am Böhnisch Platz), die auf besondere Art und Weise Geschichte fortschreibende Architektur (wie das Hotel ‚Bellevue‘ am Blockhaus oder der Gästehausanbau im Schlosspark Ekberg) stehen stellvertretend für eine andere Art der konstruktiven Auseinandersetzung mit den Fehlern und Irrwegen der Nachkriegsmoderne.“

DDR-Postmoderne
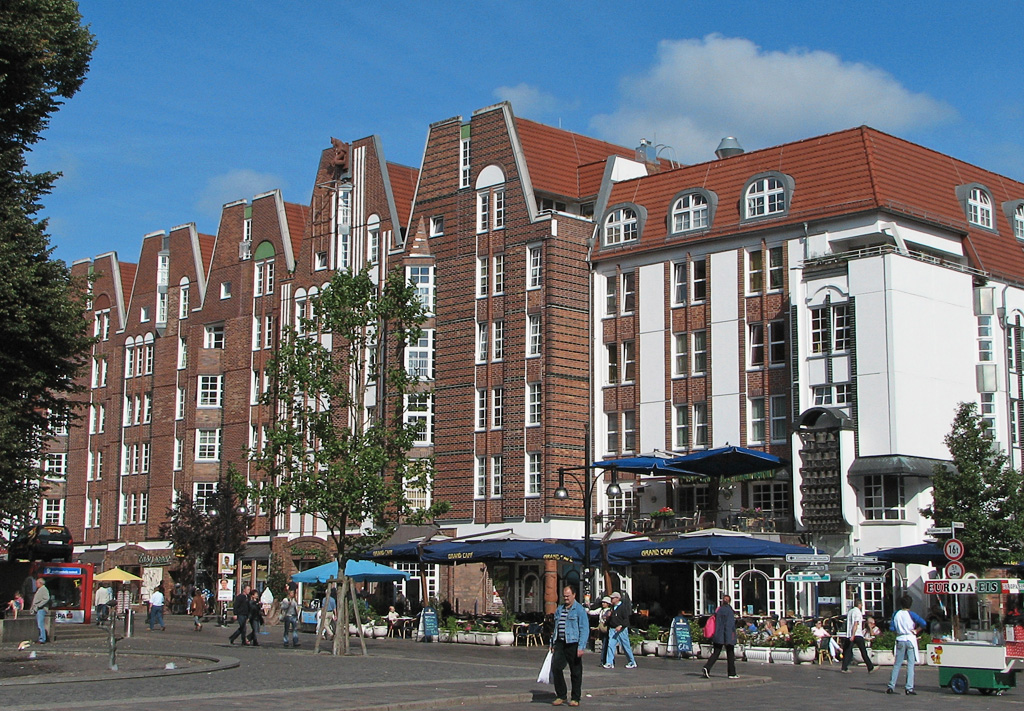
Fünfgiebelhaus am Rostocker Universitätsplatz, 1986 erbaut
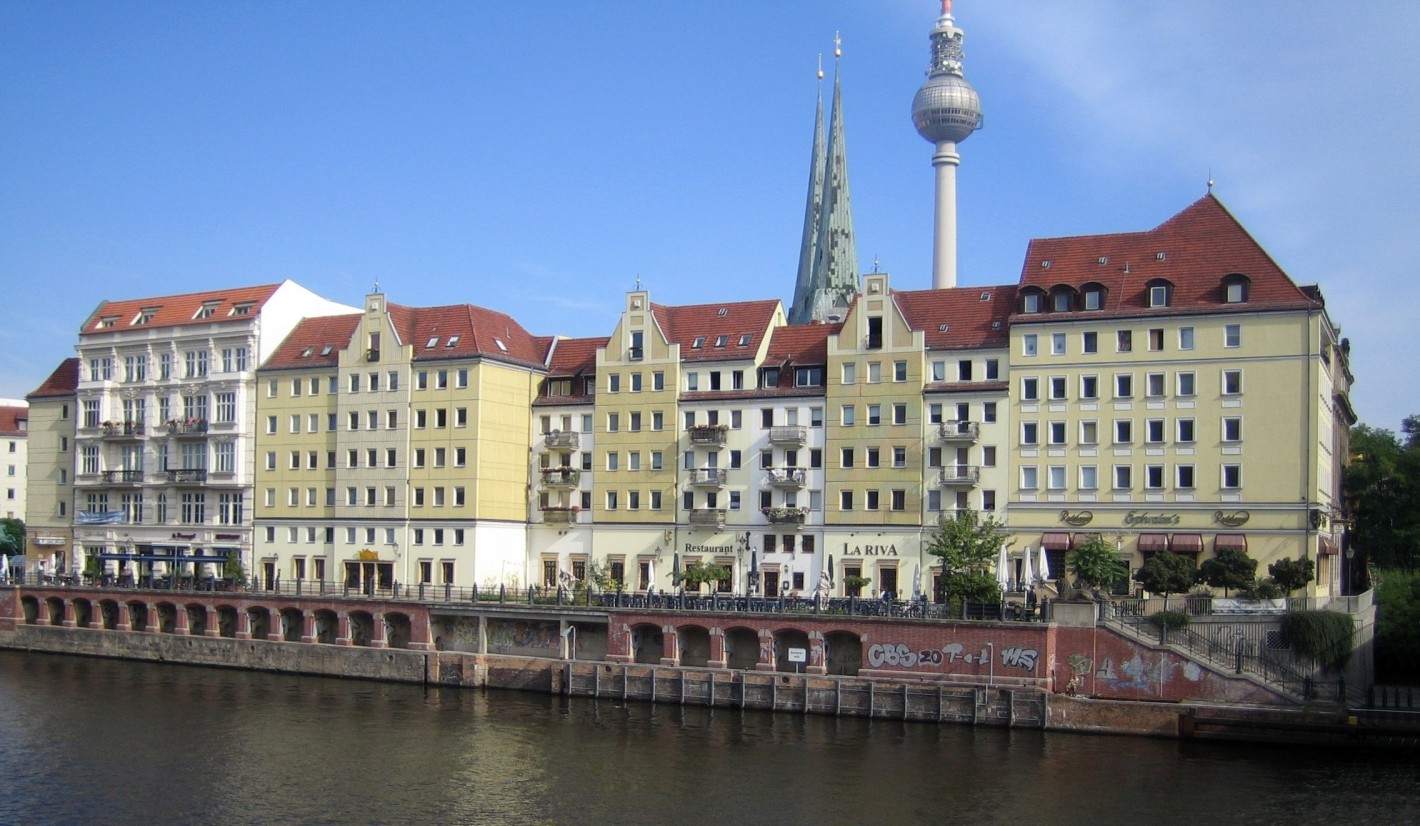
Das Nikolaiviertel in Berlin
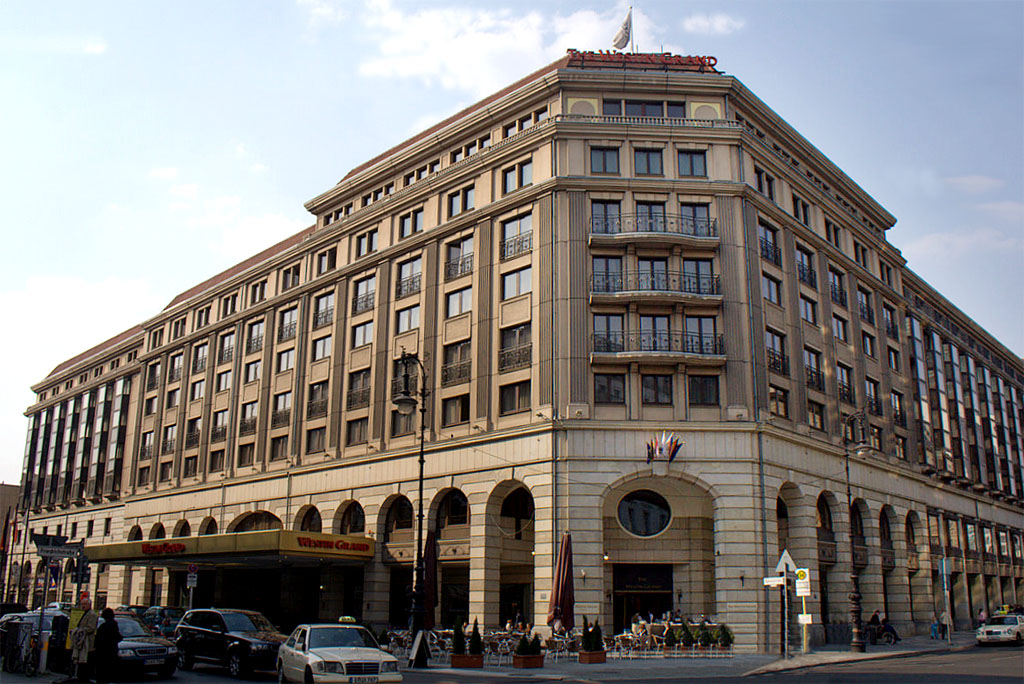
Das Grand Hotel in Berlin-Mitte, erbaut 1987
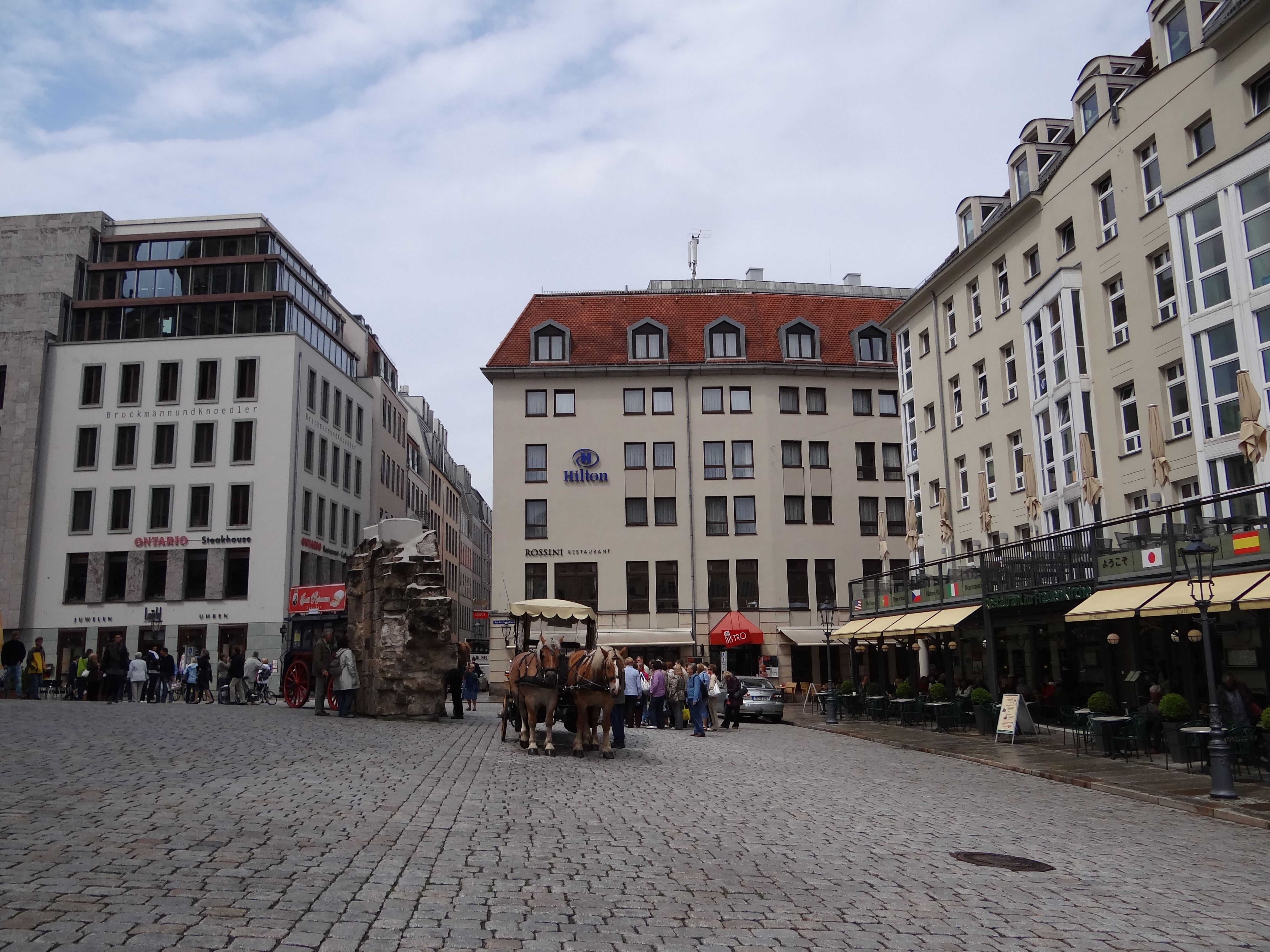
Hotel Dresdner Hof (jetzt Hilton) als wesentlicher, städteraum-bildender Gebäudekomplex am Neumarkt/Münzgasse
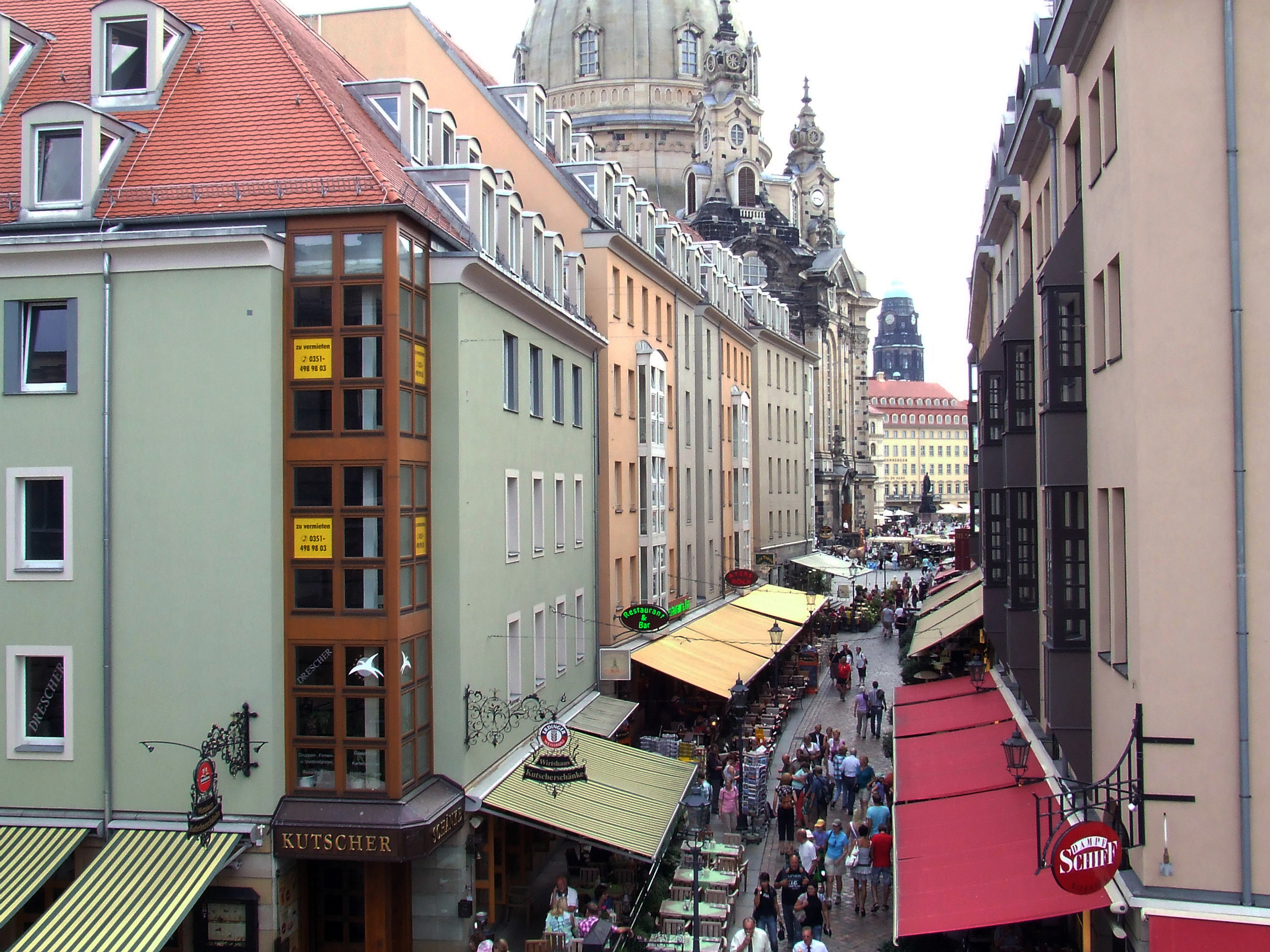
Die postmoderne Dresdner Münzgasse wurde zur beliebten Meile in der Altstadt
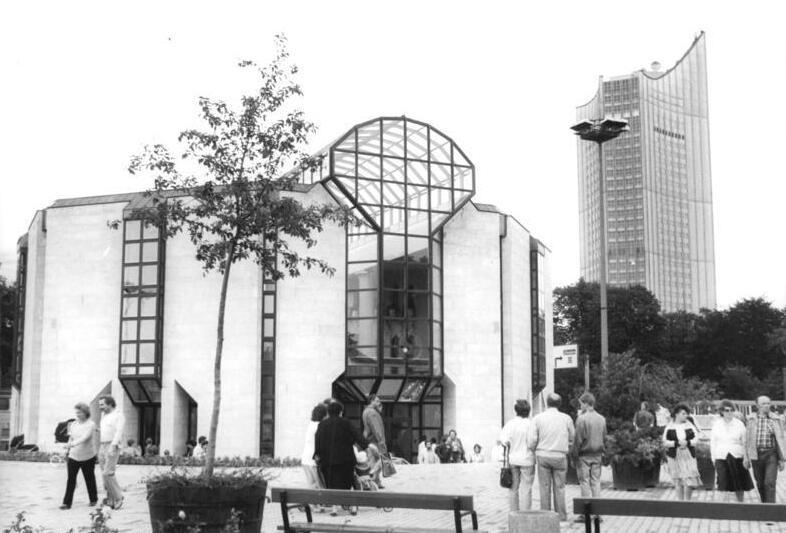
Bowlingtreff in Leipzig von Winfried Sziegoleit, erbaut 1987

## Denkmalpflege und Renationalisierung nach 1980

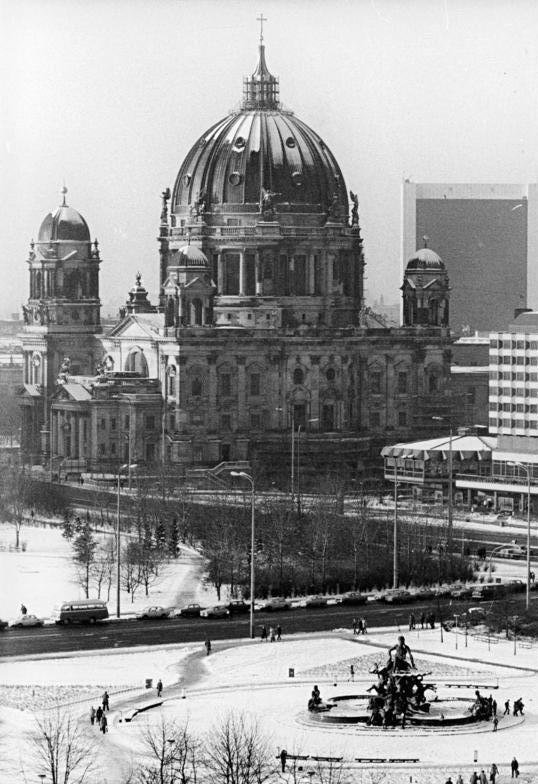
Berliner Dom 1982 nach dem Wiederaufbau

Beim Aufbau der DDR forderte Walter Ulbricht auf dem III. Parteitag der SED die Abkehr vom („westlichen“, im Bauhaus in Weimar begründeten) „Formalismus“. Die Architektur habe der Form nach national zu sein. Diese Haltung wie auch die intensive persönliche Einflussnahme Ulbrichts spiegelte sich in der Gründung einer Deutschen Bauakademie und Zeitschriften mit dem Titel „Deutsche Architektur“ und etlichen widersprüchlichen Abbruch- und Baumaßnahmen wider. Unter diesen Abbruchmaßnahmen war die Sprengung der Leipziger Universitätskirche besonders umstritten und rief für DDR-Verhältnisse starken Protest hervor. Im Sinne des Aufgreifens des „nationalen Erbes“ wurden in den 1950er Jahren viele Neubauten mit Anklängen an regional- und nationalspezifische klassizistische oder barocke Formen errichtet.
Eine Wiederfindung alter Handwerkstechniken wie auch der Aufbau denkmalpflegerischer Kompetenzen erfolgte in der DDR später als in Polen und der Bundesrepublik. Ein zentrales Objekt war dabei der Wiederaufbau der Semperoper in Dresden, die 1985 wieder eingeweiht wurde. Symbolhafte Ruinen wie die der Dresdner Frauenkirche oder die Klosterkirche in Berlin blieben nach ihrer Zerstörung im Zweiten Weltkrieg bis zum Ende der DDR oder bis in die Gegenwart als Mahnmal erhalten. Andere wichtige historische Gebäude wie der Berliner Dom oder das Alte Rathaus in Leipzig wurden nach Kriegsschäden wiederaufgebaut. Die Kirchen in Ostdeutschland erhielten auch bei Baumaßnahmen Unterstützung aus dem Westen; gegenüber den vielfältigen Umbauten im Westen war in der DDR vielerorts noch die historische Substanz der Vorkriegszeit zwar verfallen, aber nach wie vor original erhalten. In den 1980er Jahren wurden seitens der DDR-Regierung vermehrt Bezüge zur Vergangenheit wiederhergestellt, so am Berliner Gendarmenmarkt, bei der Wiederaufstellung des Reiterstandbilds Friedrichs des Großen 1980 Unter den Linden wie auch in Meißen, Weimar und Naumburg.

## Eigenheime

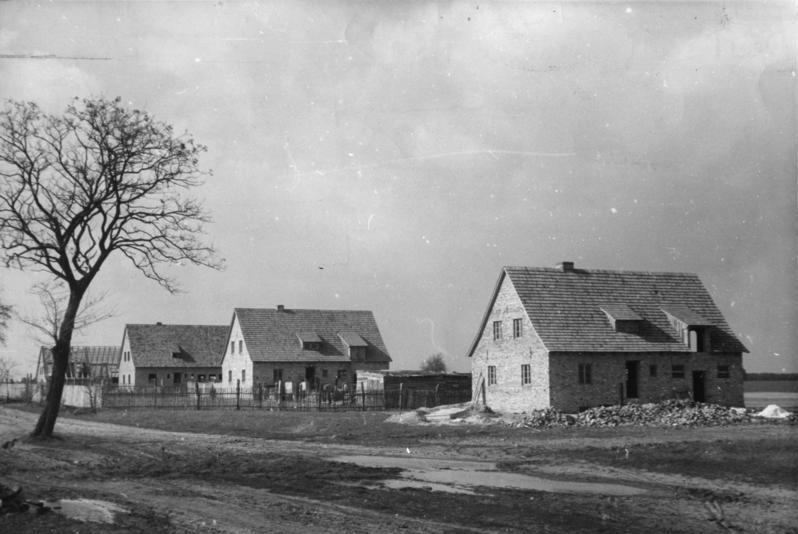
Neubauernhäuser im Bau, 1949

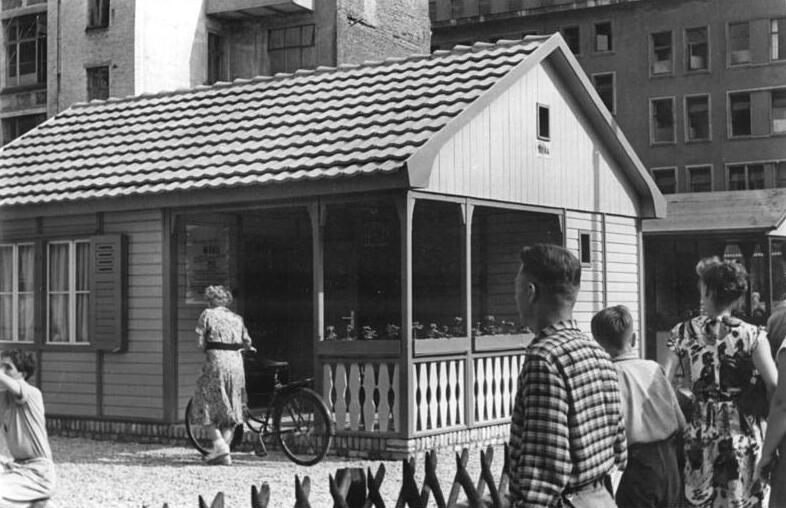
Wochenendhaus, 1953

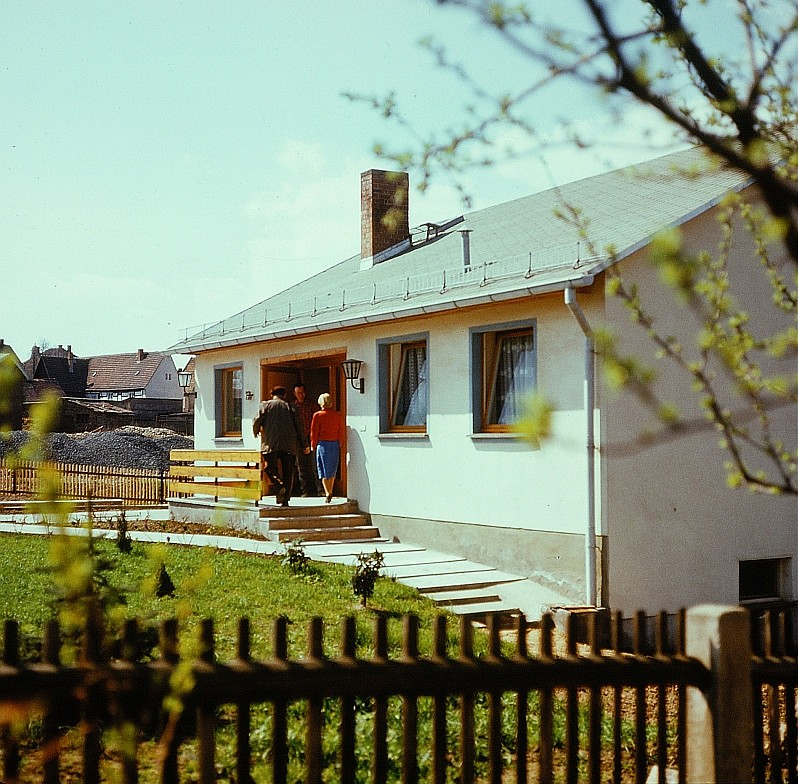
Einfamilienhaus, 1977

Neben dem Wohnungsbau gab es in der DDR auch ein reges Baugeschehen im Bereich der Eigenheime. 1972 wurde ein Bestand von 2,5 Millionen Eigenheimen gezählt, wobei sich diese Zahl bis 1989 verringerte.
Auch beim Eigenheimbau stand Rationalisierung im Vordergrund. Schon nach der Bodenreform in der Sowjetischen Besatzungszone entstand in den Folgejahren eine große Anzahl von „Neubauernhäusern“, die sich in Aufbau und Äußerem stark ähnelten. In ihnen kamen die nun mit eigenem Land ausgestatteten Bauern unter, die vormals als Landarbeiter, Knechte oder Stadtbewohner in schlechten Wohnverhältnissen leben mussten. Die bei diesen Häusern angewandte rationale Schlichtheit setzte sich auch im Eigenheimbau der folgenden Jahre fort.
Generell bleibt aber zu sagen, dass der Eigenheimbau nie die Bedeutung des massenhaften Wohnungsbaus in der DDR erlangte. Eigenheime waren zwar selbst in den Randlagen der Städte zu relativ günstigen Preisen zu erwerben, aufgrund der schlechten Versorgungslage mit Baumaterialien aller Art, Armaturen und handwerklichen Dienstleistungen scheuten viele Menschen den Eigenbau eines Hauses. Die Vergabe der wenigen Bauplätze wurde staatlich gelenkt. Die Grundstücke waren überwiegend im Staatseigentum, erst 1990, unter der Modrow-Regierung der DDR, war es möglich die Grundstücke käuflich zu erwerben. Das Risiko, bei notwendigen Reparaturen in Schwierigkeiten zu geraten, war sehr groß. Zudem waren die Mieten in der DDR gesetzlich beschränkt und machten oftmals weniger als fünf Prozent des Familieneinkommens aus.
Alternativ entwickelte sich das Kleingartenwesen in der DDR deutlich stärker als in der Bundesrepublik. Kleingärten dienten dabei sowohl als Ersatz für fehlende Reisemöglichkeiten als auch als wichtige Kompensation von Versorgungsengpässen mit Obst und Gemüse. In diesem Zusammenhang war auch die Kleintierhaltung in ostdeutschen Kleingärten gelegentlich einzuordnen. Das Kleingartenwesen in der DDR war an die spezifischen ökonomischen und kulturellen Bedingungen angepasst, was sich zum Beispiel in einem deutlich liberaleren Kleingartengesetz als im Westen ausdrückte, was nach der politischen Wende zu einigen Schwierigkeiten führte – noch heute „verstößt“ der überwiegende Teil der ostdeutschen Kleingärtner gegen das Bundeskleingartengesetz. Auch waren die Parzellen im Durchschnitt größer als in Westdeutschland. Kleingärten konnten für äußerst geringe Gebühren aus staatlichem oder privatem, z. B. kirchlichen, Besitz gepachtet werden. Neben Kleingärtenkolonien waren auch die weiter von den Städten entfernten Wochenendgrundstücke verbreitet, die sich nach dem russischen Pendant der Datscha richteten. Eine Folge war, dass das Wort „Datsche“ heute fälschlicherweise als Begriff der Alltagssprache für einen Kleingarten der DDR mit Bungalow gehalten wird. Neben einigen individuellen Bungalowbauten waren vor allem typisierte Bungalows aus Fertigmodulen verbreitet, die im Gegensatz zu den kleinen Gartenhäusern in der Bundesrepublik durch Bäder, Küchen und mehrere Zimmer auch ein längeres Wohnen ermöglichten. Ostdeutsche Kleingartenkolonien werden heute typischerweise von den Bungalows „B14“, „B19“, „B26“ usw. geprägt, die als Bausatz geliefert und von den Kleingärtnern selbst aufgebaut wurden.

Eigenheimbauten
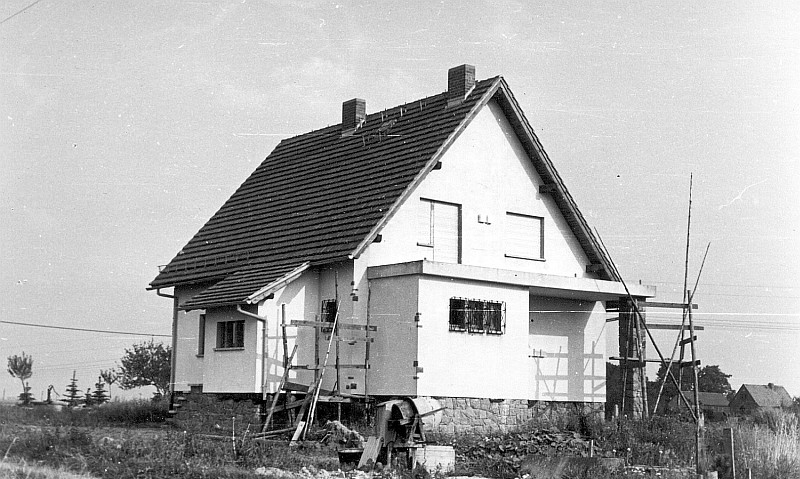
Einfamilienhaus
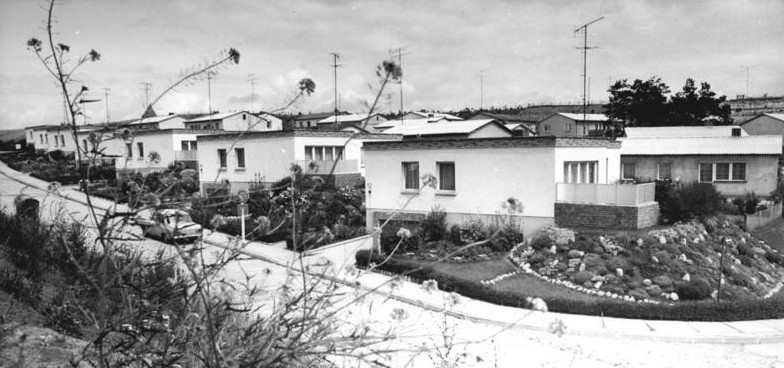
Eigenheime, 1972
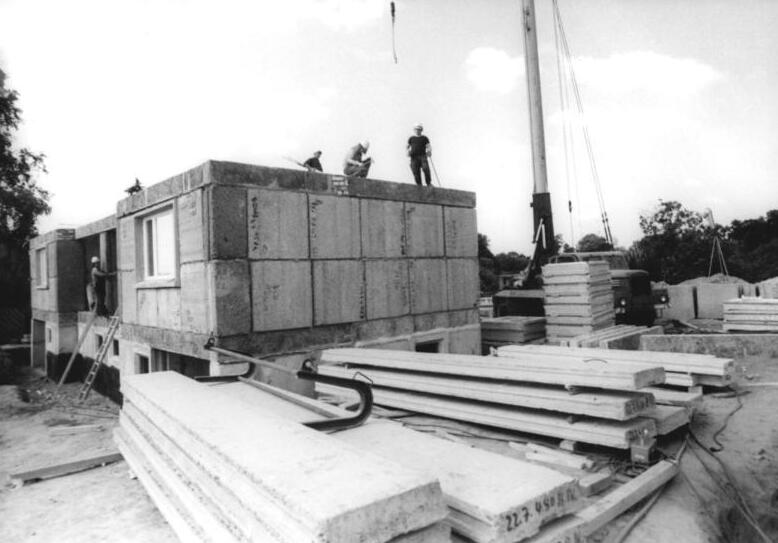
Eigenheimbau in industrieller Bauweise, 1976
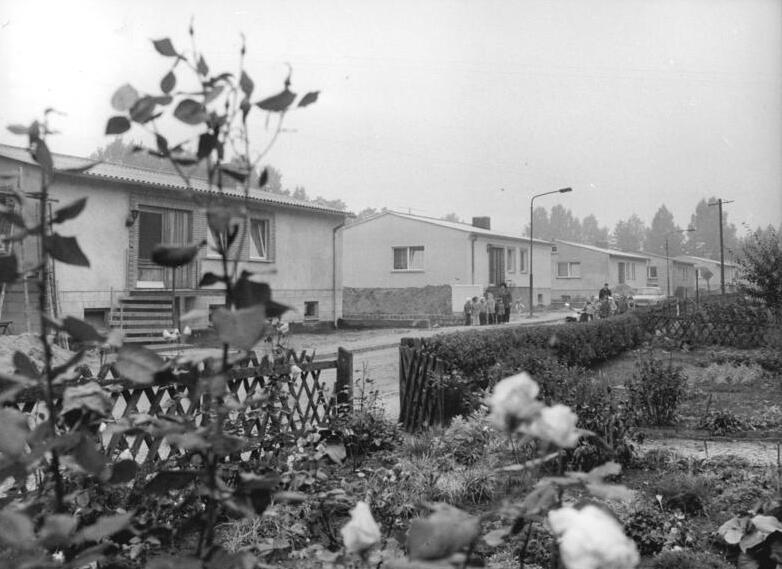
Eigenheime, 1976
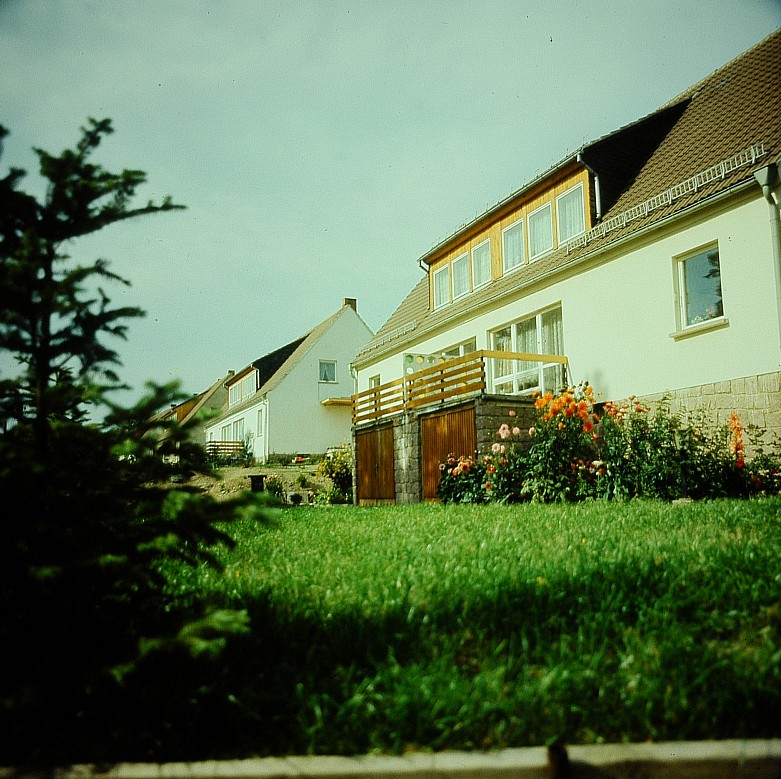
Eigenheimsiedlung, Freital, 1979
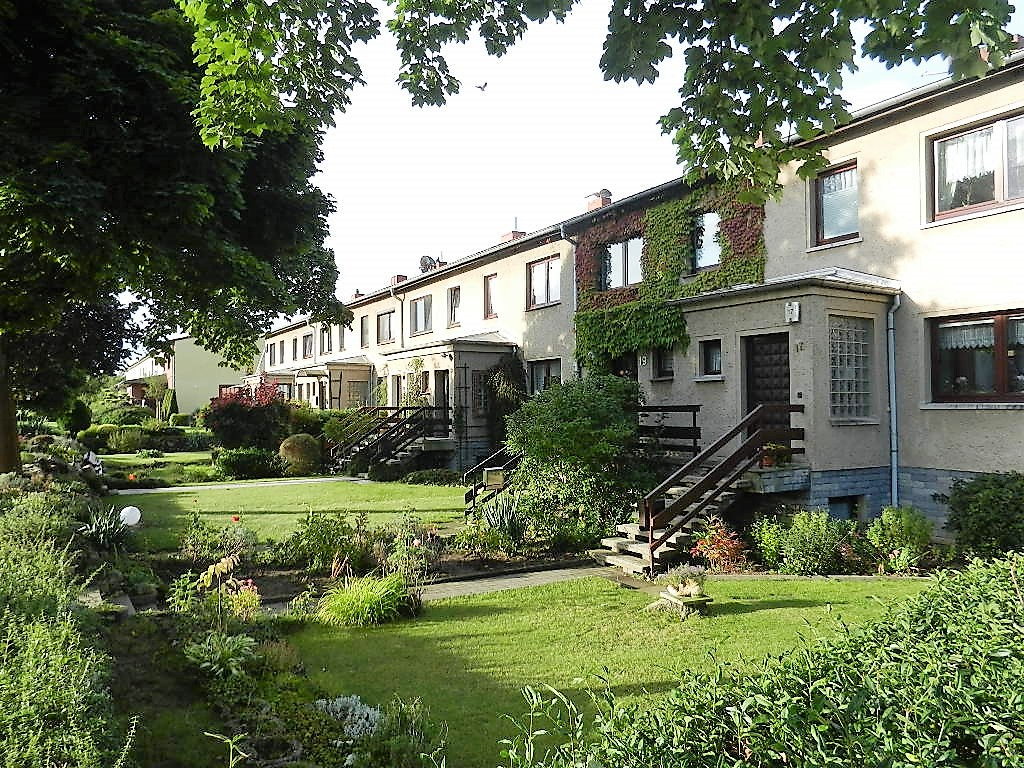
Eigenheimreihenhaus R4, Schwerin Lankow, 1980 erbaut

## Sakralbauten

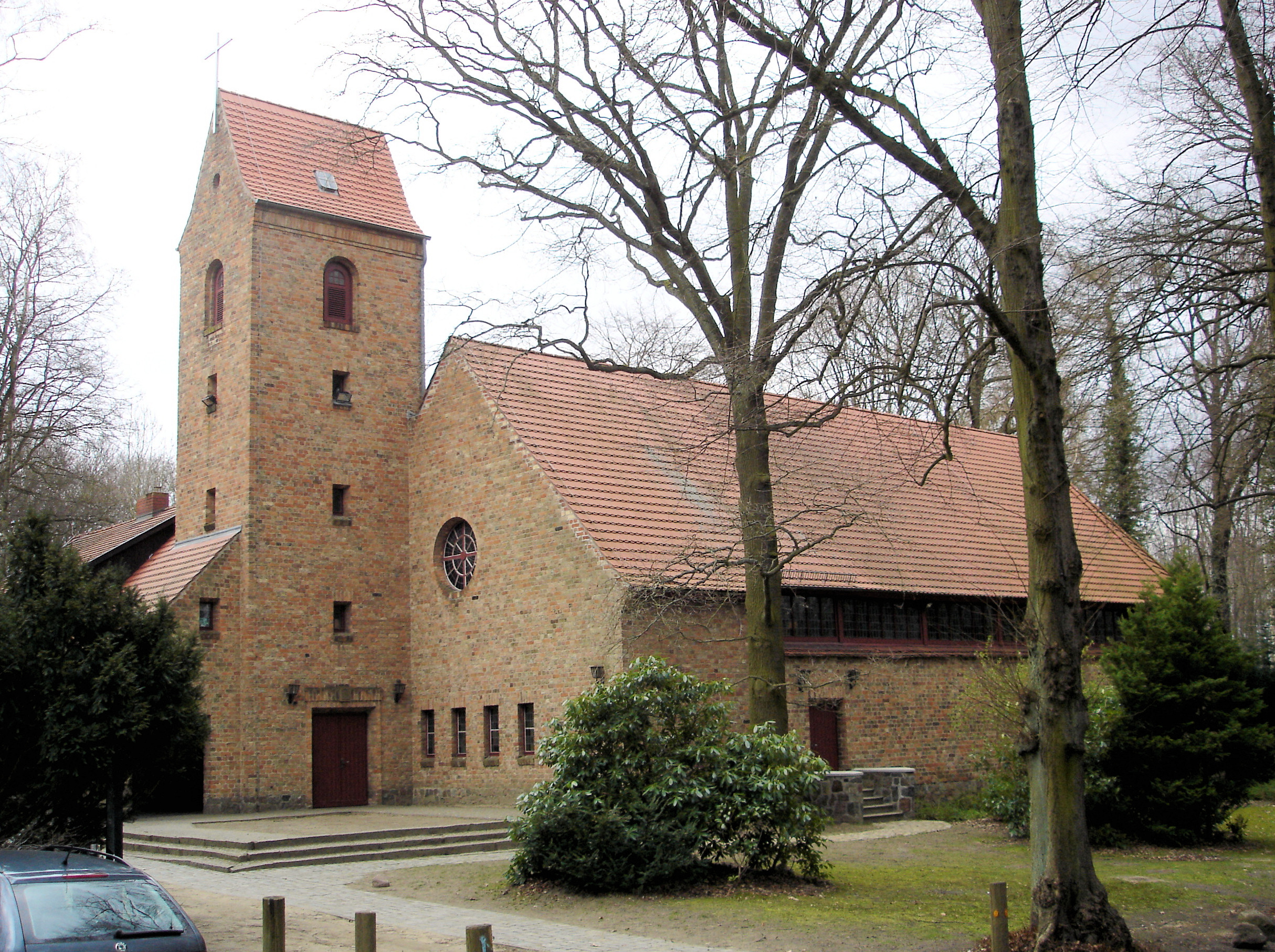
Johanniskirche in Rostock

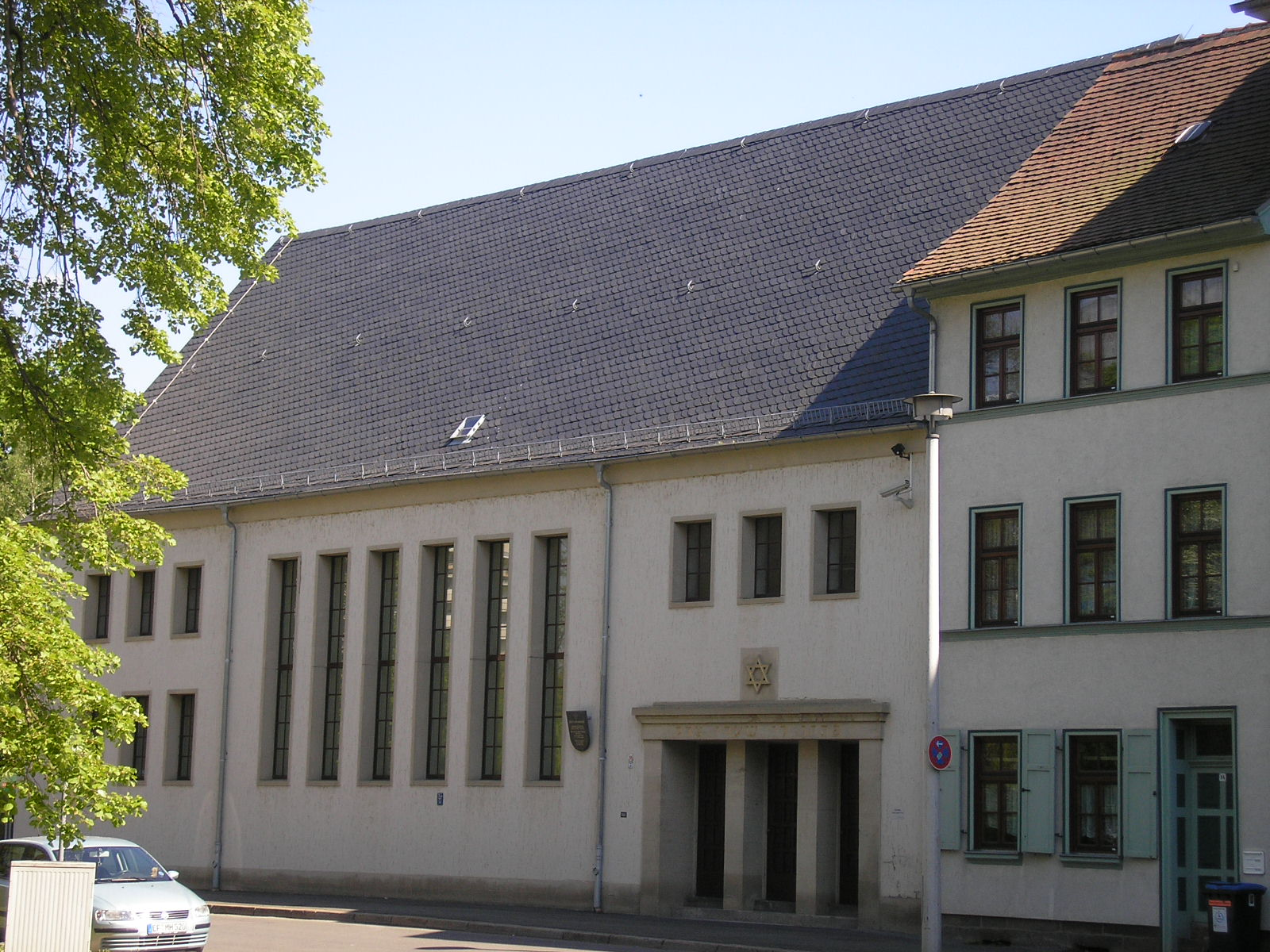
Neue Synagoge in Erfurt

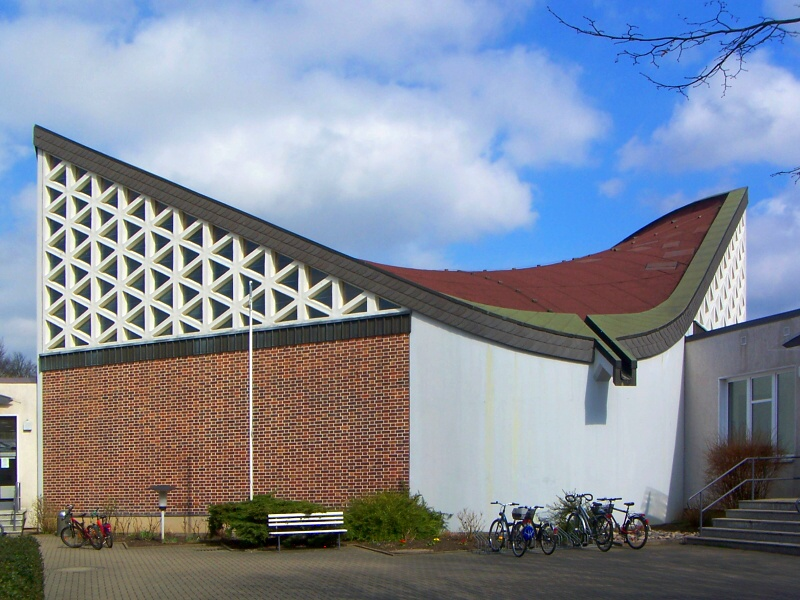
Christuskirche in Rostock

Nach dem Zweiten Weltkrieg wurden als Ersatz für im Krieg zerstörte Kirchen auch im Osten Deutschlands bis Anfang der 1950er Jahre mehrere Notkirchen errichtet, darunter etliche des von Otto Bartning entworfenen Typs. Ein weiterer früher Neubau war die Neue Synagoge in Erfurt, die als schlichter zweigeschossiger Putzbau 1951/1952 nach Plänen von Willy Nöckel errichtet wurde. Sie blieb die einzige zu DDR-Zeiten errichtete Synagoge.
Nach diesen frühen Bauten gab es bis Ende der 1970er Jahre jedoch nur vereinzelt neue Sakralbauten, wie beispielsweise die von Ulrich Müther 1971 gebaute katholische Christuskirche in Rostock. Die Bauten waren nach außen oft kaum als Kirchen zu erkennen. Insbesondere in den neuen Planstädten wie Eisenhüttenstadt und den späteren großen Neubaugebieten waren ursprünglich keine kirchlichen Gebäude geplant und erbaut worden. In seiner sogenannten „Turmrede“ anlässlich der Benennung der neu erbauten Stadt als Stalinstadt sprach Walter Ulbricht 1953 von „bürgerlich-kapitalistischen Verdummungseinrichtungen“ und gab zu verstehen, dass in der sozialistischen Stadt kein Platz für Kirchen sei: „Man hat uns gefragt, ob wir in dieser Stadt auch Türme bauen werden. Jawohl. Das Gebäude, das die neue Volksmacht repräsentiert, das Rathaus, wird selbstverständlich einen schönen Turm bekommen. Und im Stadtplan ist ein schönes Kulturgebäude vorgesehen, das wird einen noch schöneren Turm bekommen. Aber sonst brauchen wir eigentlich weiter keine Türme“. Diese Aussagen finden sich im schriftlichen Redemanuskript nicht, sind aber durch teilweise differierende Erinnerungen vielfach belegt.
Dies änderte sich erst nach 1976, als mit dem Bauprogramm Kirchen für Neue Städte die Errichtung von zunächst zehn Kirchenneubauten in Neubaugebieten der DDR staatlicherseits genehmigt wurde. Diese sollten im Gegensatz zu früheren vereinzelten Neubauten „keine Klubhäuser“ sein. Albrecht Schönherr verstand diese Aufforderung an ihn durch den Staatssekretär für Kirchenfragen so, dass die Neubauten deutlich als Kirchen erkennbar sein und sich auf das „Rein-Religiöse“ beschränken sollten. Der erste dieser Kirchenneubauten wurde 1977 eingeweiht (das evangelische St. Nikolai Gemeindezentrum in Stralsund Knieper West), weitere folgten in Dresden-Prohlis, Jena-Lobeda, Leipzig-Grünau, Magdeburg-Nord, Berlin-Fennpfuhl, Greifswald-Schönwalde, Gotha-West, Karl-Marx-Stadt-Markersdorf, Schwerin-Großer Dreesch oder das durch Pfarrer Otto Senf († 2024) initiierte, aber erst in den 1980er Jahren fertiggestellte Evangelische Gemeindezentrum Paul Schneider in Weimar-West. In den 1980er Jahren entstanden etliche weitere Sakralbauten. Die Kirchenneubauten wurden zum überwiegenden Teil durch westdeutsche oder (vor allem in den Jahren kurz nach dem Krieg) andere europäische Kirchen finanziert. Aus diesem Grund konnte bei den Kirchenneubauten häufig Baumaterialien (Klinker, Kupfer) benutzt werden, die sonst in dieser Qualität im DDR-Bauwesen kaum zur Verfügung standen. In den 1980er Jahren entstanden auch Sakralbauten anderer Konfessionen und Religionen wie etwa der Mormonen. Andere Religionen, etwa der Buddhismus, wurden vor allem privat ausgeübt.

Sakralbauten
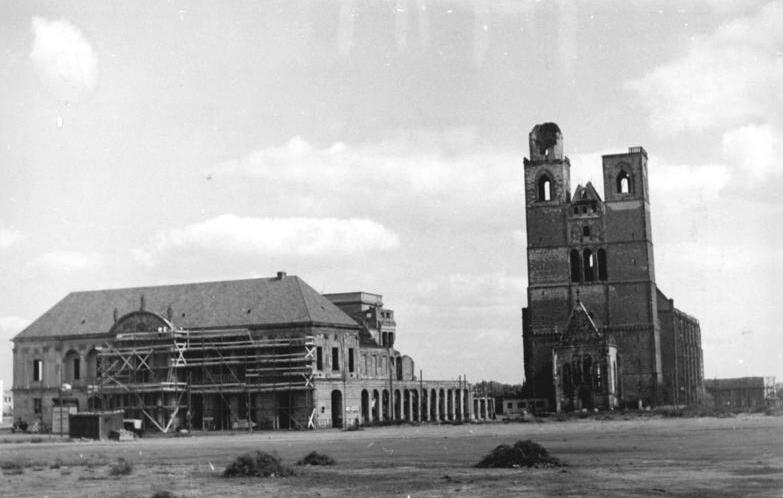
Wiederaufbau der Johanniskirche in Magdeburg, 1952
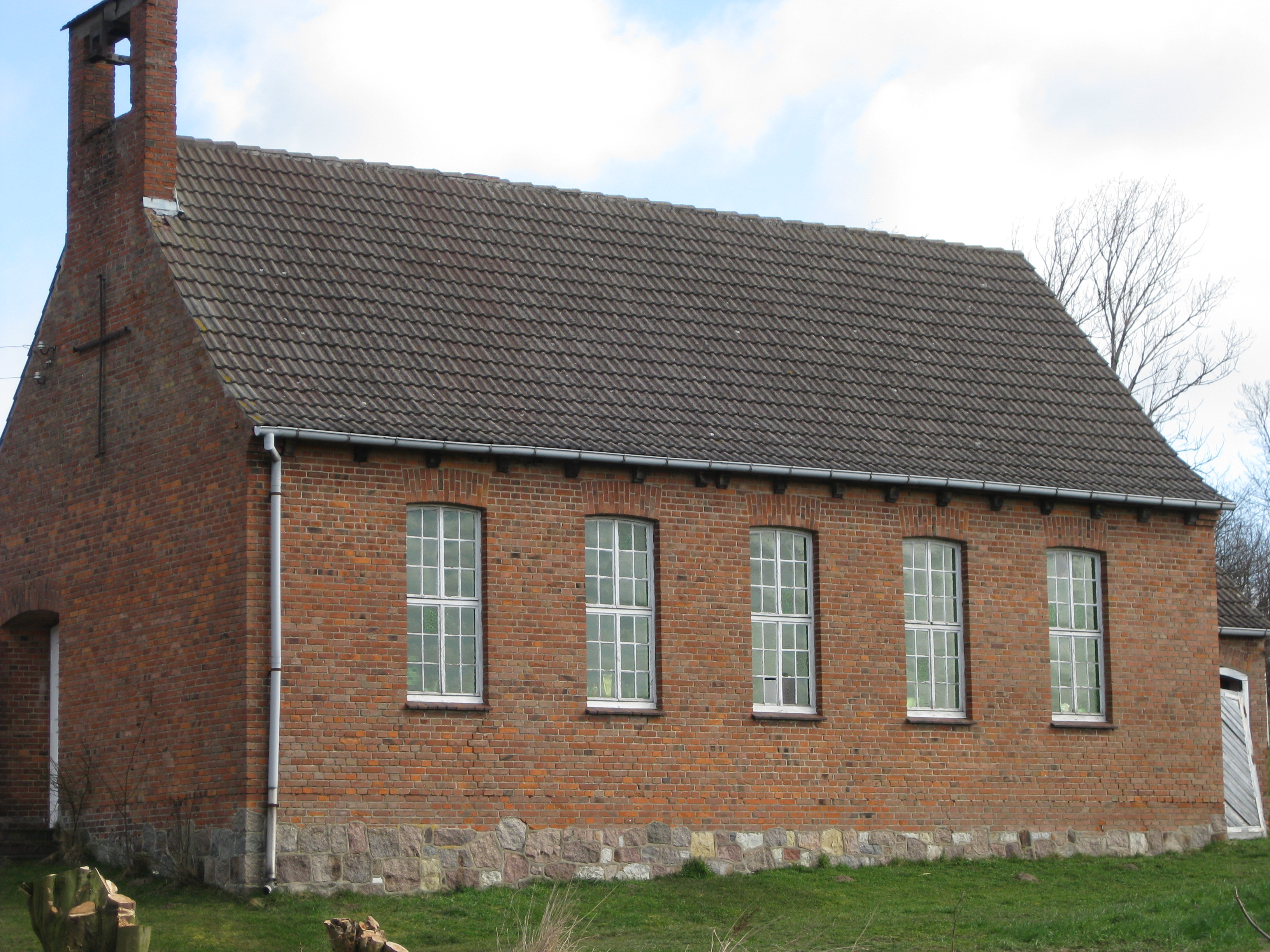
Evangelische Kirche in Boitin-Resdorf, 1953–1959
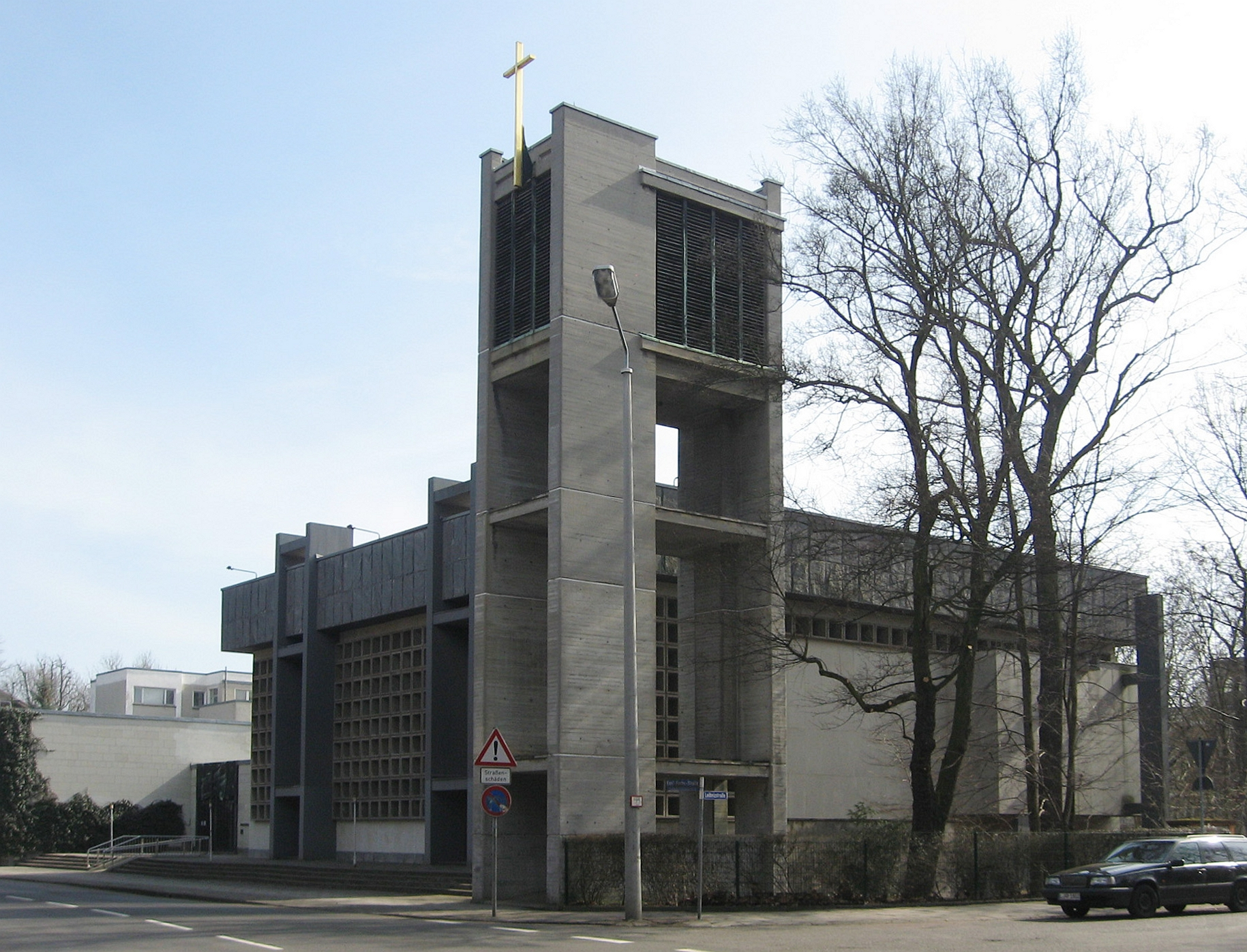
Propsteikirche St. Trinitatis in Leipzig, 1982
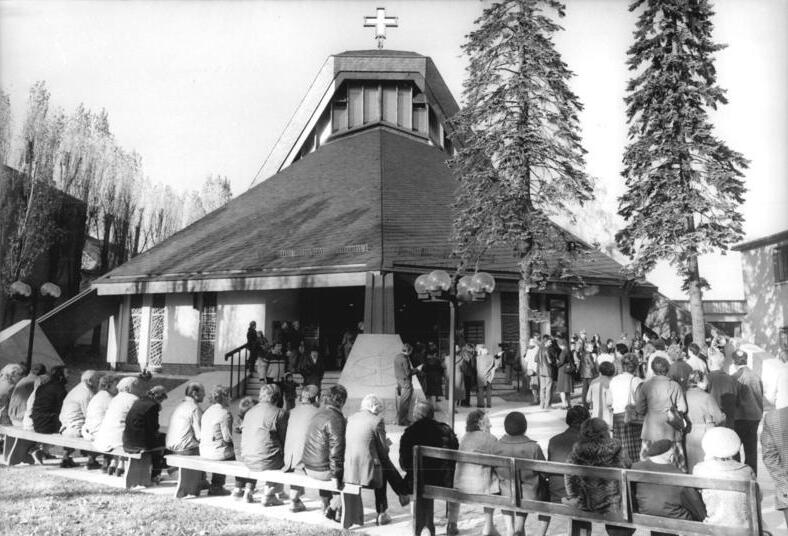
Katholische Kirche in Ilmenau, 1983
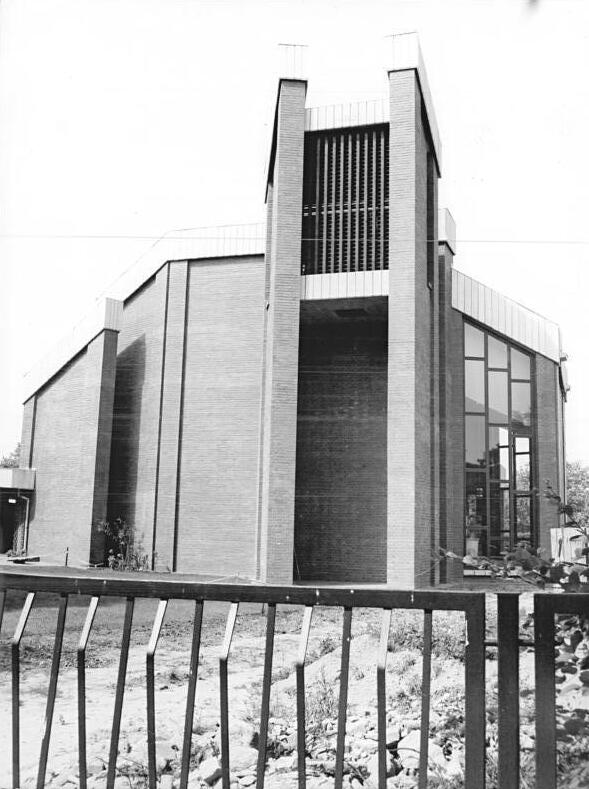
Katholische Kirche in Berlin, 1984
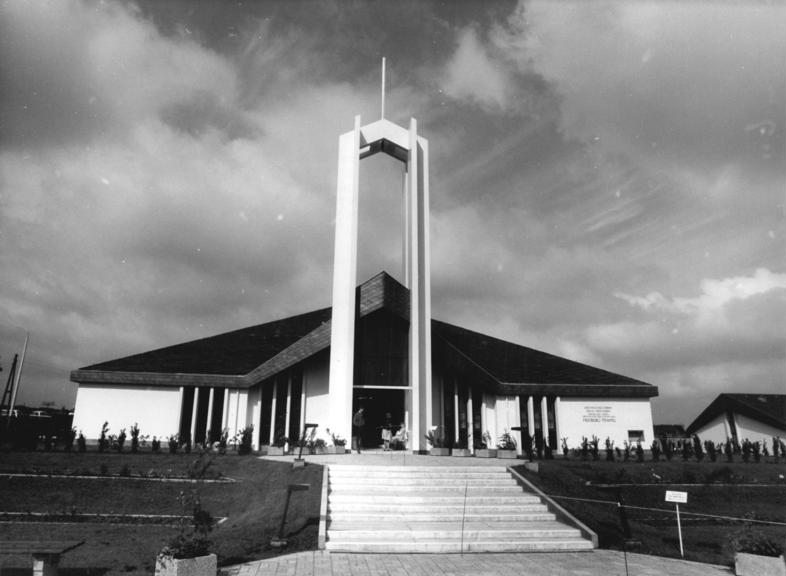
Gemeindezentrum der Mormonen in Freiberg, 1985
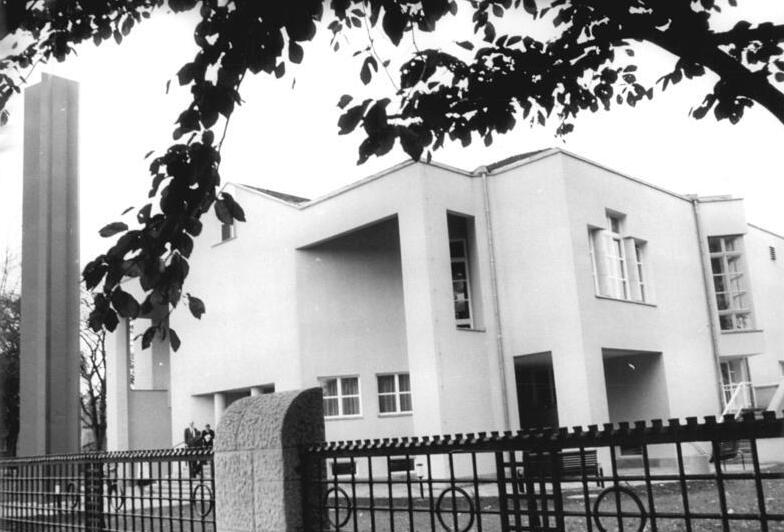
Gemeindezentrum der Mormonen in Dresden, 1988

Siehe auch: Liste in der DDR errichteter Sakralbauten

## Repräsentation der DDR im Ausland

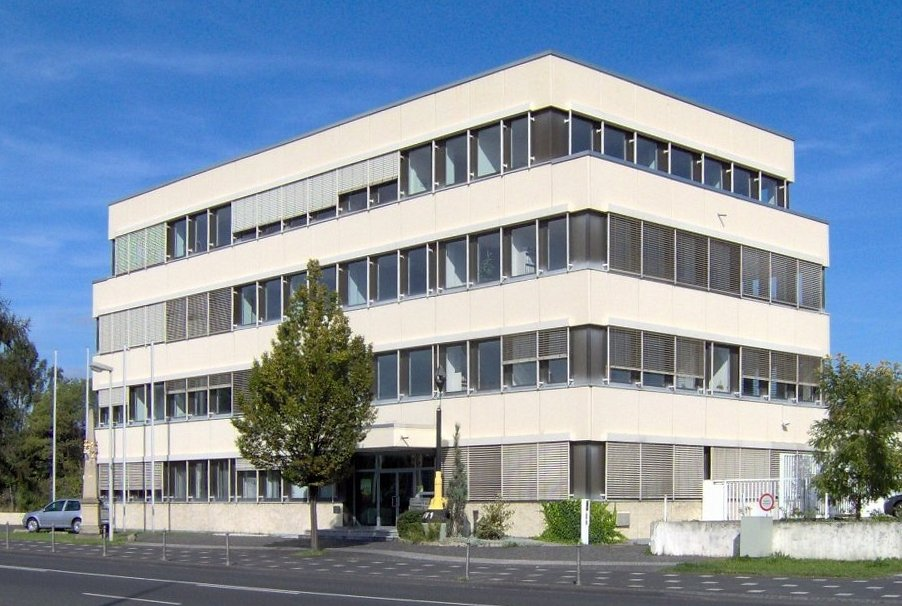
DDR-StäV, Bonn

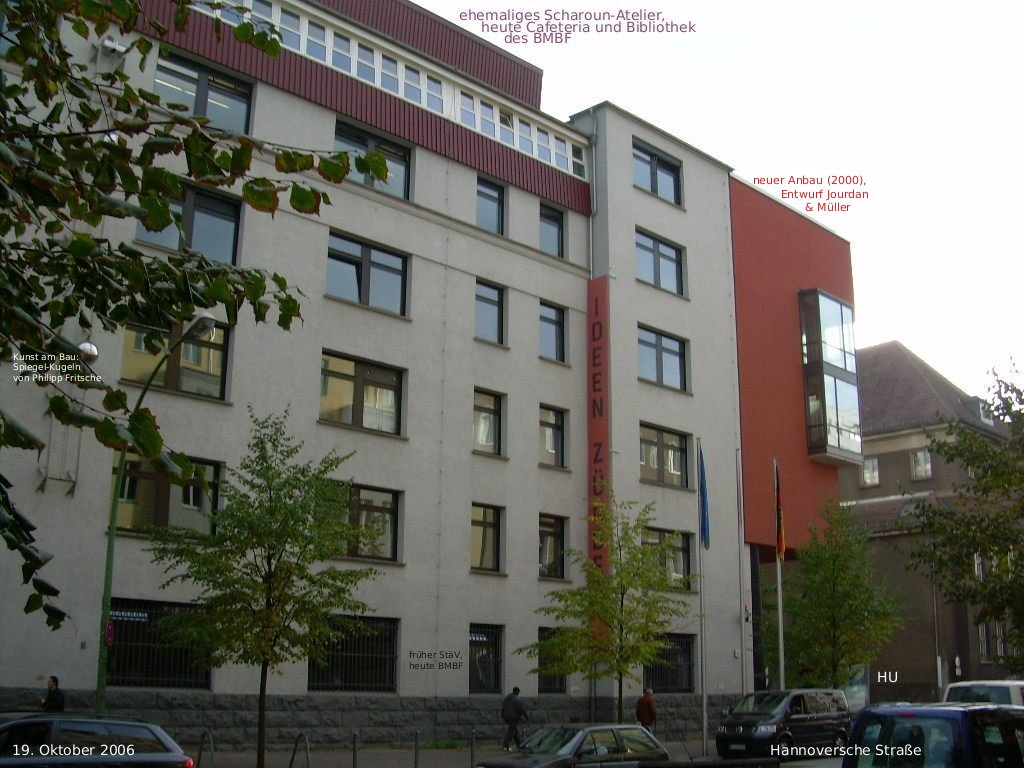
StäV der Bundesrepublik Deutschland, Berlin

Die Ständige Vertretung der DDR im Westen war ein in Bonn-Godesberg errichteter Zweckbau, der heute die Deutsche Gesellschaft für Ernährung beherbergt. Für den Bau von Botschaften und Handelsvertretungen war (1955–1958) Franz Ehrlich als Architekt des Ministeriums für Außenwirtschaft zuständig.
Direkt mit der Erforschung der Architektur der DDR verbunden war das Gebäude der ständigen Vertretung der Bundesrepublik Deutschland. Es hatte ursprünglich der Akademie der Wissenschaften gedient und 1949 ein von Hans Scharoun aufgekoffertes Atelier erhalten. Hier wurde am 1. Januar 1951 die Deutsche Bauakademie und zeitweise die Redaktion der Zeitschrift „Deutsche Architektur“ untergebracht. 1973 räumte die Deutsche Bauakademie das Haus, das für die Ständige Vertretung umgebaut wurde.

## Innenarchitektur

### Innenarchitektur und Wohnkultur
Bei der Wohnkultur waren Unterschiede zwischen ländlichem Wohnen und durch Industrieansiedlungen geprägten Gebieten in der DDR deutlich festzustellen.
Traditionelle Betriebe wie die Deutsche Werkstätten Hellerau wurden in der DDR zur industriellen Großfertigung zur Inneneinrichtung für Hotels, Hochschulen und Theater eingesetzt.
Die ursprüngliche Ausrichtung auf individuelle Ausstattung mit hochwertiger Inneneinrichtung für Einzelobjekte kam nur selten zum Tragen. Als Ausnahme gilt die Meyer-Villa in Radebeul, ein „seltenes Beispiel einer DDR-Unternehmervilla“ und im Heimatstil von Albert Patitz entworfen.
Im Gefolge des 17. Juni kam es zu einer 1953 zu einer Möbel-Wanderausstellung und zu einer Konsumentenumfrage. Die Wanderausstellung präsentierte Wohn-, Schlaf- und Kinderzimmermöbel aus DDR-Produktion an 25 ausgewählten Orten und erfragte die Meinung der Bevölkerung zu den Designstudien per Fragebogen. Die sozialistische Möbelgestaltung griff auf historische Vorbilder zurück, weniger auf die Bauhausmoderne. Innovative Ansätze wie bei der Ulmer Hochschule für Gestaltung im Westen wurden auch in der DDR mit erheblichem Misstrauen beobachtet.

## Zweckbauten

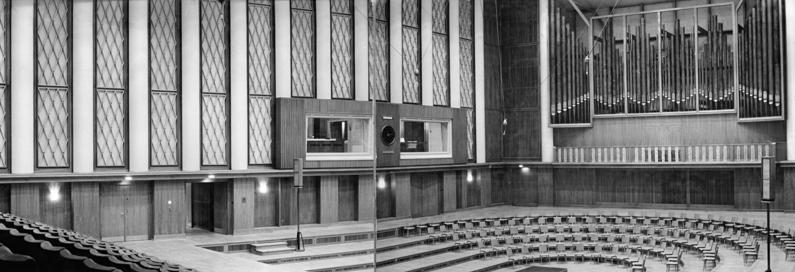
Großer Sendesaal im Funkhaus Nalepastraße, 1956

Wegen seiner außerordentlichen Akustik und qualitätvollen wie schlichten Innenausstattung bis heute bekannt wurde Franz Ehrlichs Funkhaus Nalepastraße in Berlin-Oberschöneweide. Von 1956 bis 1990 hatte der Rundfunk der DDR hier seinen Sitz.
Franz Ehrlich war zudem 1950–1952 als Direktor der Vereinigten Volkseigenen Betriebe Industrieentwurf für die Projektierung und den Bau zahlreicher Industriebauten und -anlagen zuständig, u. a. Werften in Wismar und Stralsund, das Eisenhüttenwerk in Freital/Sachsen und das Kraftwerk Elbe in Vockerode/Sachsen-Anhalt sowie neben dem Funkhaus Nalepastraße auch für das Fernsehzentrum Berlin-Adlershof.
Prägend für das Alltagsleben waren Einrichtungen der Konsumgenossenschaft Konsum und der HO.
Sendetürme für das Fernmeldewesen wurden ab den 1950er Jahren an vielen Orten in der DDR errichtet. Im Unterschied zu Fernmeldemasten waren A-Türme blockartige Bauwerke mit quadratischem Grundriss. Sie dienten als Richtfunktürme und Funktürme der Volkspolizei wie zur Überwachung von Telefonleitungen. Die Umgebung war zumeist als Sperrgebiet vor dem Zutritt Unbefugter geschützt.

Zweckbauten und Industriearchitektur
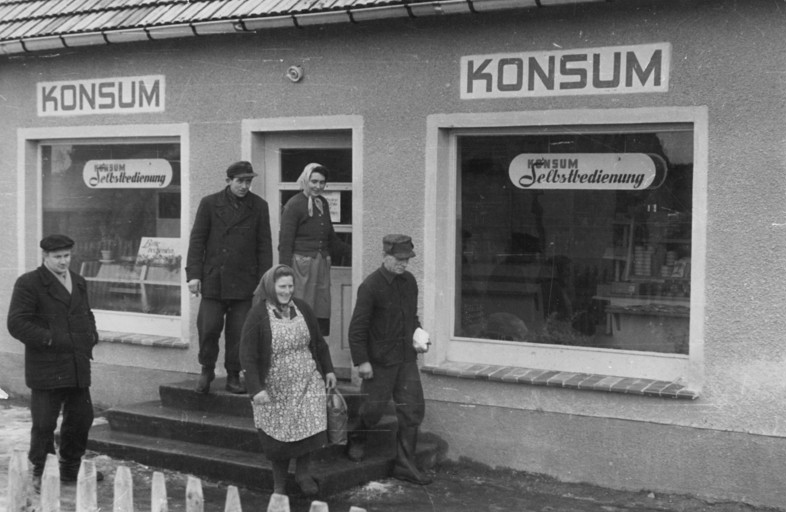
Konsum auf dem Lande 1960
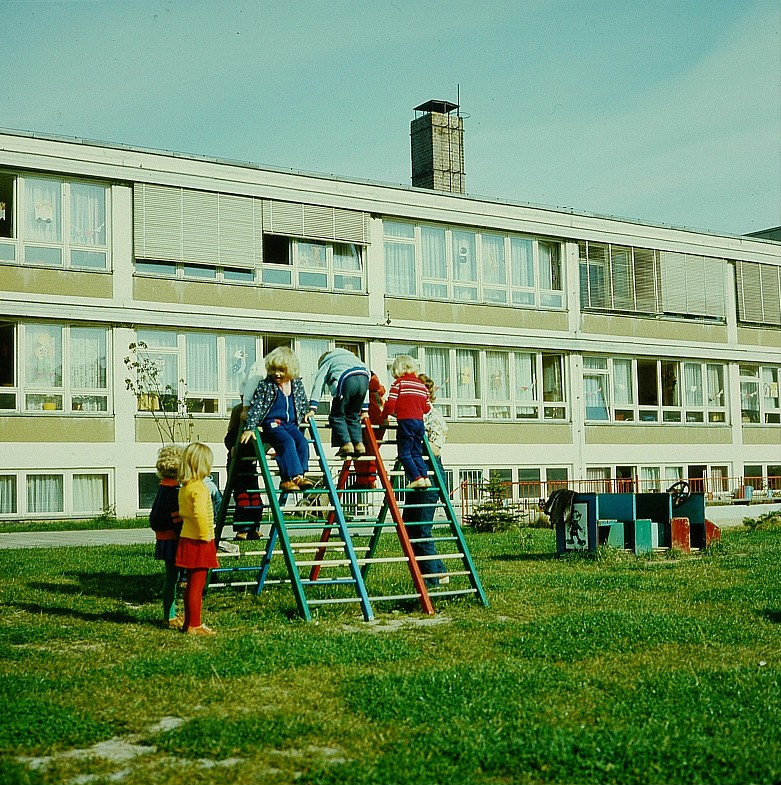
Kindergarten in Plattenbauweise
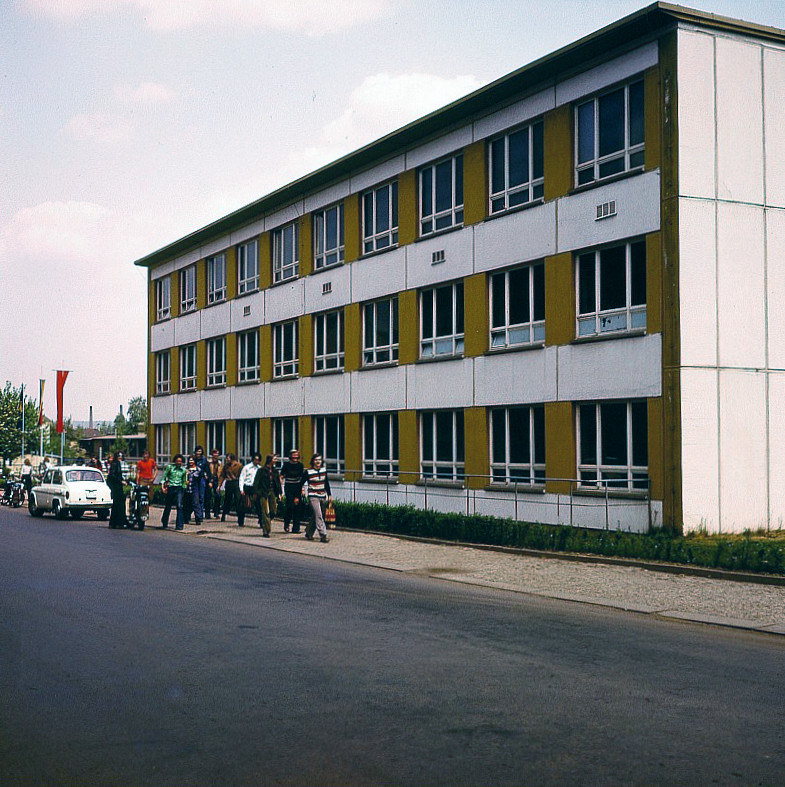
Industriearchitektur
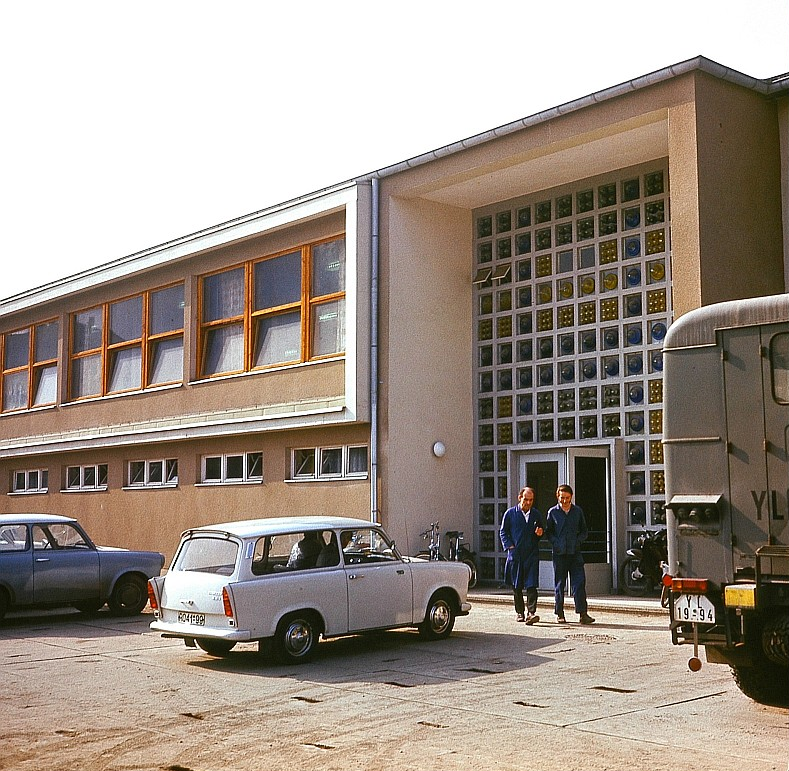
Industriearchitektur
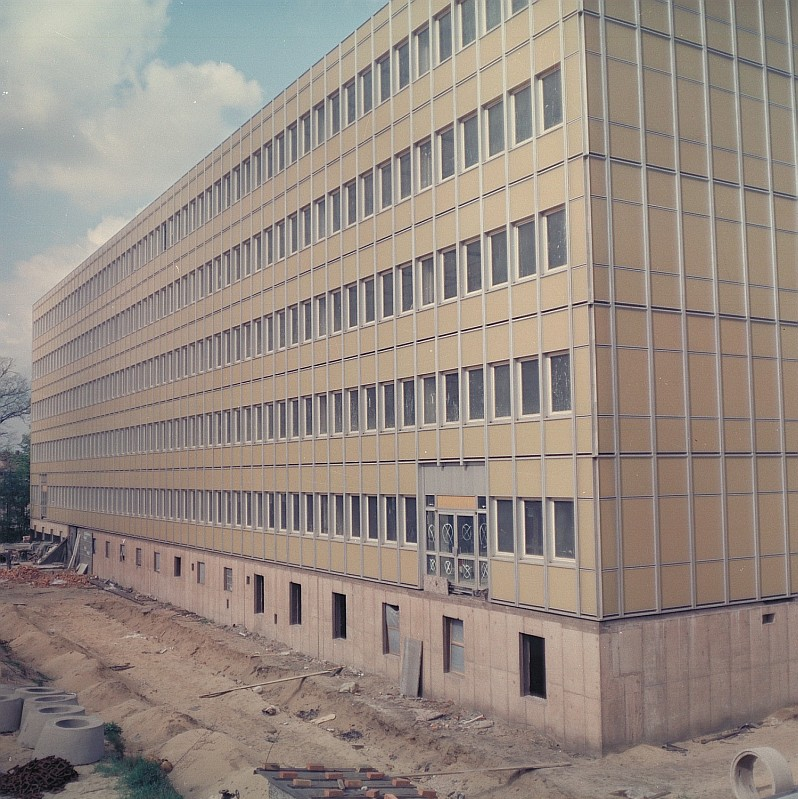
Berufsschule
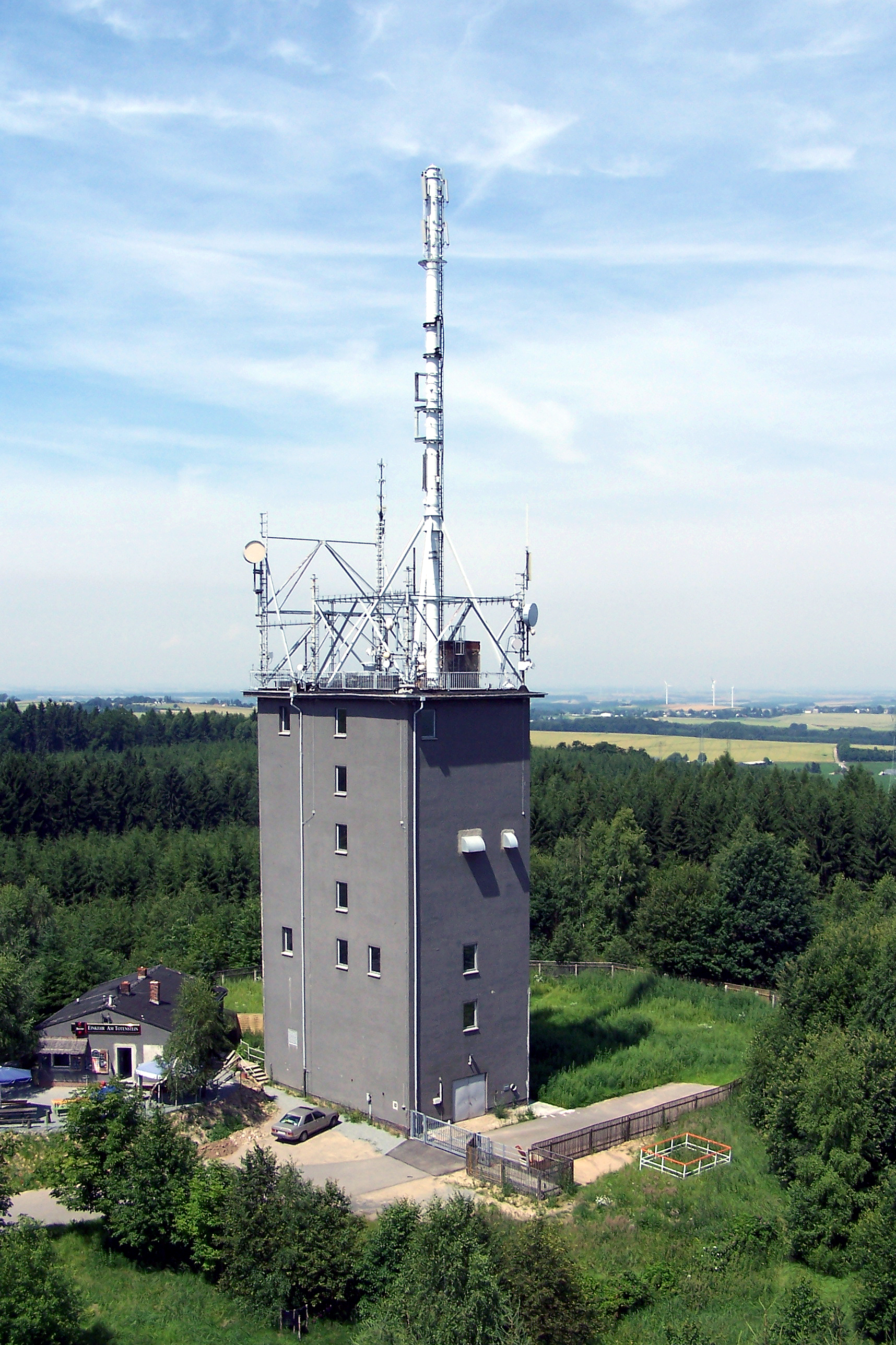
Erweiterter A-Turm auf dem Totenstein
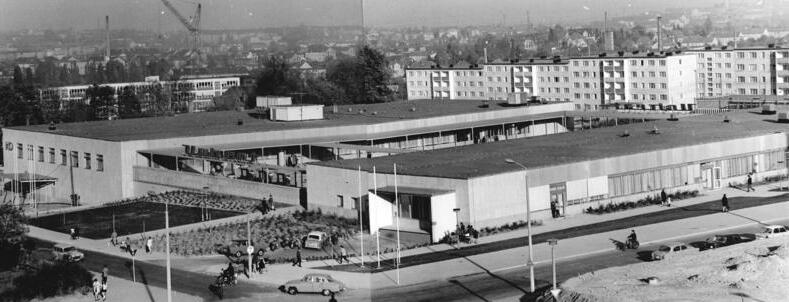
Versorgungszentrum, 1972
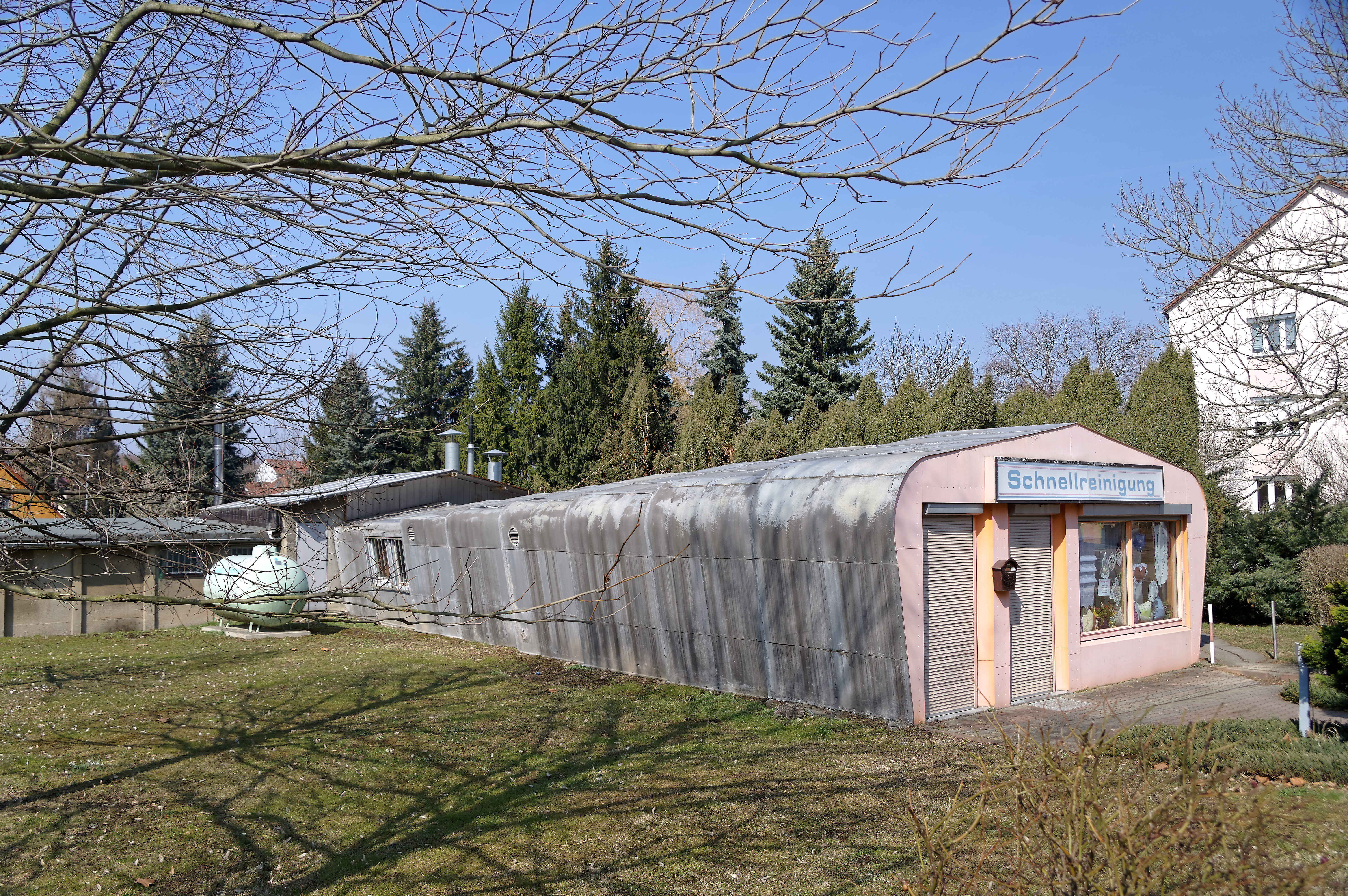
Transportable Raumerweiterungshalle (REH)
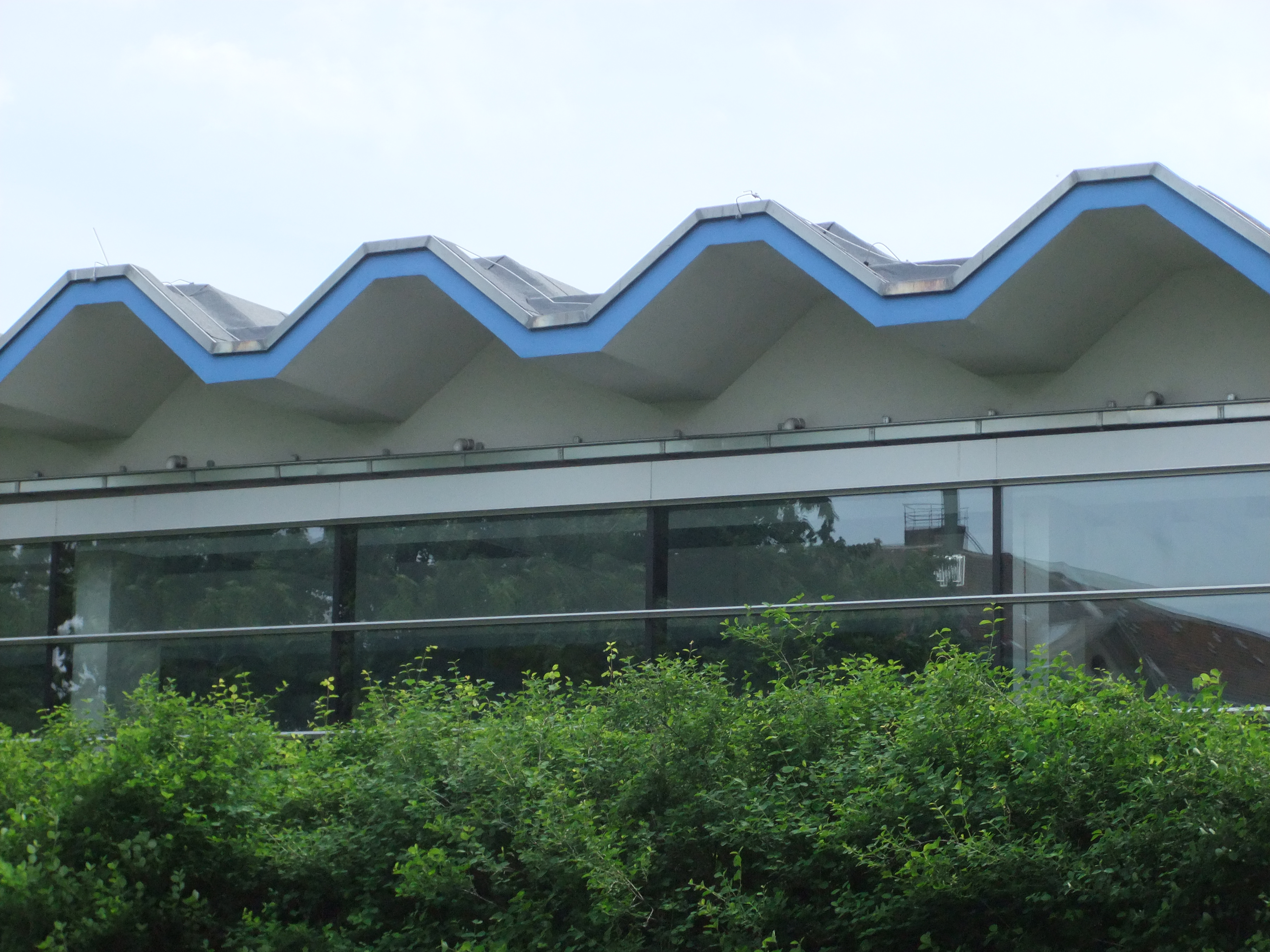
Tankstellen und Hallen mit VT-Falten

## Vermächtnis und Erbe

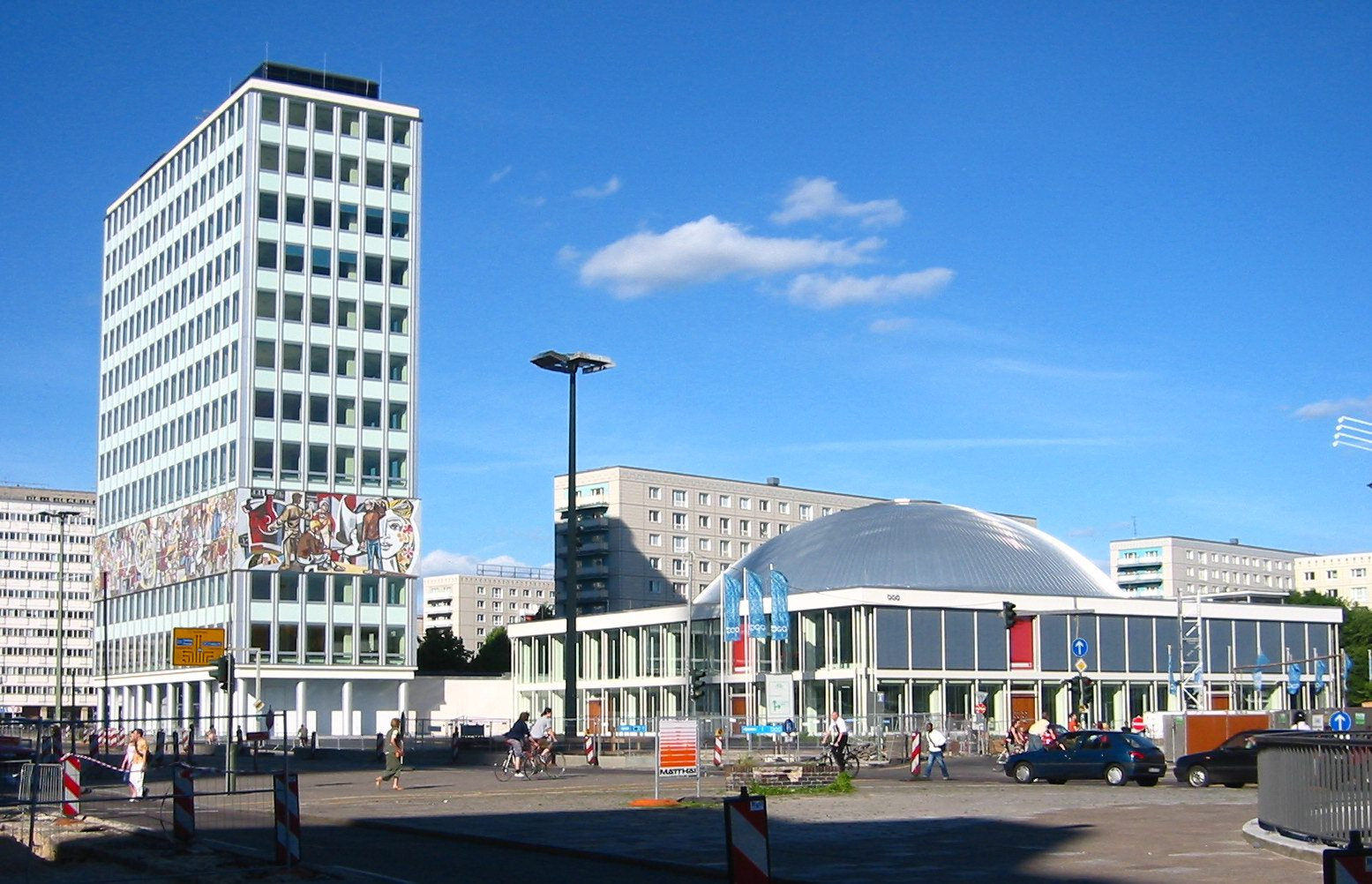
Haus des Lehrers als Teil des Ensembles Alexanderplatz und westliche Karl-Marx-Allee in Berlin

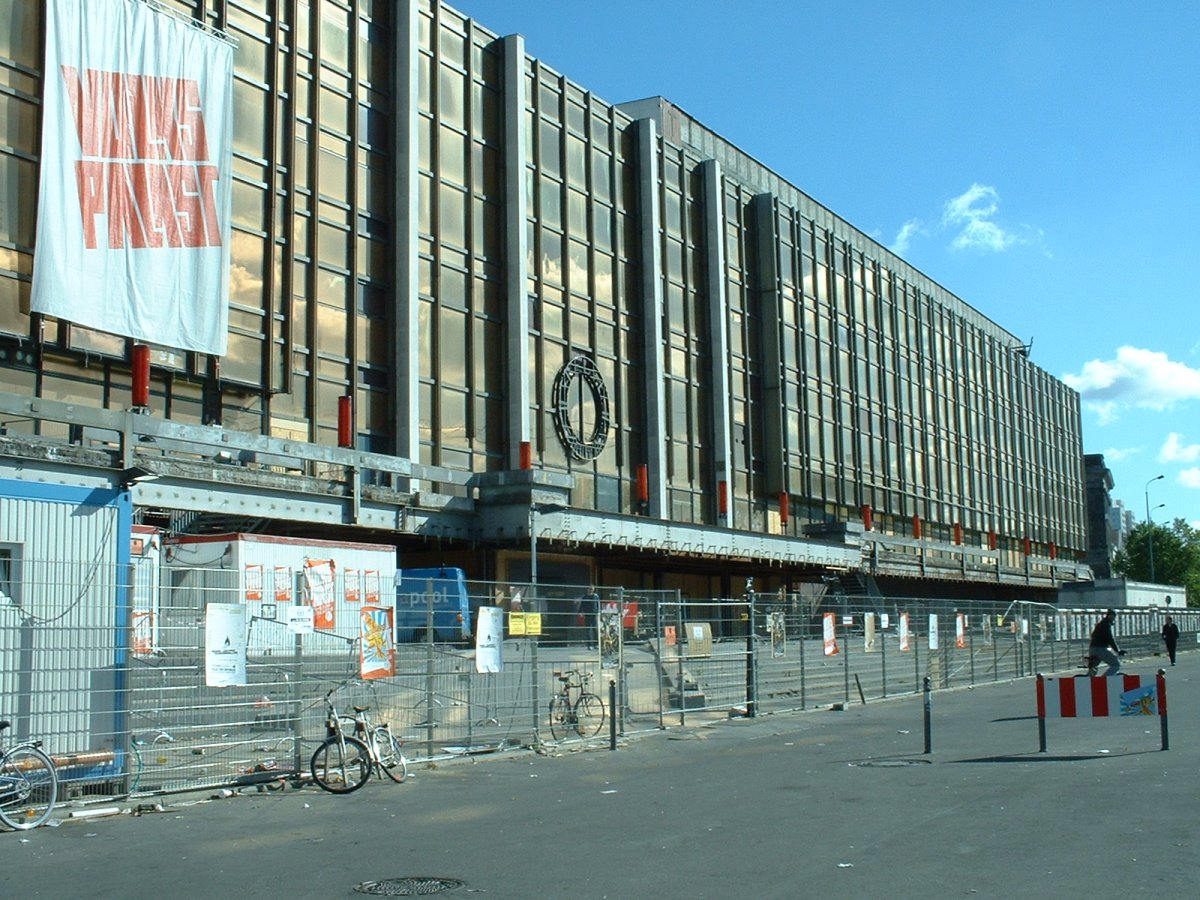
Verfall des Palastes der Republik, 2004

Die Architektur der DDR prägt viele größere Städte der neuen Bundesländer. Dazu gehören eine aufgelockerte Bebauung der kriegszerstörten Innenstädte und monotone Plattenbausiedlungen am Stadtrand. Gleichzeitig wurde die Instandhaltung des Wohnungsaltbestandes der Innenstädte massiv vernachlässigt. Gerhard Schürer resümierte im Oktober 1989 in einer Vorlage an das SED-Politbüro: „Seit 1970 wurden mehr als 3 Millionen Wohnungen neugebaut bzw. rekonstruiert und damit für 9 Millionen Menschen, d. h. mehr als die Hälfte der Bevölkerung der DDR, qualitativ neue Wohnbedingungen geschaffen. Infolge der Konzentration der Mittel wurden zur gleichen Zeit dringendste Reparaturmaßnahmen nicht durchgeführt, und in solchen Städten wie Leipzig, und besonders in Mittelstädten wie Görlitz u. a. gibt es Tausende von Wohnungen, die nicht mehr bewohnbar sind.“
Nur wenige DDR-Bauwerke wurden nach der deutschen Wiedervereinigung unter Denkmalschutz gestellt. Beispiele dafür sind das Haus des Lehrers mit der angrenzenden Kongresshalle in Berlin oder Ensembles des Zuckerbäckerstils. In den meisten Großsiedlungen in den neuen Bundesländern finden heute Rückbauprogramme statt, bei denen ganze Abschnitte abgerissen oder deren Etagenzahl deutlich verringert werden, Hintergrund ist eine massive Abwanderung der Bewohner, sowohl in die zunehmend renovierten Altstadtviertel wie in andere Regionen. Anstatt ganze Blöcke stehen zu lassen, die nur vereinzelt bewohnt werden, wird versucht, mit einem Rückbau auf den tatsächlichen Bedarf mit erhöhter Lebensqualität und einer Mindestsiedlungsdichte den städtischen Charakter zu erhalten.
Die verbreiteten Abrisse von stilbildenden Gebäuden der DDR-Zeit fanden ihren Höhepunkt im hart umkämpften Abriss des Palastes der Republik in Berlin wie der damit zusammenhängenden, geplanten Rekonstruktion des Berliner Stadtschlosses. Gründe sind neben neuen ästhetischen Ansprüchen, Nutzungsinteressen und politischen Zusammenhängen auch die vor allem in den Stadtzentren hohen Bodenpreise, die mit der großflächigen und lockeren Bebauungsweise der DDR-Architektur kollidieren. Solch ein Fall war ein 1989 fast fertiggestelltes großflächiges Einkaufszentrum in der Berliner Friedrichstraße, das schließlich einer engeren Bebauung weichen musste. Im Falle des zentralen Marx-Engels-Forums in Berlin trug hingegen die Beliebtheit der innerstädtischen Freifläche zur Erhaltung bei.
Ähnlich wirkte die Ruine der Frauenkirche (Dresden) nur, solange die umgebende Freifläche der sozialistischen Stadt vorhanden war. Die Frauenkirche hätte in der heutigen innerstädtisch dichten Bebauung den Mahnmalcharakter weitgehend verloren. Wegen der auseinanderstrebenden Trümmerteile war es bereits zu statisch bedenklichen Bewegungen für das Umfeld gekommen.
Die historische Bedeutung der sozialistischen Stadt ist und war Gegenstand vergleichender Forschung, insbesondere in der Sozialgeographie. Gegenüber den ursprünglichen Ausprägungen kam es mittlerweile zu massiven Eingriffen und einer zunehmenden Citybildung. So wurde die Prager Straße in Dresden stark umgebaut und das seinerzeit lockere und großzügige Bebauungskonzept durch ergänzende Gebäude in den Lücken verworfen. Am Berliner Alexanderplatz wurde das für die sozialistische Stadt typische aufgelockerte Ensemble durch nachträgliche bauliche Verdichtung erheblich beeinträchtigt. Die markanten Bezugspunkte wie die Weltzeituhr und insbesondere der Fernsehturm als Wahrzeichen Ost-Berlins verblieben.
Nach wie vor sind die ehemaligen sozialistischen Stadtkerne durch einen höheren Anteil an (erschwinglichen) Wohnungen geprägt. Einer nahezu kompletten Entsiedlung der City wie im namensgebenden Bereich der City of London wurde auch im Westen versucht gegenzusteuern, allerdings angesichts der massiven wirtschaftlichen Interessen an den attraktiven Innenstadtlagen mit geringem Erfolg.
Zum Vermächtnis der Städtebaupolitik der DDR gehört ebenfalls, dass insbesondere in den Mittelstädten die historischen Altstadtkerne zu großen Teilen im Vorkriegszustand erhalten geblieben sind, weil das Geld für groß angelegte Stadtumbauprogramme, wie sie in Westdeutschland durchgeführt wurden, fehlte. So waren viele Altstadtbereiche 1990 zwar völlig verwahrlost, in der Substanz aber noch vorhanden, sodass sie gesichert und erhalten werden konnten. Ein besonders bekanntes Beispiel hierfür ist das Andreasviertel in Erfurt, um das schon in den letzten Jahren der DDR heftig gestritten wurde. Eine zweite Zerstörung historischer Innenstädte nach 1989, wie unter anderem im Fall Münchens für die Nachkriegszeit von Erwin Schleich postuliert wurde, wurde in Teilbereichen der früheren DDR thematisiert und beim UNESCO-Weltkulturerbe Quedlinburg durch eine flächige Unterschutzstellung verhindert.

Innerstädtische Bebauung
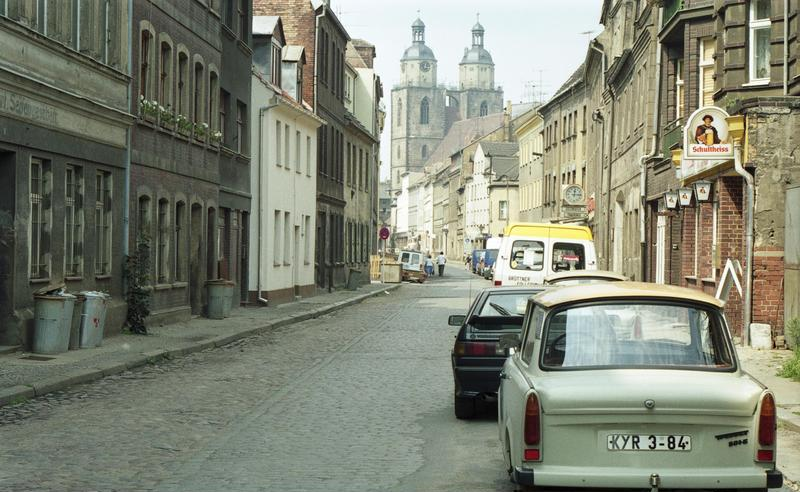
Innenstadt von Wittenberg, 1991
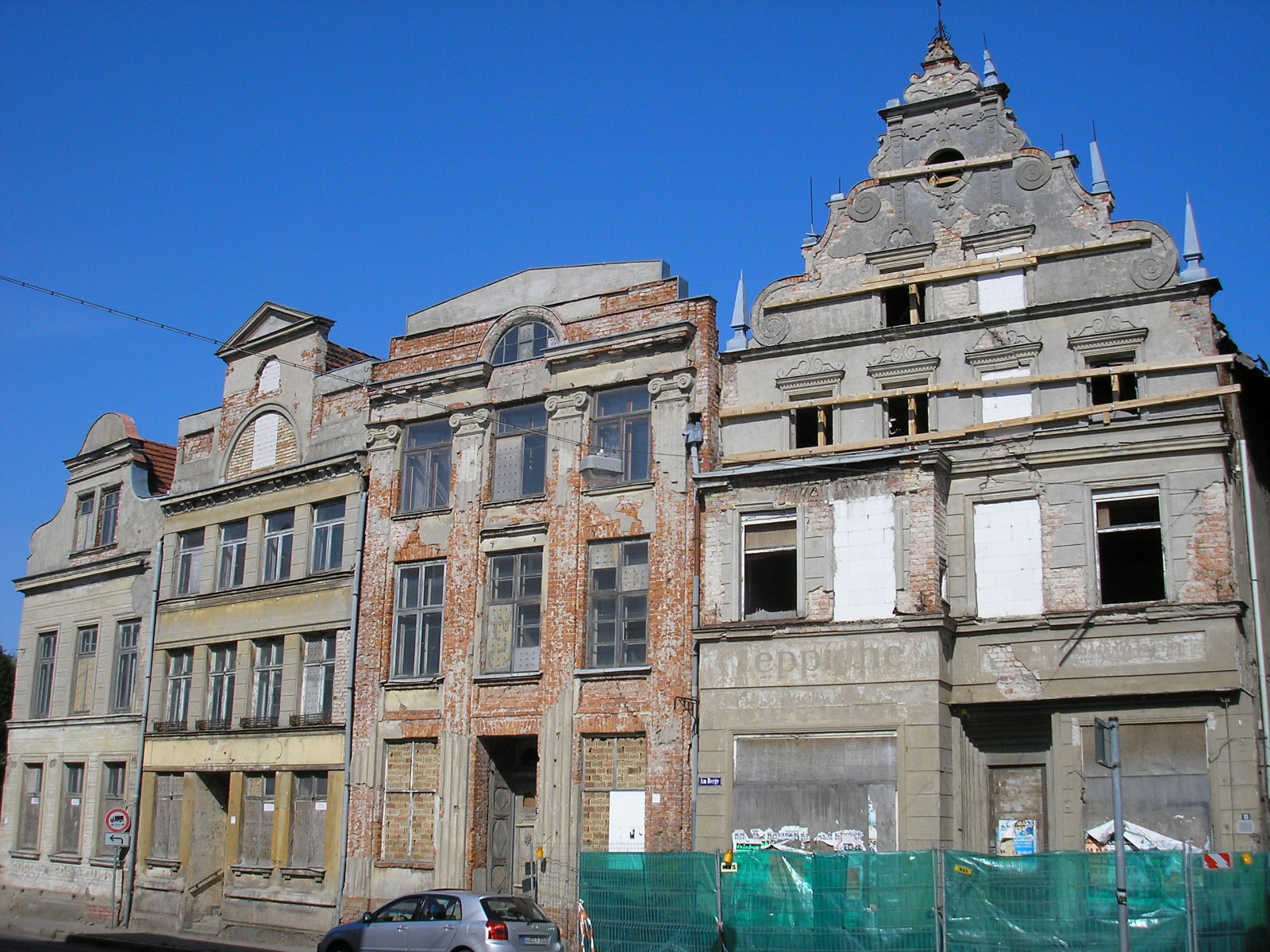
Bürgerhäuser in der Altstadt von Güstrow, 2008
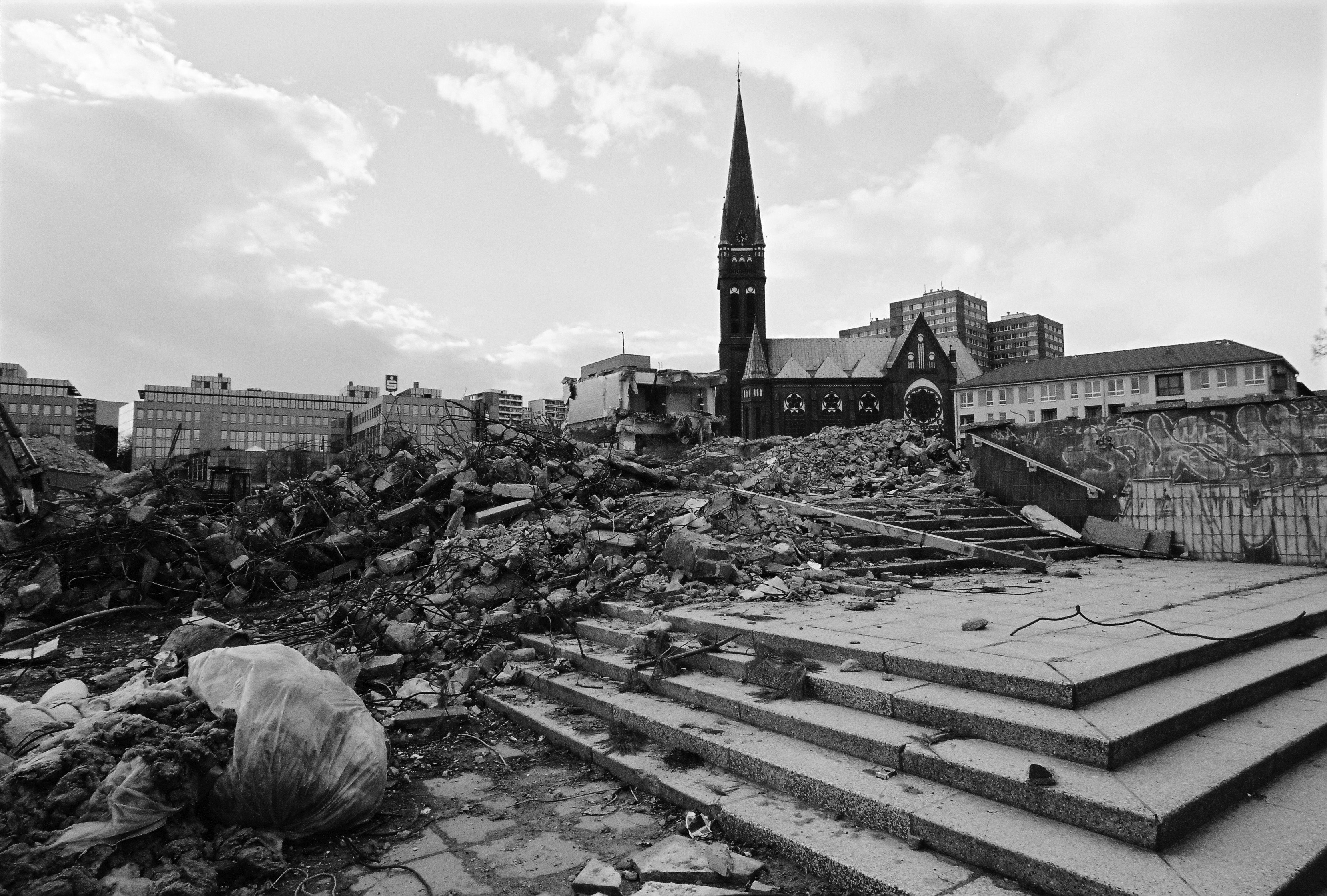
Abriss innerstädtischer Gebäude – hier Frankfurt/Oder –, nach 1990

## Industrialisierung und Standardisierung durch Plattenbau

Anzahl neu errichteter Wohnungseinheiten pro Jahr

Zwischen den Jahren 1949 und 1989 wurden verschiedene standardisierte Bauweisen bei der Errichtung von Wohnhäusern verwendet. Während in der Aufbauphase der 1950er Jahre Hohlblocksteine verwendet wurden, begann in den 1960er Jahren der verstärkte Einsatz von Betonplatten, die zur allgemeinen Bezeichnung Plattenbau führte. Durch die standardisierte und industrialisierte Großtafelbauweise (Plattenbau) wurde die architektonische Freiheit massiv eingeschränkt.
Sowohl die Fassaden als auch die Wohnungsgrundrisse waren genormt. Ein frühes Beispiel dafür ist die Q3A-Baureihe, ein erster Typ industrialisierten Wohnbaus in der DDR. Während diese Bauten noch allgemein über Ofenheizungen verfügten, wurde bei den Bautypen der 1970er Jahre standardmäßig Zentralheizung bzw. Fernwärme integriert. So die Wohnungsbauserien WBS 70 oder P2.
Insgesamt wurden von 1949 bis 1990 ca. drei Millionen Wohnungseinheiten gebaut, wovon ca. 1,5 Millionen im Plattenbau erstellt wurden.
Christoph Hackelsberger zufolge war die DDR vor 1972 in der Bauphysik wie im automatisierten Bauen durchaus führend, insbesondere in den theoretischen Grundlagen. Bei der praktischen Ausführung kam es zu Unzulänglichkeiten wegen des durch den allgemeinen Devisenmangel bedingten Fehlens von ausreichenden Dämmmaterialien wie auch spezifischen, bauchemisch (Schwefelgehalt der lokalen Braunkohle, Zusammensetzung von Zuschlagstoffen in Norddeutschland) bedingten Problemen bei der Herstellung von Beton.

Plattenbau
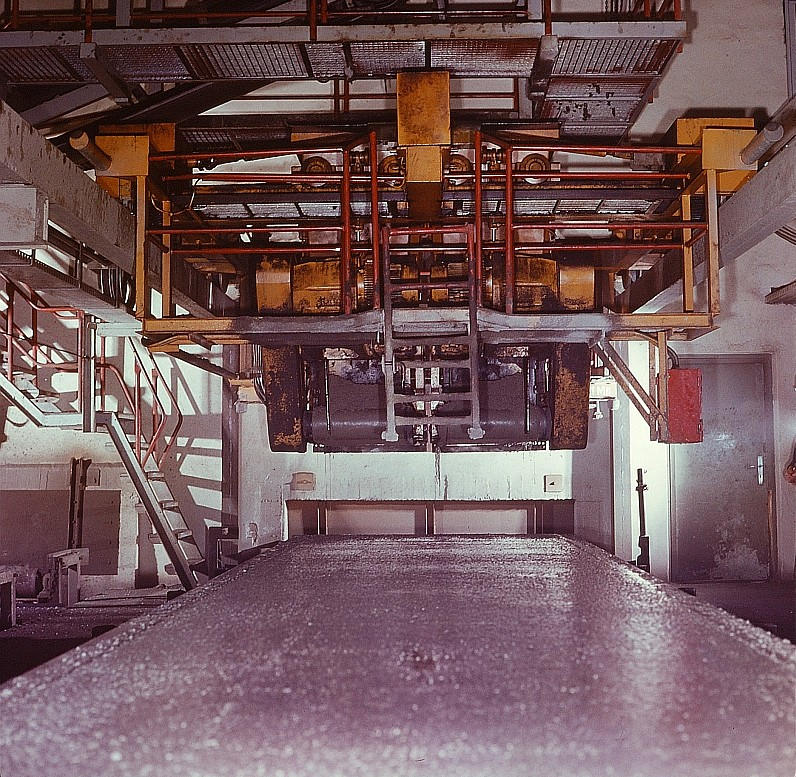
Werk zur Herstellung von Betonteilen
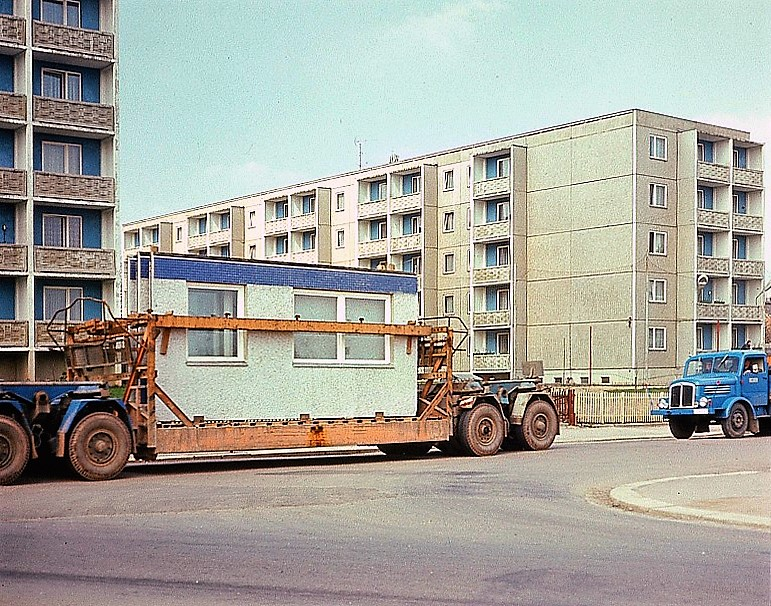
Anlieferung von Betonteilen, 1975
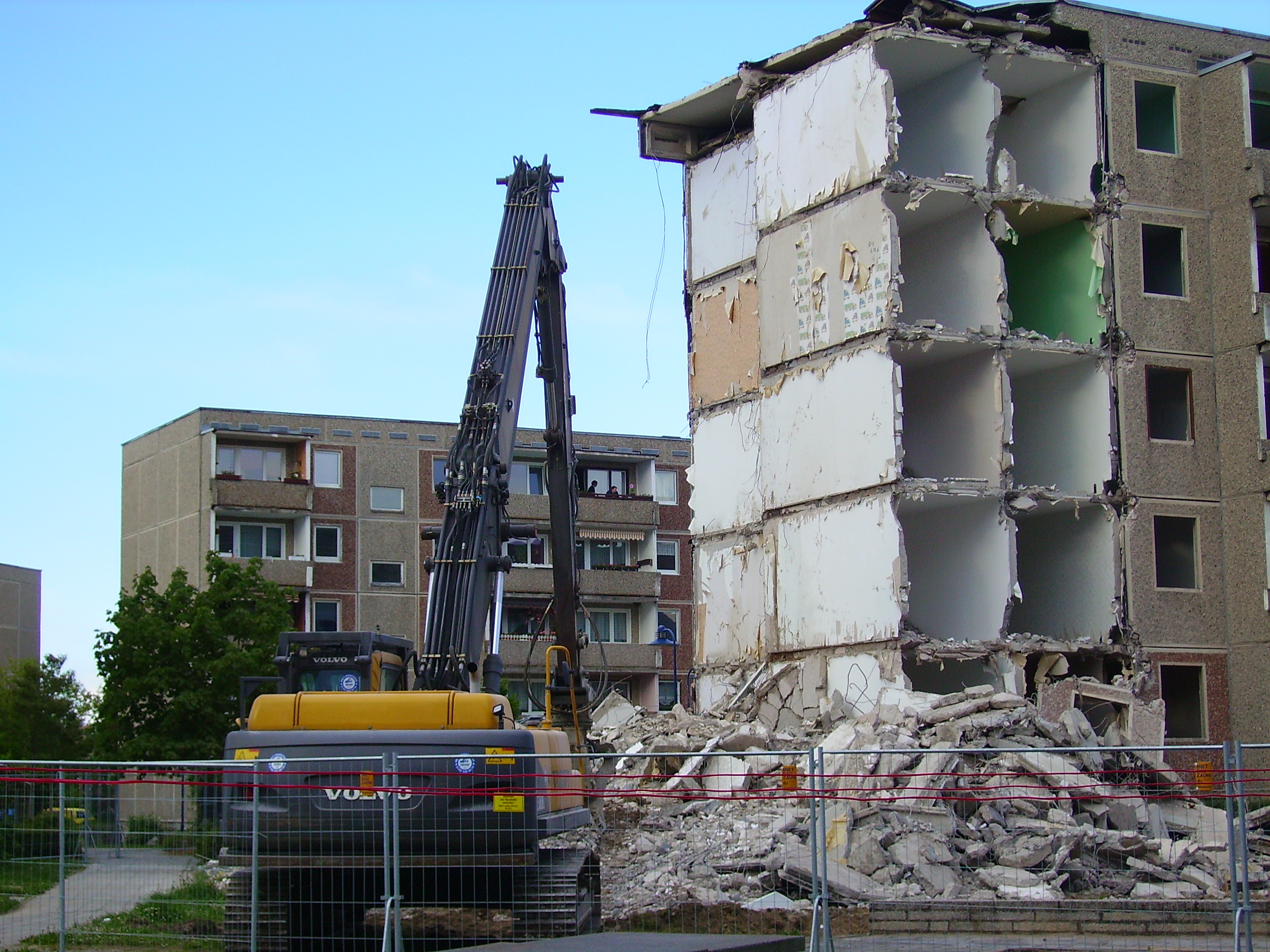
Abriss von Plattenbauten
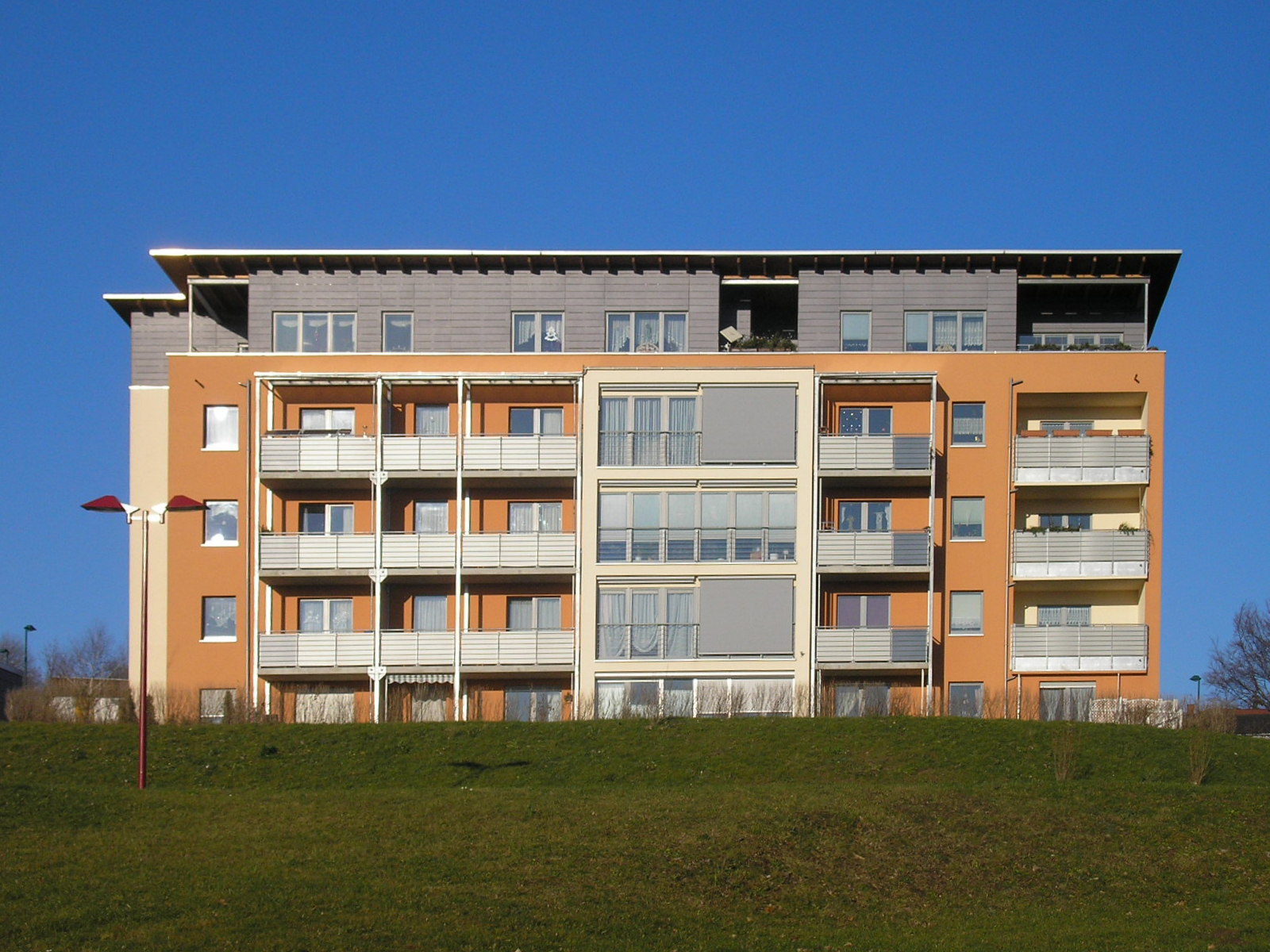
Umbau eines Plattenbaus in Ilmenau

## Beispiele
Sozialistischer Klassizismus
- Karl-Marx-Allee, Berlin
- Strausberger Platz, Berlin
- Staatsratsgebäude, Berlin
- Kulturpalast, Chemnitz
- Lange Straße, Rostock
- Ringbebauung, Leipzig
- Windmühlenstraße, Leipzig

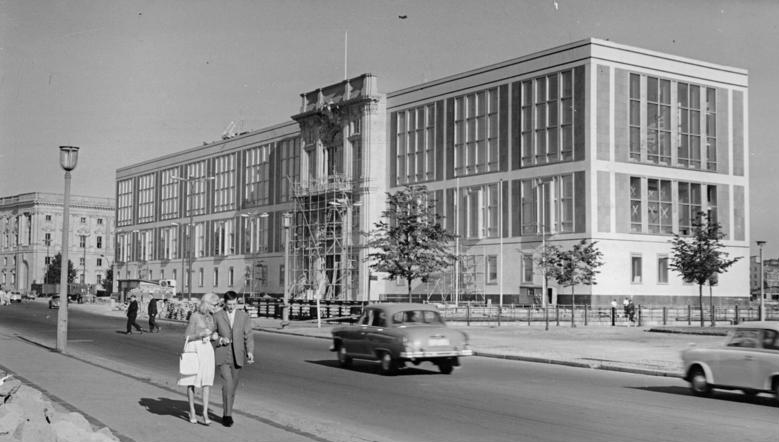
Das Staatsratsgebäude, Berlin, 1964

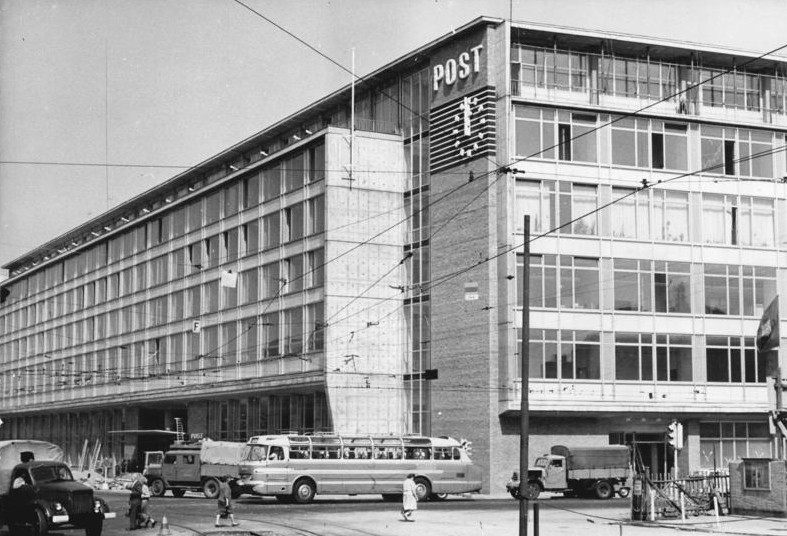
Hauptpost Leipzig, 1964

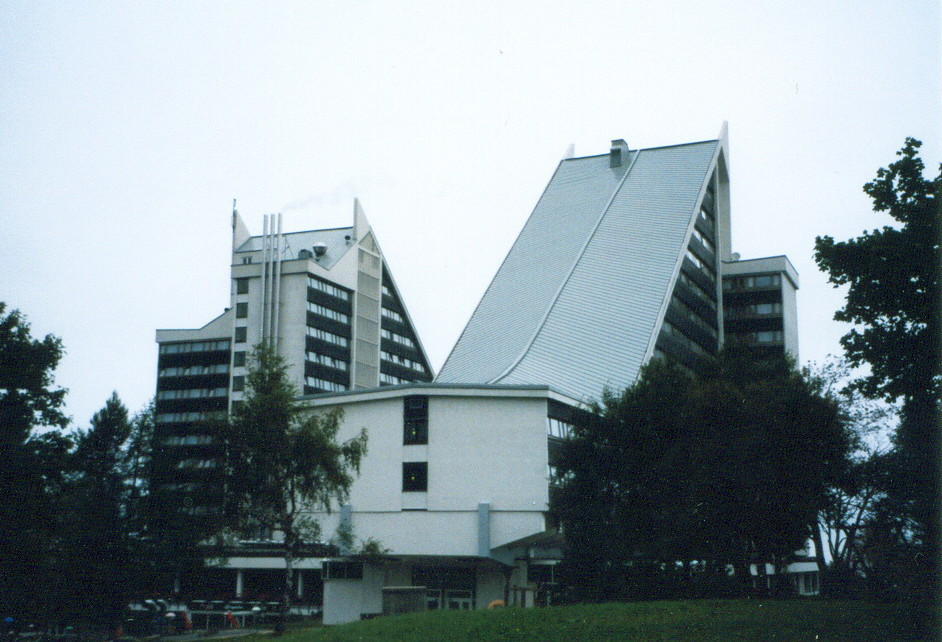
Hotel „Panorama“, Oberhof, 2009

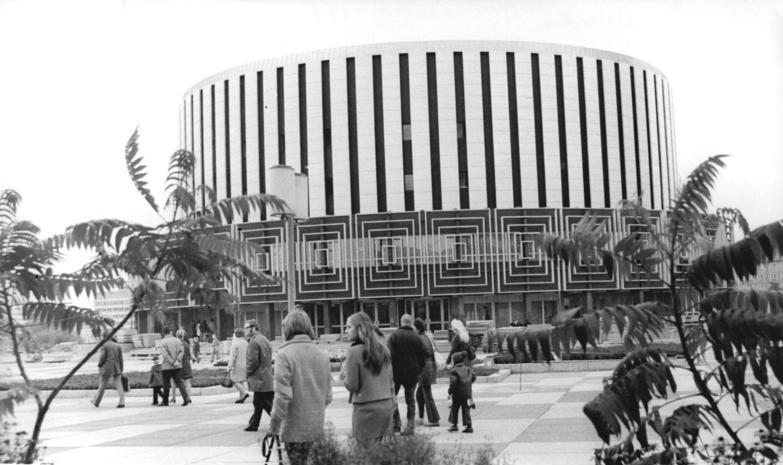
Rundkino Dresden (1972)

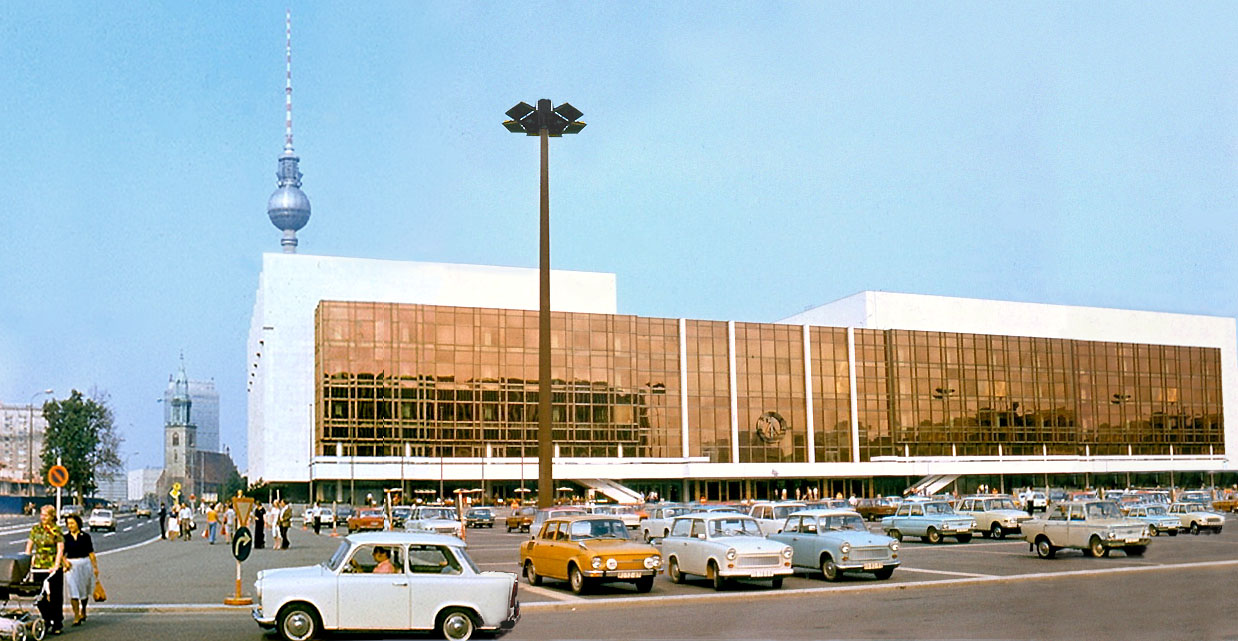
Palast der Republik, 1977

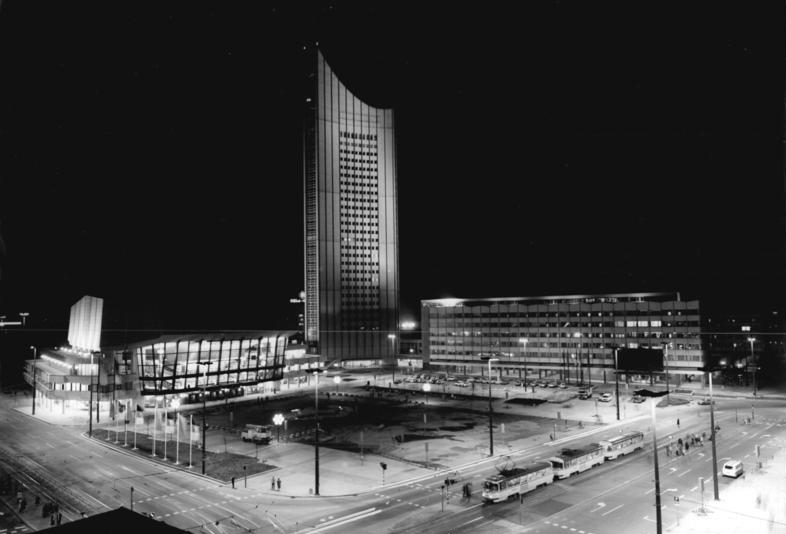
Neues Gewandhaus und Universitätshochhaus, Leipzig, 1981

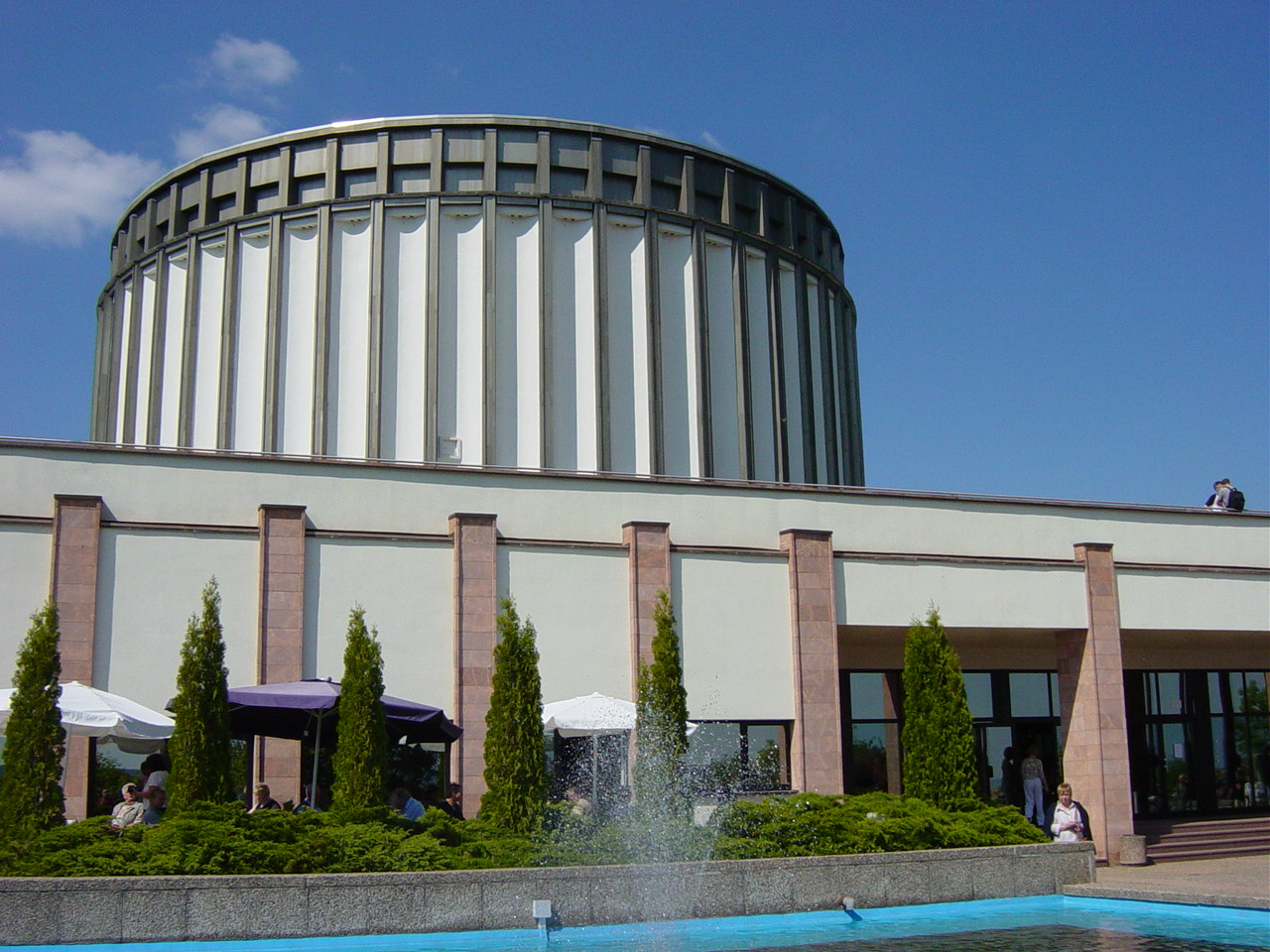
Panorama Museum in Bad Frankenhausen, 2004

- Sowjetischer Pavillon, Leipzig (Wiederaufbau nach 1946)
- Altmarkt, Dresden

Sozialistische Stadt und Neubaugebiete
- Eisenhüttenstadt (ab 1951)
- Hoyerswerda (ab 1955)
- Leinefelde (Eichsfeldplan, 1958)
- Schwedt/Oder (1960–1990)
- Wolfen-Nord (ab 1960)
- Halle-Neustadt (ab 1963)
- Jena-Neulobeda (ab 1964)
- Oststadt (Neubrandenburg) (1970–1989)
- Fritz-Heckert-Gebiet, Chemnitz (1974–1989)
- Leipzig-Grünau (1976–1990)
- Berlin-Marzahn (1977–1990)
- Berlin-Hellersdorf (1979–1989)
- Berlin-Neu-Hohenschönhausen (1981–1989)

Magistralen
- Karl-Marx-Allee, Berlin (ab 1951)
- Straße der Nationen, Chemnitz (ab 1960)
- Karl-Marx-Allee mit Karl-Marx-Monument, Chemnitz (1971)

Dominanten (Hochhäuser und Türme)
- Müggelturm, Berlin (1960–1961)
- Haus des Lehrers und Kongresshalle, Berlin (1961–1964)
- Haus der Kultur und Bildung, Neubrandenburg (1963–1965)
- Fernsehturm Berlin (1964–1969)
- Universitätshochhaus Leipzig (1968–1973)
- Oderturm, Frankfurt (Oder) (1968–1976)
- Wintergartenhochhaus, Leipzig (1970–1972)
- Universitätshochhaus Jena (1972)

Sonderbauten im Stil der Moderne
- Café Moskau, Berlin (1959–1964)
- Kino International, Berlin (1961–1963)
- Hauptpost Leipzig (1961–1964)
- Hauptpostamt Dresden-Neustadt (1962–1964)
- Konsument-Warenhaus am Brühl, Leipzig (1966–1968)
- Hauptpostamt Chemnitz (1967)
- Hyparschale, Magdeburg (1969)
- Kunsthalle Rostock (1969)
- Teepott Warnemünde (1969)
- Hotel Panorama, Oberhof (1969)
- Hotel Neptun, Warnemünde (1969–1971)
- Rundkino Dresden (1969–1972)
- Interhotel „Kongreß“ , Chemnitz (1969–1974)
- Stadthalle Chemnitz, Chemnitz (1969–1974)
- Großgaststätte Ahornblatt, Berlin (1973)
- Centrum Warenhaus, Dresden (1973–1978)
- Palast der Republik, Berlin (1976)
- Gewandhaus Leipzig (1981)
- Friedrichstadt-Palast, Berlin (1984)

Sonstige
- Panorama Museum, Bad Frankenhausen
- Ministerium für Auswärtige Angelegenheiten der DDR
- Sport- und Erholungszentrum, Berlin (schwedisches Architektenteam)
- Zentralstadion, Leipzig
- Stadion der Weltjugend, Berlin
- Kulturpalast (Dresden)
- Haus der Elektroindustrie, Berlin
- Opernhaus Leipzig

## Stilprägende Architekten

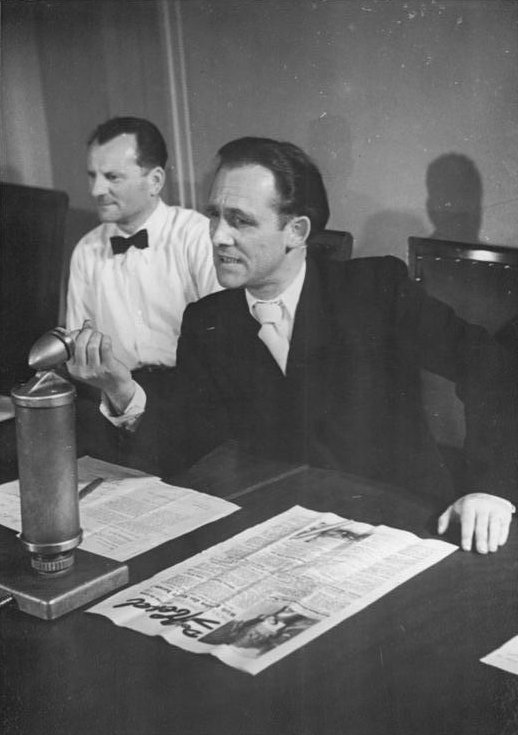
Hermann Henselmann, 1949

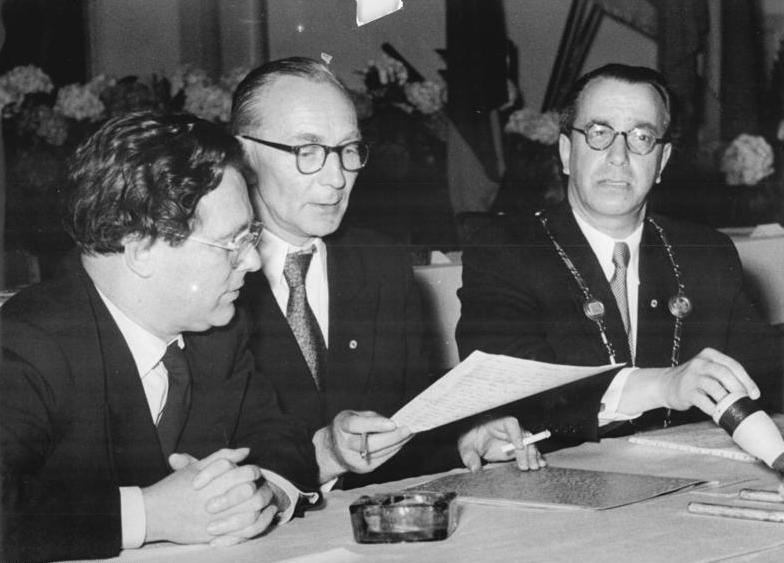
Kurt Liebknecht (rechts), Präsident der Deutschen Bauakademie (DBA) zusammen mit Edmund Collein (Mitte), dem Vizepräsidenten der Akademie und Hermann Henselmann (links), dem Chefarchitekten in Ost-Berlin im Mai 1954 bei der zweiten öffentlichen Vollversammlung der DBA

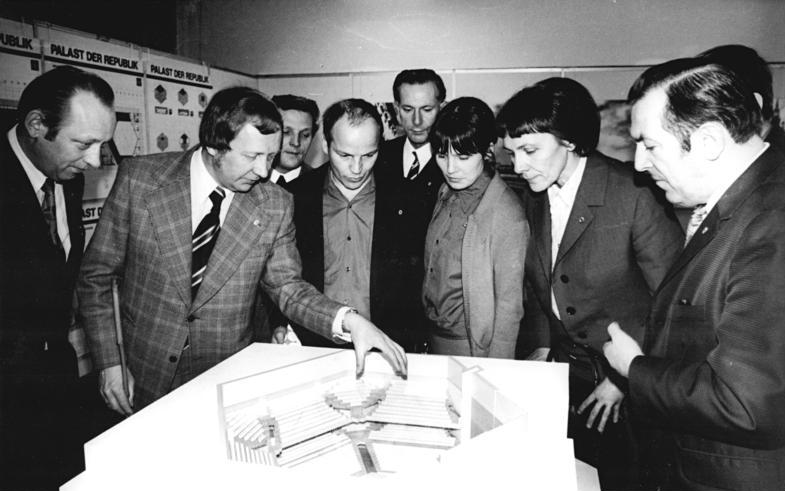
Graffunder (2. v. l.) erläutert ein Modell des Palastes der Republik, 1974

Als wohl wichtigster Architekt der DDR gilt Hermann Henselmann (1905–1995). Unmittelbar nach 1945 konnte er Ideen der Moderne verwirklichen. Nachdem diese auf politischen Widerstand trafen, wirkte er an der Gestaltung der Stalinallee im Zuckerbäckerstil mit. Von 1953 bis 1959 war er Chefarchitekt von Berlin, von 1959 bis 1964 Chefarchitekt des Institutes für Sonderbauten und von 1967 bis 1972 Chefarchitekt des Instituts für Städtebau und Architektur der Bauakademie. In dieser Funktion griff er auch Ideen der Moderne wieder auf. Henselmann entwarf unter anderem einen Turm der Signale als Vorlage für den Fernsehturm (1958), das Haus des Lehrers (1961), den Leninplatz in Berlin (1968), das Universitätshochhaus in Leipzig (1968) und das Universitätshochhaus in Jena (1972).
Besonders zu erwähnen ist der Ingenieur-Architekt Ulrich Müther, dessen Schalenbauten, wie etwa der 1968 fertiggestellte „Teepott“ (mit Erich Kaufmann und Hans Fleischhauer) in Warnemünde bemerkenswerte Einzelbauten sind. Müthers Bauwerke wurden auch im Ausland errichtet. So baute er u. a. eine Moschee in Jordanien und Zeiss-Planetarien in Kuwait, Tripolis und Helsinki. In Wolfsburg entwarf und baute er von 1981 bis 1983 die Kuppel des Zeiss-Planetariums, wofür die Volkswagen AG 10.000 Pkw vom Typ VW Golf in die DDR lieferte.
Architekten und Stadtplaner
Siehe auch Liste von Kulturschaffenden in der DDR
- Hans Erich Bogatzky (1927–2009), Innenarchitekt
- Edmund Collein (1906–1992), Architekt und Architekturfunktionär in der DDR
- Franz Ehrlich (1907–1984), Architekt, Innenarchitekt, Designer und Künstler
- Rolf Göpfert (1903–1994), Architekt, Künstler und Dresdner Architekturprofessor
- Heinz Graffunder (1926–1994), Architekt
- Iris Grund (* 1933), Architektin und Stadtplanerin
- Wolfgang Hänsch (1929–2013), Architekt
- Hermann Henselmann (1905–1995), Architekt
- Hanns Hopp (1890–1971), Architekt und Hochschullehrer
- Josef Kaiser (1910–1991), Architekt, Stadtplaner, Hochschullehrer und Tenor
- Roland Korn (* 1930), Architekt
- Kurt Liebknecht (1905–1994), Architekt und Baupolitiker
- Ulrich Müther (1934–2007), Bauingenieur und Bauunternehmer
- Kurt Nowotny (1908–1984), Architekt
- Richard Paulick (1903–1979), Architekt
- Horst Siegel (1934–2020), Architekt, Stadtplaner und Hochschullehrer
- Rudolf Skoda (1931–2015), Architekt und Hochschullehrer

Betonschalenbauwerke von Ulrich Müther
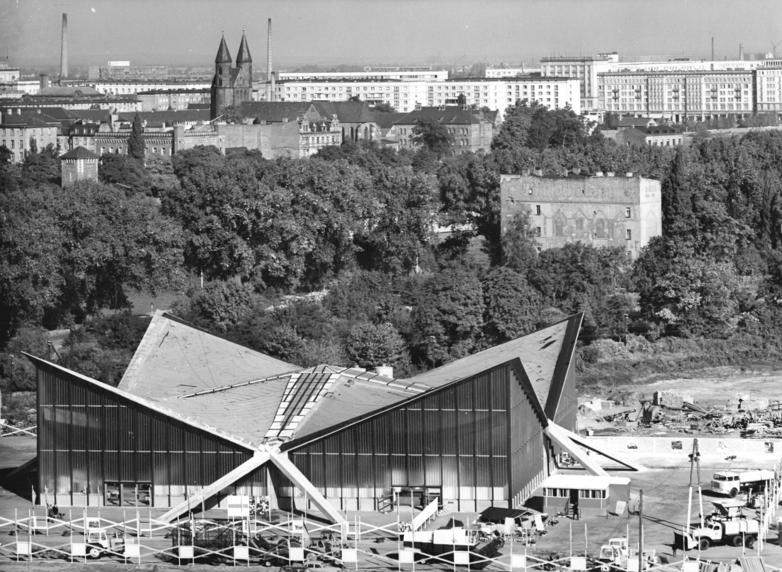
Hyparschale Magdeburg im Aufbau, 1969
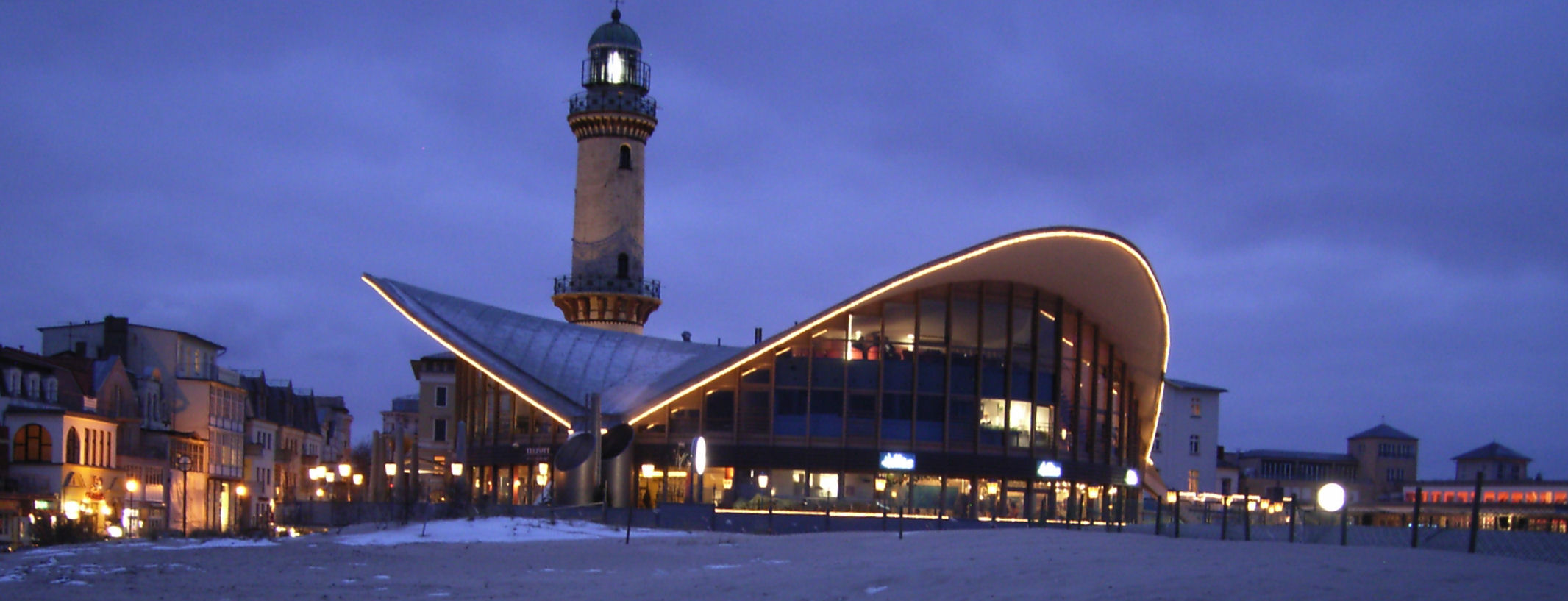
Der „Teepott“ in Warnemünde, 1967–1968
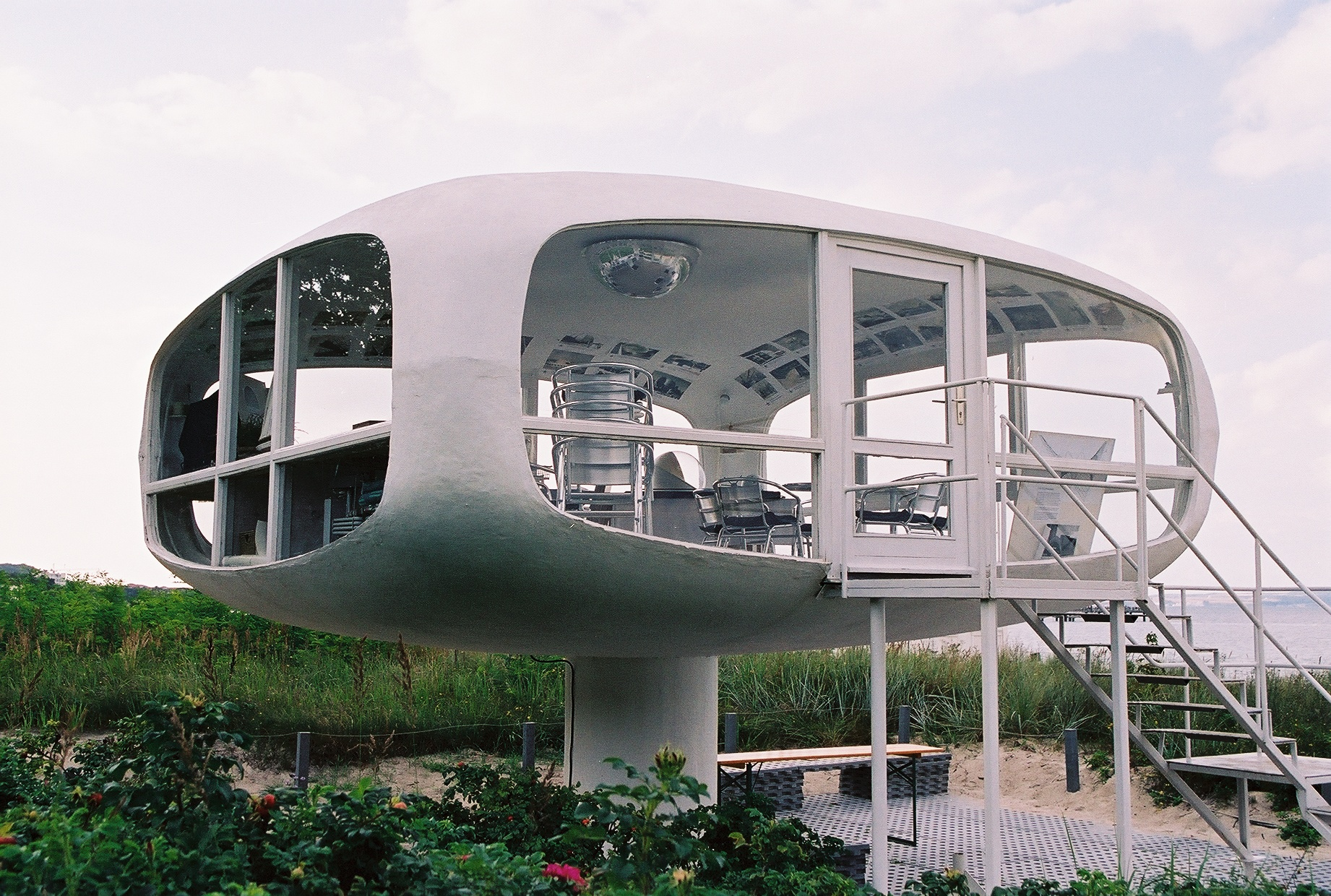
Rettungsstation in Binz, 1968
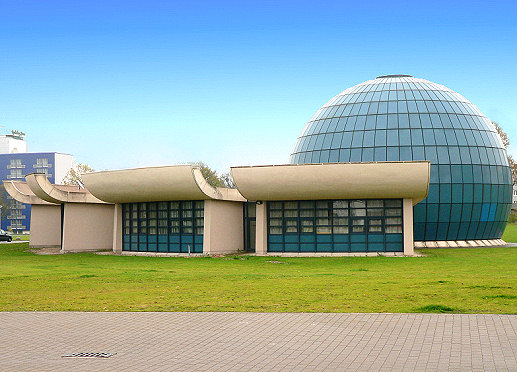
Planetarium Wolfsburg, 1981–1983
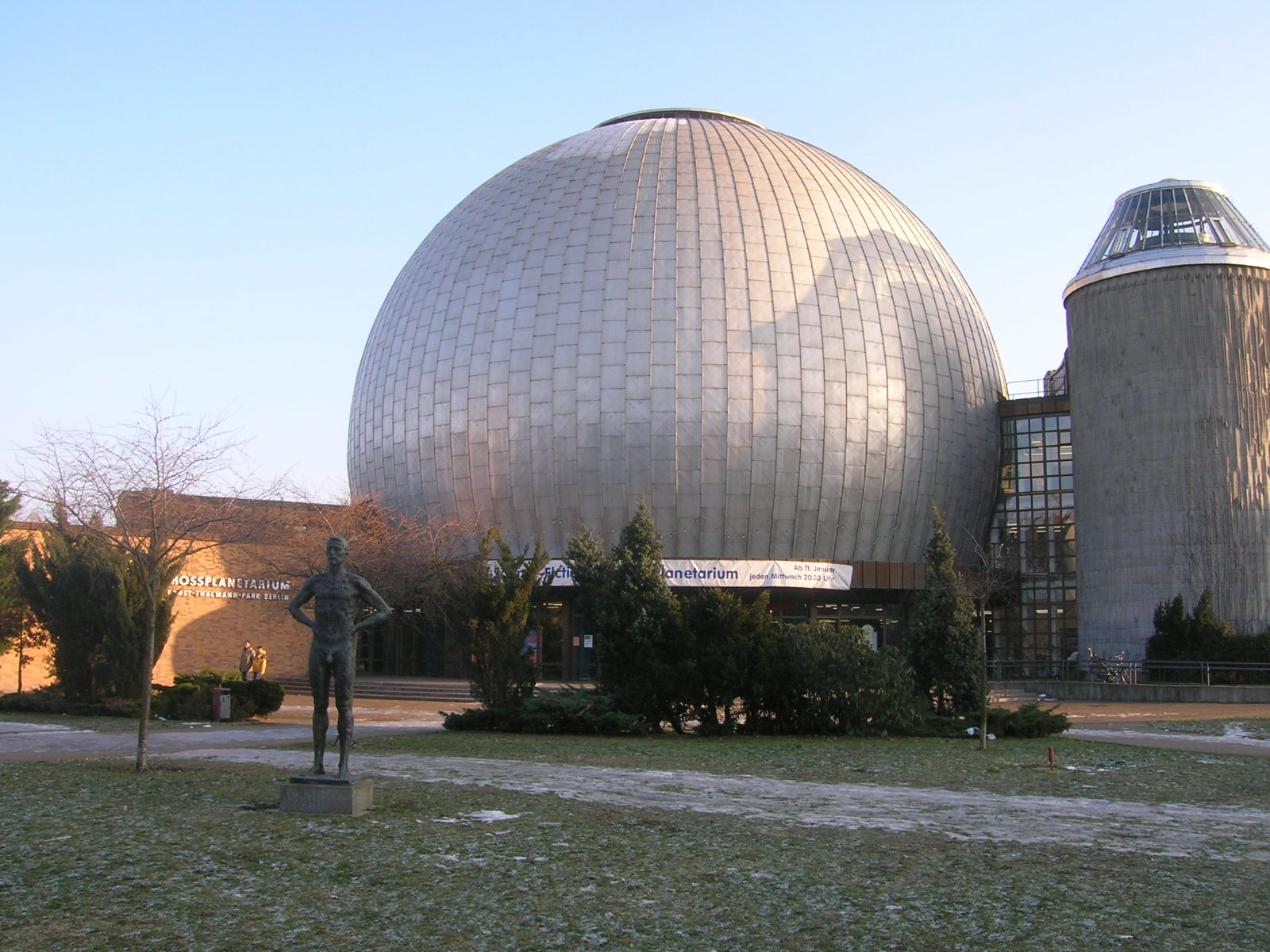
Zeiss-Planetarium Berlin
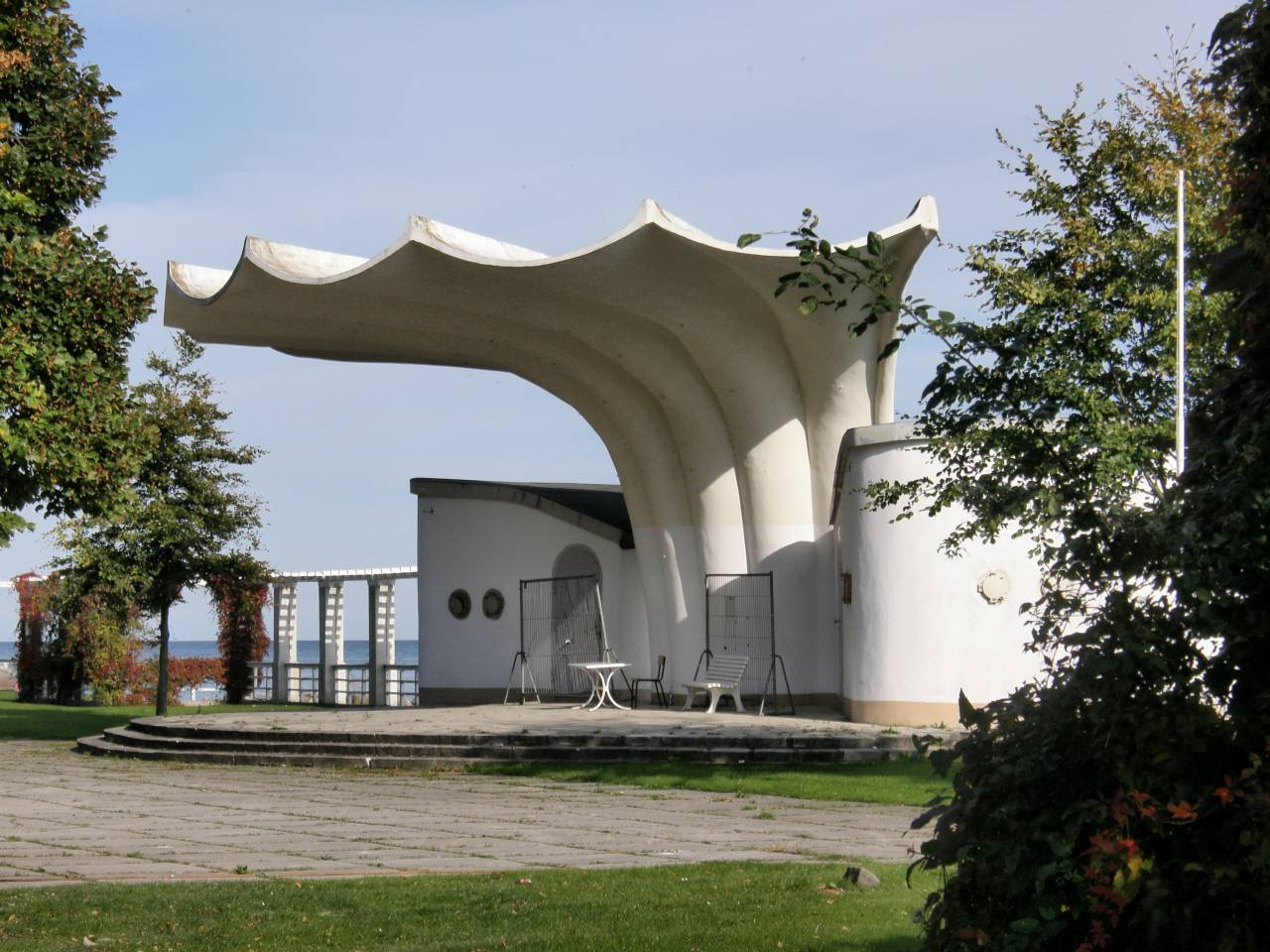
Musikpavillon Sassnitz, 1987
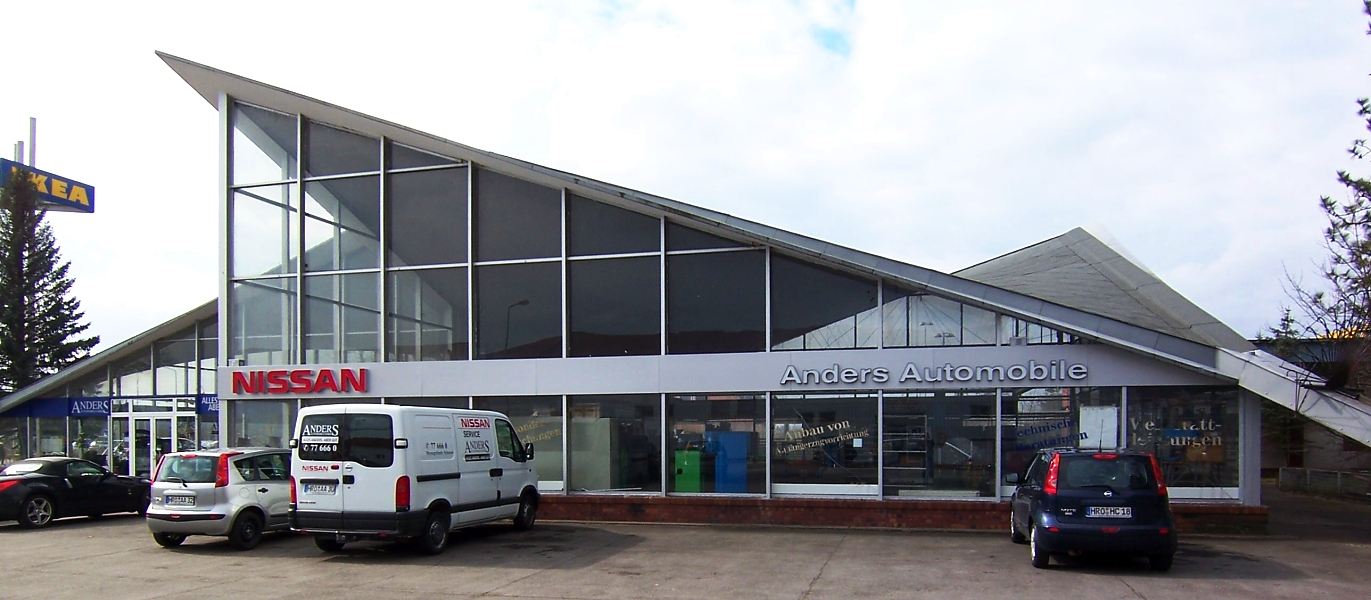
Messehalle in Rostock-Schutow